# Regne grec de Bactriana
El regne grec de Bactriana (en llatí: Bactriana, en grec antic: Βακτριανὴ) va ser un estat instal·lat a Bactriana i Sogdiana al nord de l'actual Afganistan i part de l'Àsia central cap a l'any 250 aC, i que va durar fins al 125 aC. Al seu costat, el regne grec de l'Índia es va establir potser el 180 aC i va durar fins aproximadament l'any 10.

## Independència de l'Imperi Selèucida
El governador selèucida de Bactriana, Sogdiana i Margiana, Diòdot, es va independitzar dels selèucides sobre l'any 245 aC, durant el regnat d'Antíoc II Theós que es trobava en guerra amb Egipte. Va consolidar el seu poder i es va estendre territorialment cap a l'est (l'Índia) i l'oest (Ariana). Les ciutats principals del nou regne van ser Bactra, Darapsa i després Eucratídia, del nom del rei Eucràtides). Gairebé al mateix temps, el sàtrapa de Pàrtia, Andràgores, que s'havia proclamat també rei, va ser enderrocat per Arsaces I, rei dels parts que es va apoderar de Pèrsia tallant el contacte dels bactrians amb els grecs occidentals de l'Imperi. A Diòdot el va succeir el seu fill Diòdot II, que es va aliar als parts en contra de Seleuc II Cal·línic.

## La dinastia Eutidèmida (230 aC)
Eutidem de Magnèsia, probablement sàtrapa de Sogdiana, va enderrocar Diòdot II cap a l'any el 230 aC i va iniciar una nova dinastia, la dinastía Eutidèmida. Els seus dominis arribaven a Alexandria Ultima.

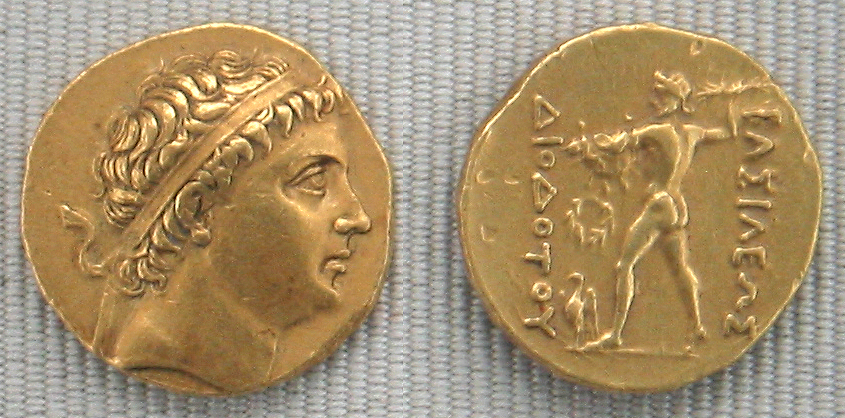
Moneda de Diòdot I de Bactriana circa 245 aC

### Conflicte amb l'Imperi Selèucida i l'Imperi Part
Antíoc III el Gran va atacar Bactriana l'any 210 aC amb 10.000 cavallers i va guanyar la batalla d'Arios (Hari Rud). El 208 aC va ocupar Tambrax, va derrotar els bactrians a Sirinx i altre cop al riu Hari) i va assetjar la capital Bactra del 208 aC a 206 aC, fins que es va establir la pau. Eutidem va ser reconegut rei en perpètua aliança amb l'Imperi Selèucida i el fill d'Eutidem, Demetri, es va casar amb una filla d'Antíoc.
Després de la sortida dels selèucides, el regne de Bactriana va iniciar la seva expansió a zones del nord-est d'Iran fins a Pàrtia, que probablement eren les satrapies de Tapúria i Traxiane.

## Cultura grega a Bactriana
Els grecs de Bactriana van mantenir els contactes amb el món hel·lènic del Mediterrani i amb l'Índia. Les ciutats principals, com Ai-Khanum (potser Alexandria d'Oxiana) o Bactra (Balkh) tenien una forta cultura hel·lenística. L'any 145 aC Bactra va ser incendiada per una invasió dels nòmades escites i no es va reconstruir. S'han trobat moltes restes de cultura hel·lenística, com algun gimnàs, cases de tipus grec amb columnes i patis, columnes corínties i escultures. El regne va desplaçar el seu centre cap a l'Índia.

## Expansió

### Contactes amb Àsia Oriental i Central i amb Xina
Eutidem des d'Alexandria Ultima va dirigir probablement expedicions cap a Kaixgar i Urumchi cosa que va portar als primers contactes amb la Xina potser l'any 220 aC segons diu Estrabó. Al nord de Tien Shan s'han trobat estàtues gregues i s'han detectes influències gregues en l'art Han. Els bactrians, per la seva part, van fabricar monedes de níquel-crom, que només eren conegudes pels xinesos. L'explorador xinès Zhang Qian va visitar Bactriana l'any 126 aC i va informar de la presència de productes xinesos als mercats. Es van enviar missions xineses a la zona obrint la Ruta de la Seda a finals del segle ii aC.

### Contactes amb Índia (250 aC–180 aC)
L'emperador Chandragupta, de la dinastia Maurya havia reconquerit el nord-oest de l'Índia després de la mort d'Alexandre el Gran, però des de llavors hi va haver freqüents contactes i matrimonis mixtes amb els grecs. Els reis maurya tenien ambaixadors grecs a la seva cort. El net de Chandragupta, Aixoka, es va convertir al budisme, creença que va intentar estendre cap a Bactriana cap a l'any 250 aC. Els Edictes d'Aixoka esmenten els reis grecs occidentals. La població grega es va convertir al budisme en els següents anys, i alguns van ser monjos budistes. Climent d'Alexandria que va ser a Bactriana al segle ii reconeix la influència budista.

### Expansió cap a l'Índia (després del 180 aC)
Demetri I de Bactriana, fill d'Eutidem, va iniciar l'expansió cap a l'Índia potser l'any 180 aC, després de la desaparició del regne dels Maurya que havia estat eliminat per la dinastia Sunga. Demetri hauria arribat fins a Pataliputra (moderna Patna). L'expansió es va completar en uns cinc anys i va portar a l'establiment del Regne Indogrec, que tenia religió budista. Entre els seus reis cal destacar a Menandre I.

## Usurpació d'Eucràtides
A Bactriana el general Eucràtides, potser un general de Demetri I de Bactriana o un cap que tenia el suport selèucida, va enderrocar la dinastia eutidèmida cap a l'any 170 aC probablement destronant a Antímac I o a Antímac II, i va fundar la dinastia eucràtida. La branca índia va intentar recuperar el control. Un rei de la branca índia, Demetri, probablement Demetri II, va anar a Bactriana amb 60.000 homes però aparentment va ser derrotat i mort i Eucràtides es va apoderar de part del regne indogrec. Va fer una campanya al nord-oest de l'Índia i va governar un extens domini probablement fins al riu Jhelum al Panjab, però finalment el rei indogrec Menandre I el va rebutjar i va aconseguir reunificar el regne. Justí explica que Eucràtides va morir al camp de batalla junt amb el seu fill associat al tron, que podria ser Eucràtides II o Heliocles I.

### Derrota contra els parts
Al mateix temps, a l'occident del regne, el rei part Mitridates I de Pàrtia va derrotar a Eucràtides, probablement aliat amb els prínceps de la dinastia eutidèmida. Mitridates I es va apoderar dels territoris a l'oest del riu Àrios (la Tapúria i la Traxiane). L'any 141 aC els grecobactrians es van aliar amb el rei selèucida Demetri II Nicàtor en contra dels parts. L'historiador Orosi explica que Mitridates I de Pàrtia va poder ocupar cap al final del seu regnat, les regions entre el riu Indus i el riu Hidaspes cap a l'any 138 aC, però a la seva mort el 136 aC aquestes conquestes es van perdre. Heliocles I al final del seu regnat va ser derrotat per l'oest i per l'est, i les invasions nòmades pel nord van acabar amb el regne.

## Invasions nòmades

### Expansió Yuezhi cap a l'any 162 aC
Segons les cròniques Han, després d'una gran derrota dels Xiongnu (Huns), els nòmades Yuezhi (tocaris) van emigrar cap a la conca del Tarim, a l'oest, i van creuar el que les cròniques anomenen la civilització urbana de Ta Yuan que podrien ser les ciutats gregues de la vall de Fergana i es van establir al nord del riu Oxus en els moderns Uzbekistan i Kazakhstan, al nord dels territoris grecs. La civilització urbana Ta Yuan era poderosa i va mantenir contactes amb Xina des del 130 aC. L'ocupació dels Yuezhi de les terres al nord de l'Oxus s'hauria produït durant el regnat d'Eucràtides, que estava ocupat a l'Índia contra la branca indogrega.

### Escites cap a l'any 140 aC
Aproximadament l'any 140 aC els escites orientals o saces (sacae) també saka, van emigrar al sud, pressionats pels Yuezhi, i van entrar a Pàrtia i Bactriana. La invasió a Pàrtia està millor documentada i se sap que van atacar Merw, Hecatòmpolis i Ecbàtana. El rei Fraates II de Pàrtia (136 aC-127 aC), fill de Mitridates I, va ser derrotat tot i l'ajut de forces mercenàries gregues al seu servei després de la derrota d'Antíoc VII Sidetes (o Evergetes, 138 aC-129 aC), i va morir en la lluita (127 aC). El seu oncle i successor Artaban II de Pàrtia (127-124 aC) va ser mort en la lluita contra la tribu escita dels tocaris. La invasió a Bactriana és menys coneguda i testimoniada només per restes arqueològiques: la destrucció de la ciutat d'Ai Khanum està datada en aquesta època. Els escites es van desplaçar a l'est i al sud per l'Afganistan i l'Índia. Un establiment escita s'ha trobat a Tillia Tepe al nord-oest de l'Afganistan.

### Segona onada dels Yuezhi (120 aC)
Quan el xinès Zhang Qian va visitar els dominis dels Yuezhi l'any 126 aC intentant obtenir la seva aliança contra els Xiongnu, els va trobar establerts tant al nord de l'Oxus com al sud del mateix riu, és a dir per tota Bactriana. Diu que tenien una força considerable d'entre cent mil i dos-cents mil guerrers a cavall, amb arcs. El mateix viatger explica que havien ocupat el país de Dàxia (Bactriana) i s'havien apoderat de la cort del rei del país al nord del riu Gui (Oxus) i afegeix que tot el país estava sota el seu jou i que no tenia un sol rei sinó molts petits caps de les ciutats, i el poble no volia la guerra però era hàbil al comerç. La capital l'anomena Lanshi (equivalent a Bactra), on diu que hi havia un gran mercat.
Cap a l'any 120 aC les invasions des del nord dels Wusun van empènyer als Yuezhi, que al seu torn van empènyer als escites que es van desplaçar cap a l'Índia (Indoescites). Les fonts clàssiques també fan esment d'aquestes invasions.
El rei Heliocles I va abandonar Bactriana i va establir la seva capital a la Vall de Kabul des on va governar sobre la part índia dels seus territoris. Va ser el darrer rei grec de Bactriana, però alguns dels seus descendents van dominar encara un territori més enllà de l'Hindú Kush (Paropamísades), formant la part occidental del Regne Indo-grec. El darrer d'aquests reis era Hermes o Hermaeos que va governar fins potser l'any 70 aC, quan els Yuezhi van envair una altra vegada el seu territori. Van dominar la regió, però els grecs van subsistir encara al Panjab fins a l'any 10.
Els Yuezhi van ocupar Bactriana per més d'un segle i es van hel·lenitzar parcialment doncs van adoptar l'alfabet grec per escriure la seva llengua, i les seves monedes van seguir l'estil de les monedes grecobactrianes i escrites en grec. Cap a l'any 12 aC van emigrar cap al nord de l'Índia on van establir l'Imperi Kuixan.

## Regnes i reis
Moltes de les dates, territoris i relacions entre els reis estan basades en la numismàtica i algunes fonts clàssiques. La llista de reis que segueix està basada en la més moderna i extensiva anàlisi feta per Osmund Bopearachchi (Monnaies Gréco-Bactriennes et Indo-Grecques, Catalogue Raisonné, 1991).

### Dinastia de Diòdot
Va governar a Bactriana, Sogdiana, la vall de Fergana i Aracòsia:
- Diòdot I de Bactriana des potser el 250 aC fins al 240 aC
- Diòdot II de Bactriana entre el 240 aC i el225 aC,aproximadament, fill de l'anterior
- Antíoc Nicàtor de Bactriana, circa el 225 aC, d'existència incerta.

### Dinastia d'Eutidem
Va governar sobre Bactriana, Sogdiana, la vall de Fergana i Aracòsia.
- Eutidem I des del 223 aC fins al 200 aC aproximadament, va enderrocar a Diòdot II.
- Demetri I entre el 200 aC i el 170 aC, fundador del regne Indogrec, fill d'Eutidem (es va establir a l'Índia i va fundar el Regne Indogrec deixant el govern del Regne grec de Bactriana al seu fill)
- Eutidem II entre el 180 aC i el 170 aC, probablement fill de Demetri
- Antímac I de Bactriana del 170 aC al 165 aC, germà de Demetri I, oncle d'Eutidem II.

### Dinastia d'Eucràtides
Va governar la Bactriana i la Sogdiana
- Eucràtides I de Bactriana cap al 170 aC fins al 145 aC. Va enderrocar a Antímac I
- Plató de Bactriana corregent durant l'any 166 aC
- Eucràtides II de Bactriana entre el 145 aC i el 140 aC aproximadament.
- Helíocles I de Bactriana potser del 145 aC al 130 aC. Va ser el darrer rei i els Yuezhi van ocupar el país. Algunes fonts situen abans d'ell a Sòter de Bactriana.

### Branca dels Paropamísades
El govern de Paropamísades, Aracòsia, Gandhara, i el Panjab va passar a Pantaleó, probable germà de Demetri I de Bactriana.
- Pantaleó de Bactriana, cap a l'any 180 aC
- Agàtocles de Bactriana, entre el 180 aC i el 170 aC, possible germà de l'anterior.
- Apol·lòdot I de Bactriana, potser entre el 170 aC i el 160 aC, possible germà.
- Antímac II Nicèfor (o Antímac II Teos), cap al 160 aC fins al 155 aC
- Demetri II de Bactriana, entre el 155aC i el 150 aC, estableix el Regne Indogrec

Es restableix una branca cap a l'any 135 aC.
- Zoilos I del 135 aC al 120 aC aproximadament.
- Lísies de Bactriana entre el 120 aC i el 110 aC.
- Antialcides de Bactriana potser del 110 aC al 100 aC.
- Polixen de Bactriana cap a l'any 100 aC
- Diomedes de Bactriana entre el 95 aC i el 90 aC
- Teòfil de Bactriana potser només el 90 aC
- Nícies de Bactriana entre el 90 aC i el 85 aC
- Hermeu de Bactriana entre el 90 aC i el 70 aC

### Regne Indogrec
- Menandre I Indogrec entre el 150 aC i el 135 aC
- Agatoclea, reina mare, regent per Estrató I Indogrec (fill d'Agatoclea i Menandre), cap els anys 135 aC i 125 aC
- Estrató I, del 125 aC al 110 aC
- Helíocles II, entre el 110 aC i el 100 aC
- Demetri III Anicet, potser només el 100 aC

### Reis a Gandhara
- Filoxen Indogrec, entre l'any 100 aC i el 95 aC. Cap a l'any 95 aC només governaven a Aracòsia i Gandhara
- Amintes Indogrec del 95 aC al 90 aC
- Peucolau potser l'any 90 aC
- Menandre II el just (Dikaios) entre el 90 aC i el 85 aC
- Arquebi entre el 90 aC i el 80 aC (domina el Panjab occidental)
- Maues, Indoescita, cap a l'any 80 aC
- Tèlef Evèrgetes segurament del 75 aC al 70 aC

### Branca del Panjab Occidental
Branca establerta cap a l'any 95 aC
- Epandre, entre el 95 aC i el 90 aC
- Arquebi, del 90 aC al 80 aC
- Maues, Indoescita, cap a l'any 80 aC
- Trasó Indogrec, també cap a l'any 80 aC
- Artemidoros, segurament també l'any 80 aC
- Apol·lòdot II, des del 80 aC fins a 65 aC (incorpora el Panjab oriental)
- Hipòstrat Soter, del 65 aC al 57 aC enderrocat pel rei Indoescita Azes I.
- Azes I cap a l'any 57 aC

### Branca del Panjab Oriental
Establerta en els territoris conquerits sobre l'any 80 aC
- Apol·lòdot II de l'any 80 aC fins al 65 aC (del Panjab occidental)
- Dionís Soter del 65 aC fins al 55 aC
- Zoilos II des del 55 aC al 35 aC
- Apol·lòfanes entre el 35 aC i el 25 aC
- Estrató II segurament del 25 aC al 10
- Rajuvula, rei Indoescita cap a l'any 10

## Mapes històrics

### Mapes de Bactriana previs a l'establiment del regne grec

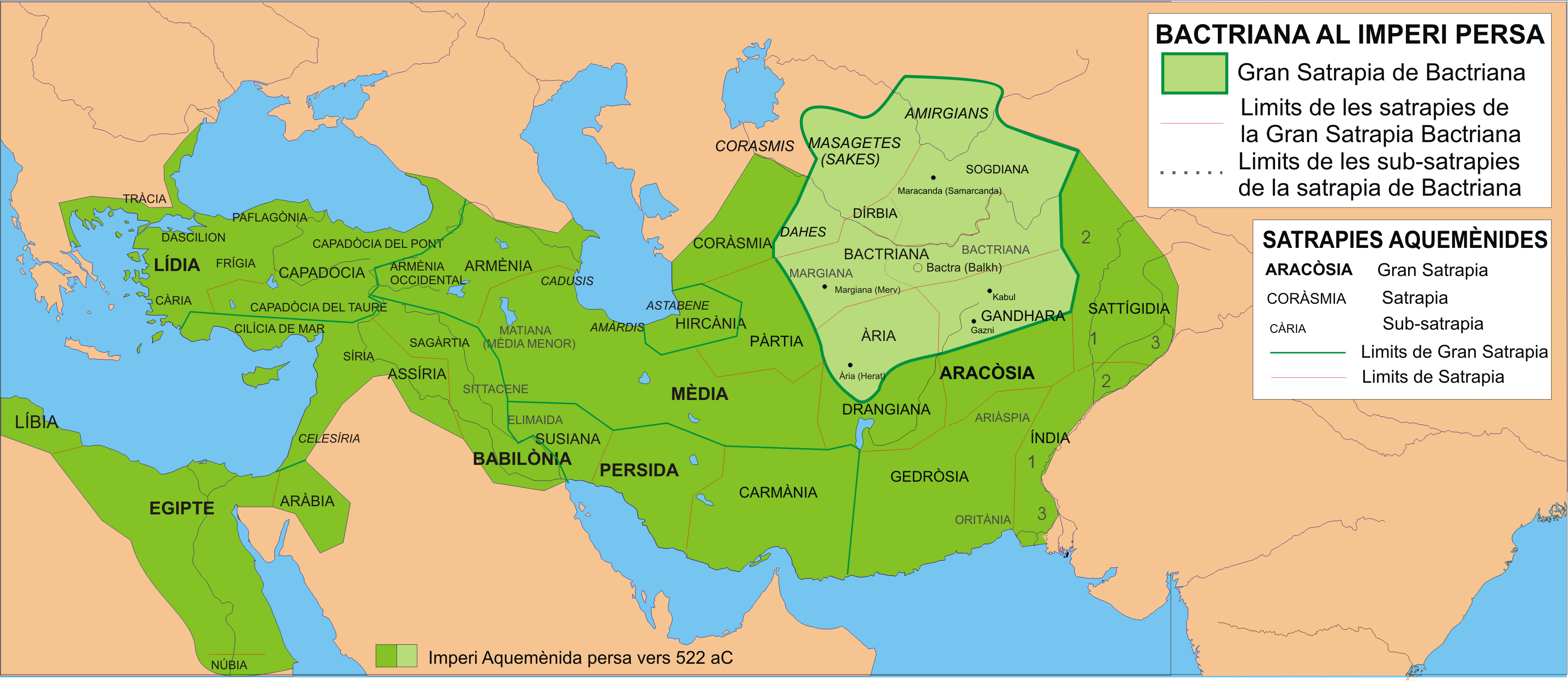
Bactriana aquemènida
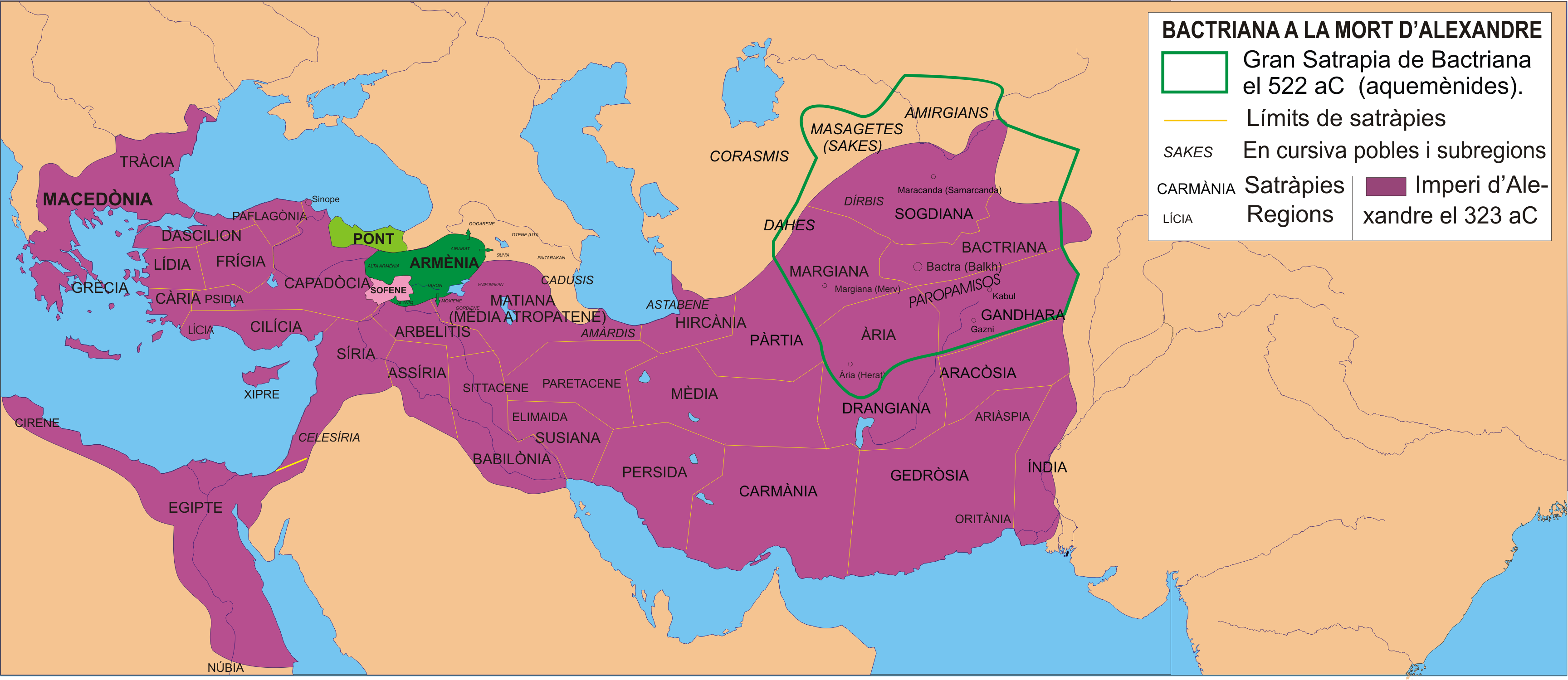
Bactriana a la mort d'Alexandre el Gran 323 aC
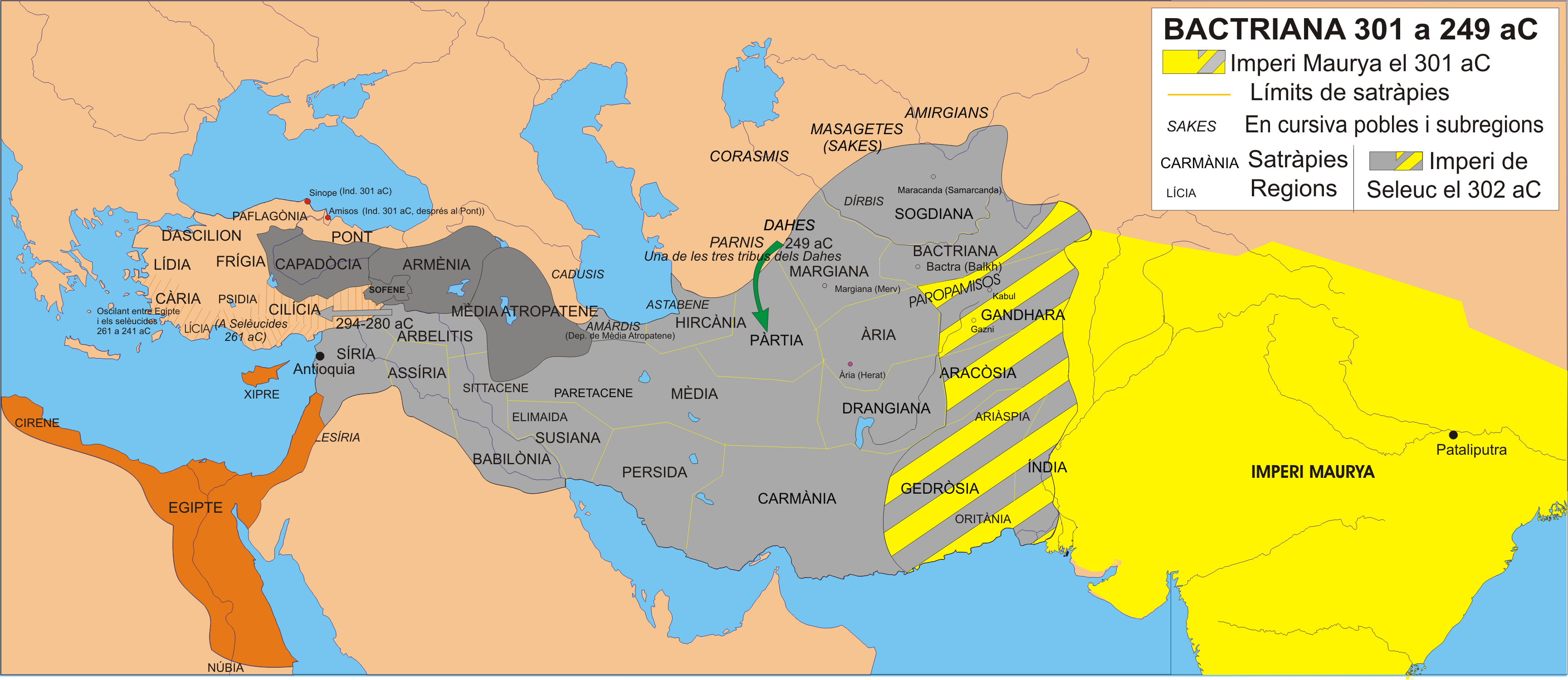
Bactriana selèucida 300-249 aC

### Mapes del regne de Bactriana segons la reconstrucció de W. Tarn

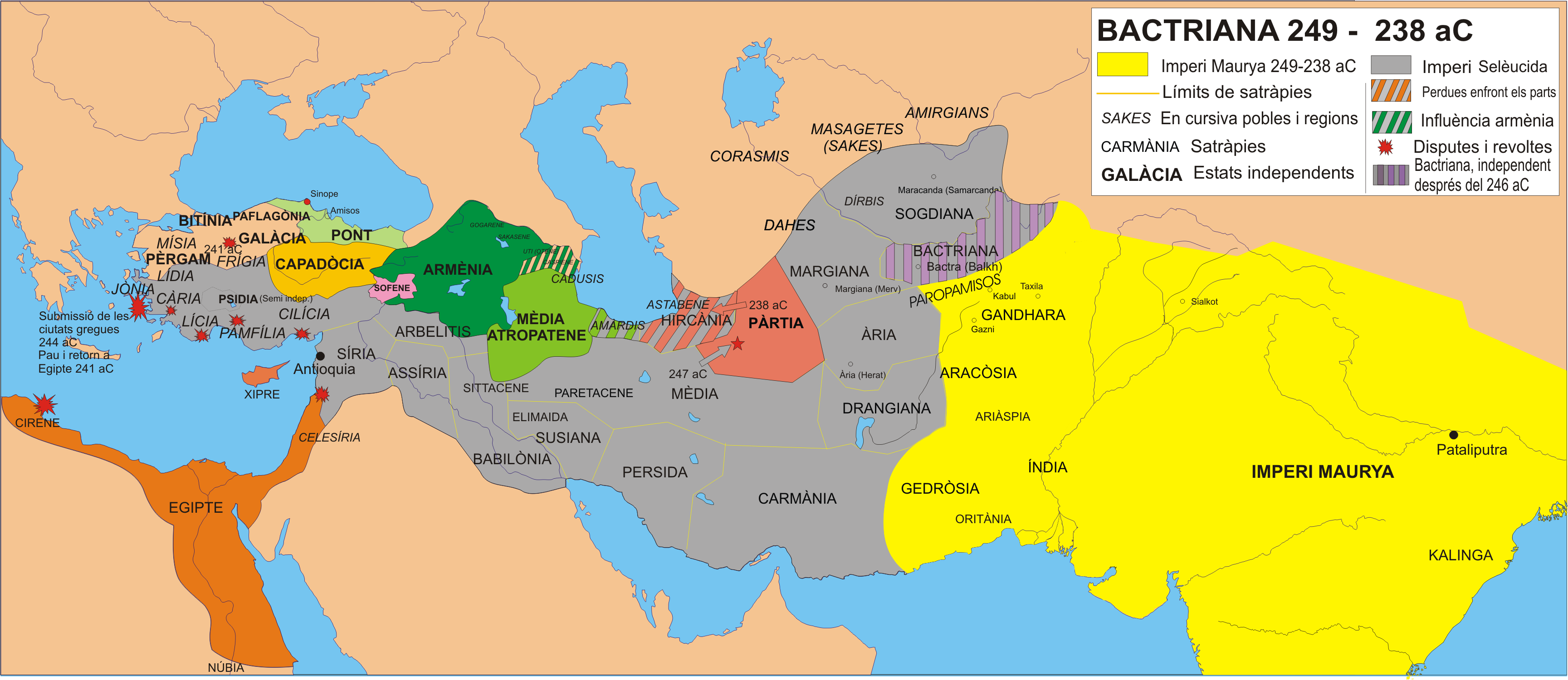
Bactriana 249-238 aC
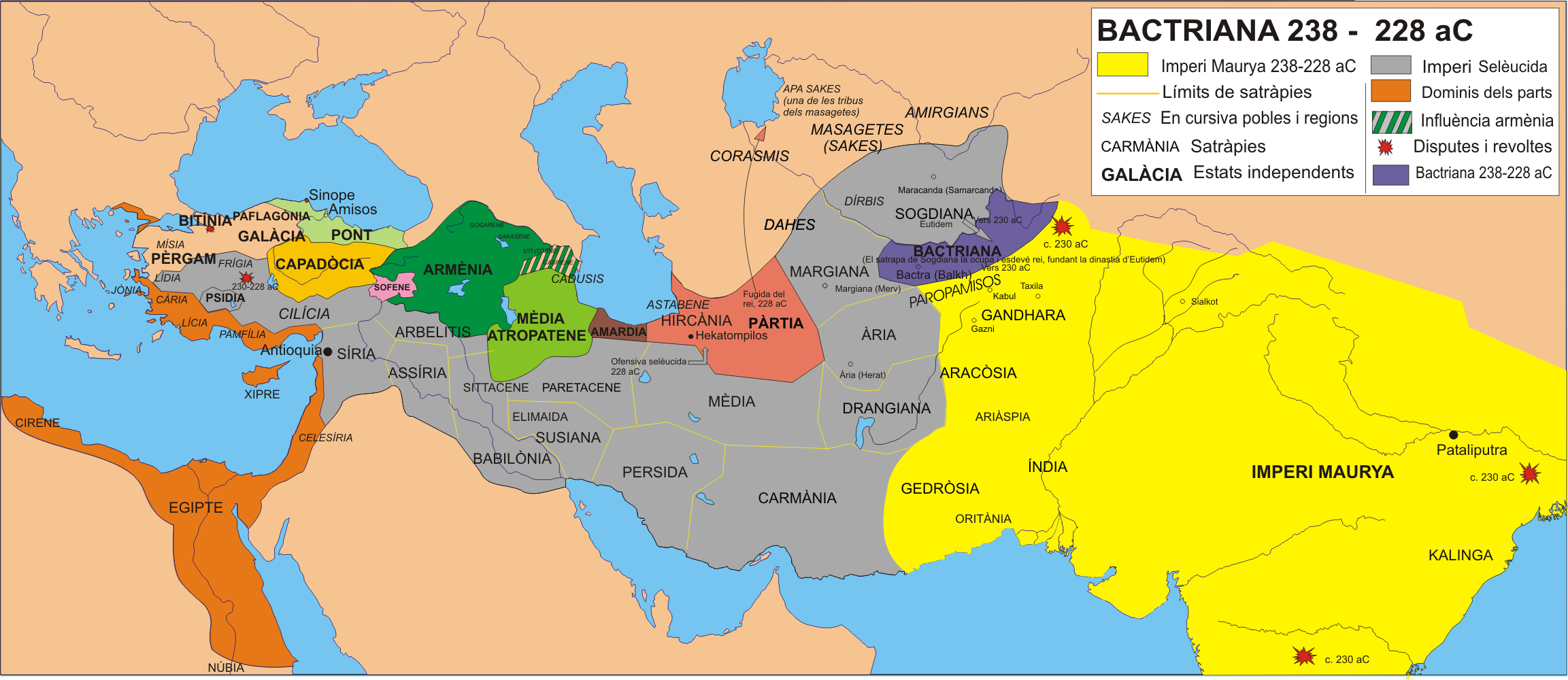
Bactriana 238-228 aC
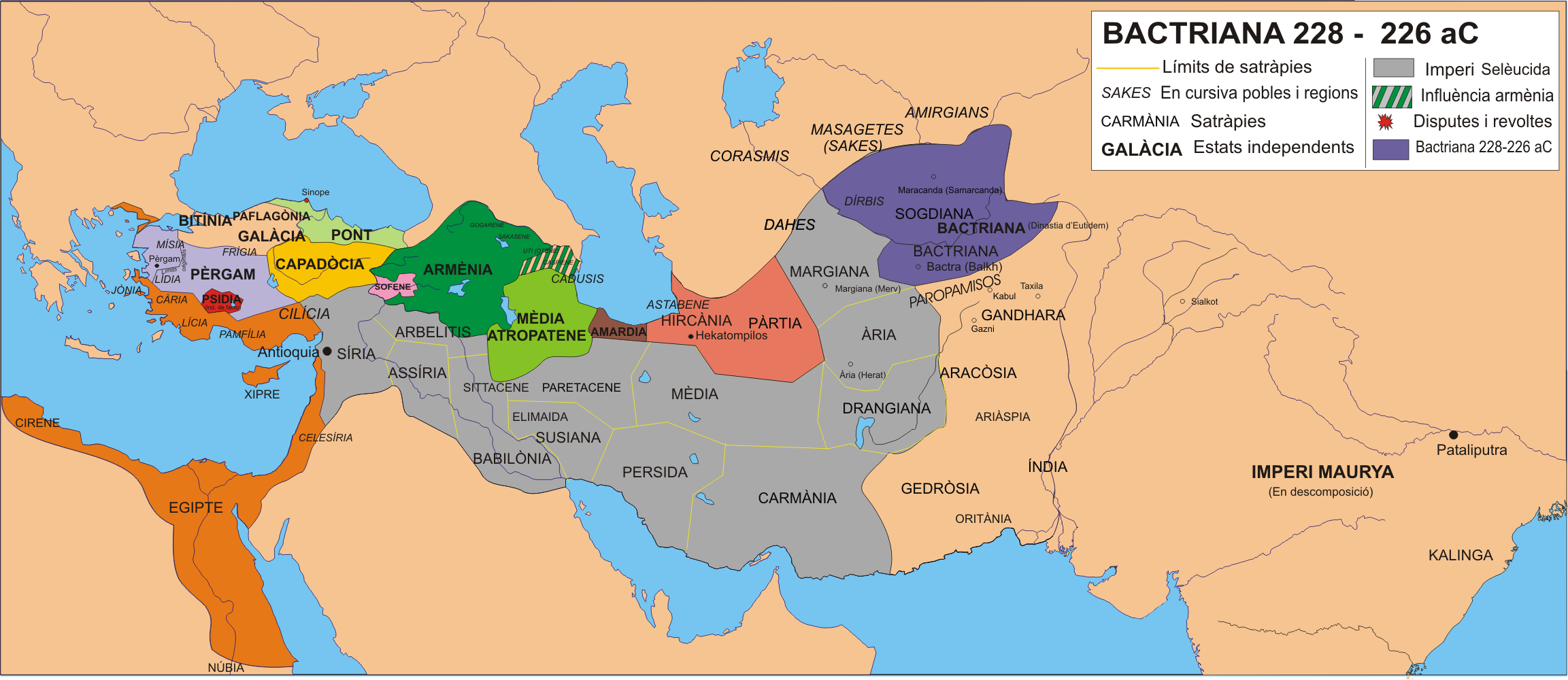
Bactriana 228-226 aC
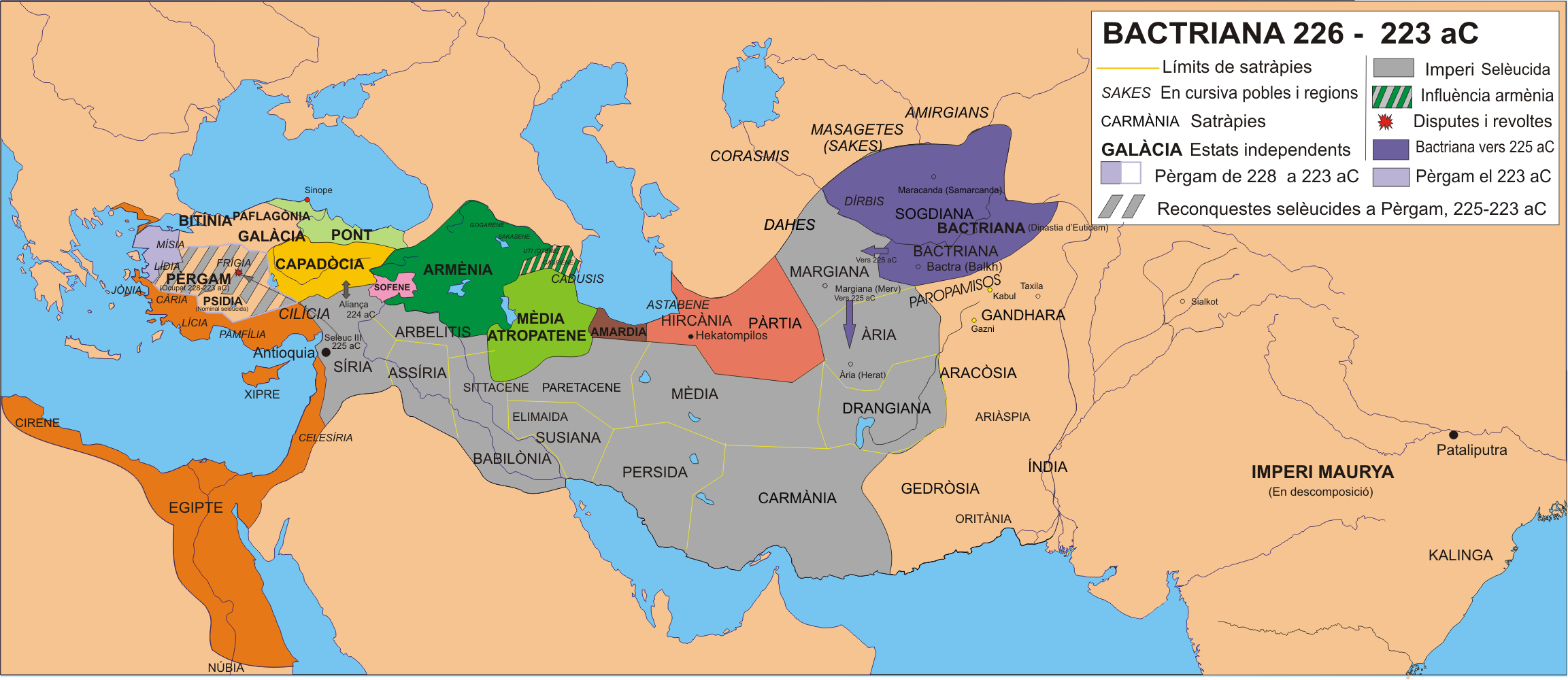
Bactriana 226-223 aC
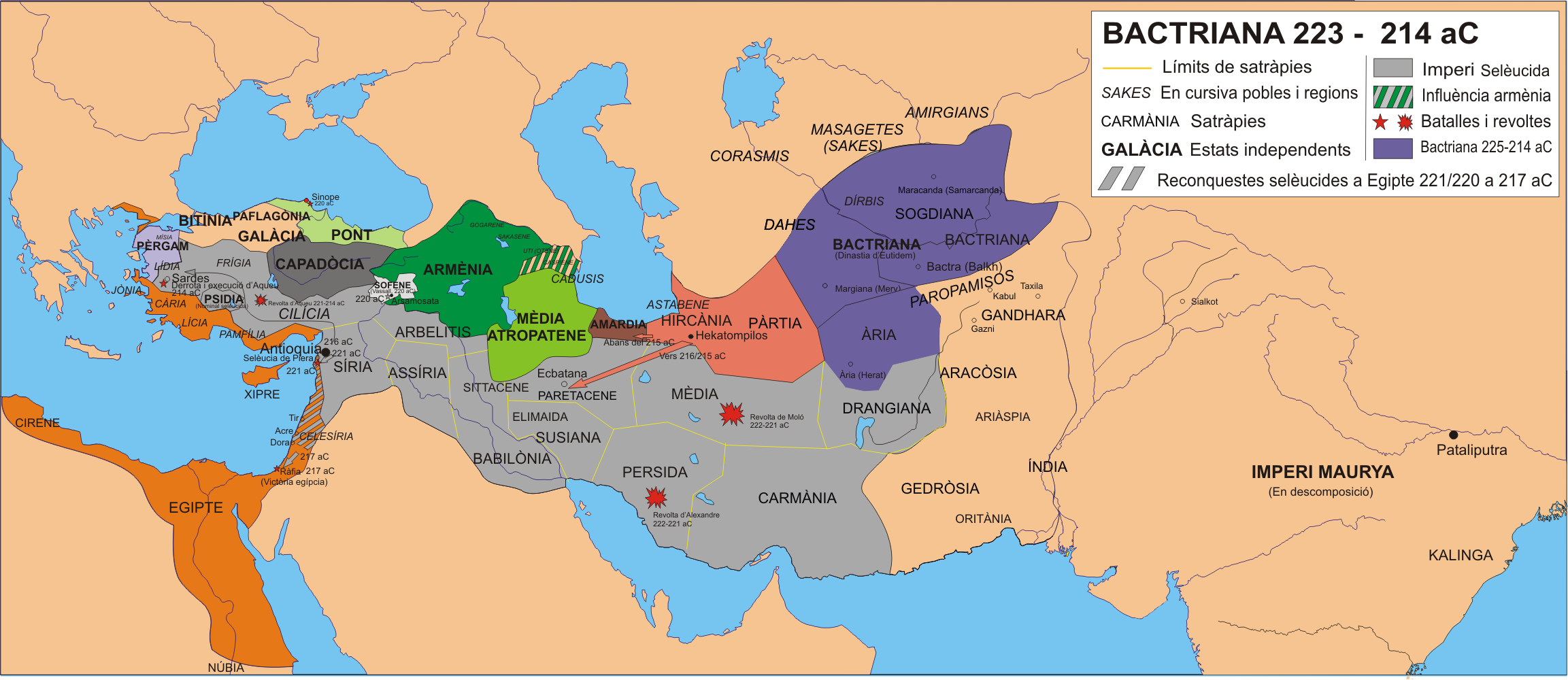
Bactriana 223-214 aC
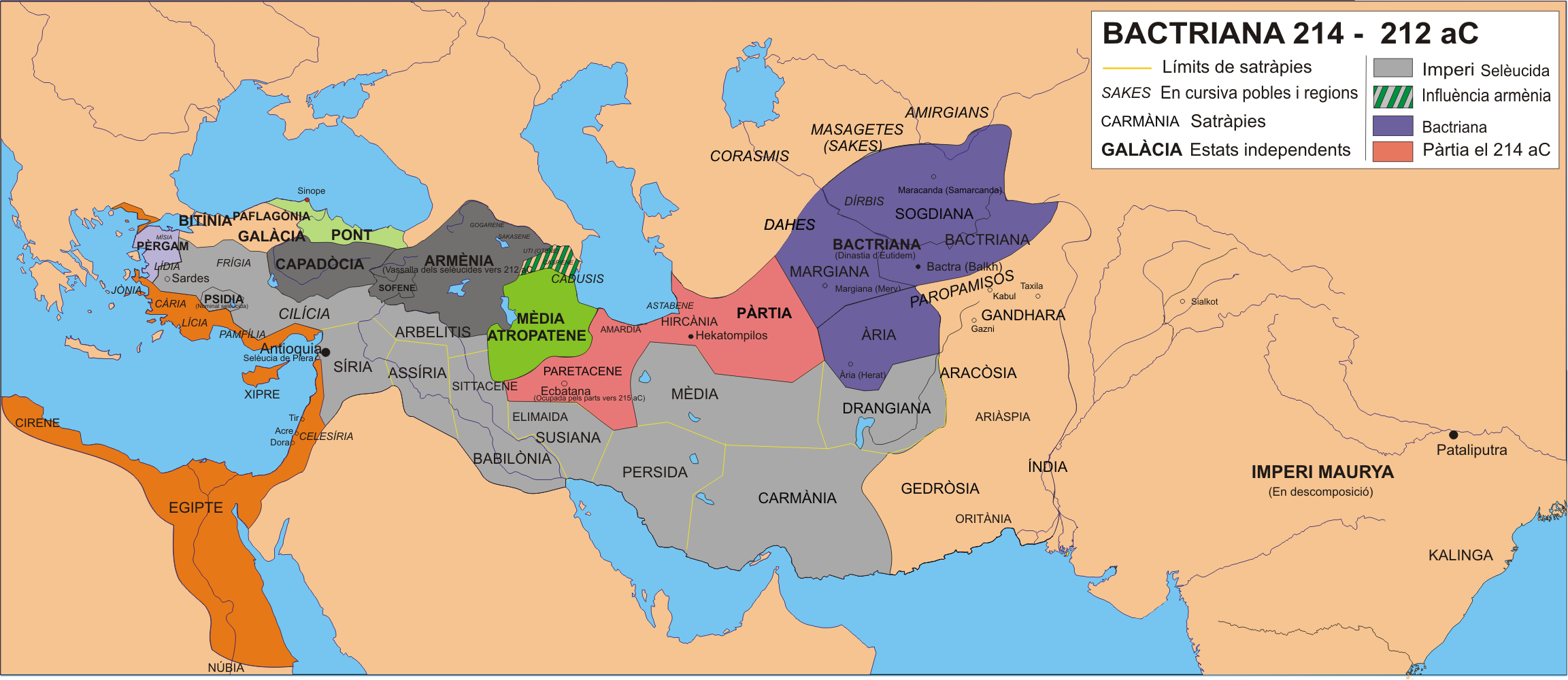
Bactriana 214-212 aC
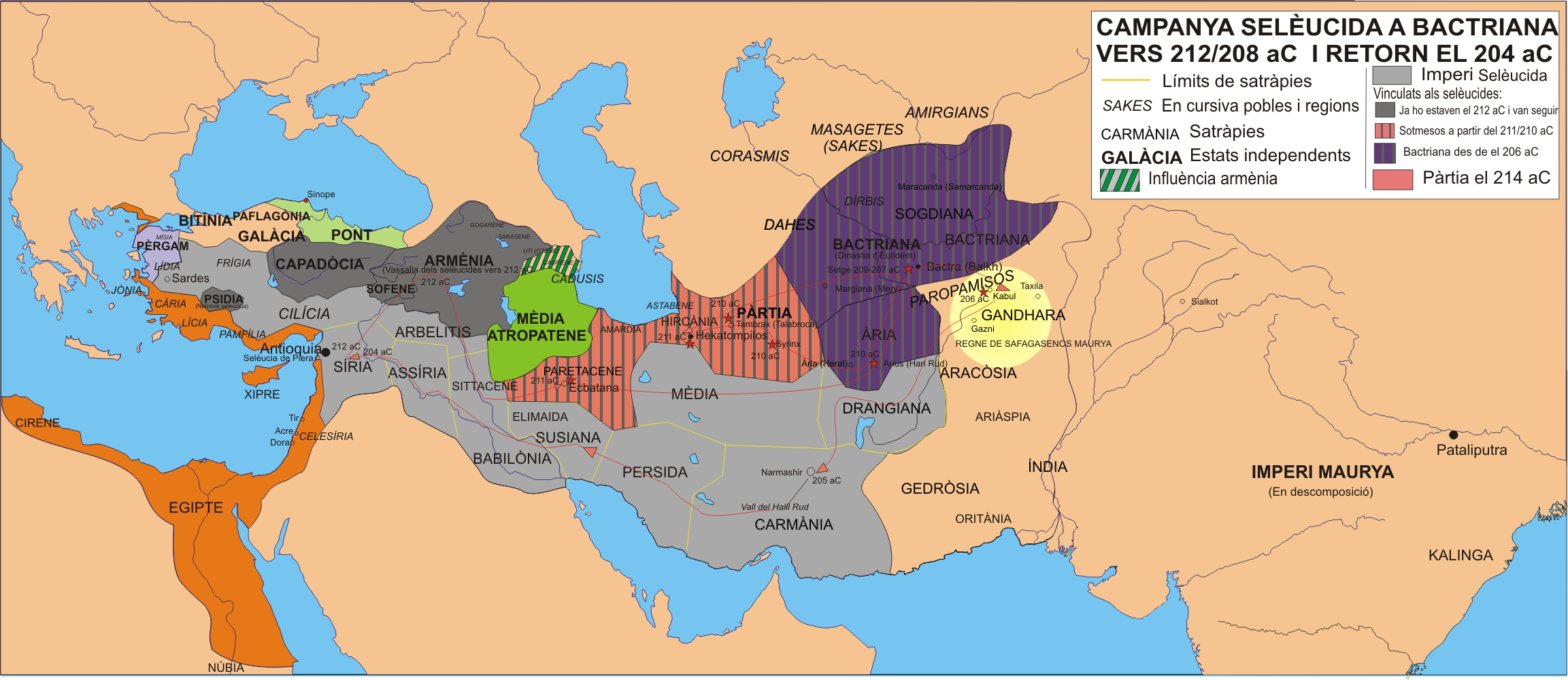
Bactriana 212-204 aC
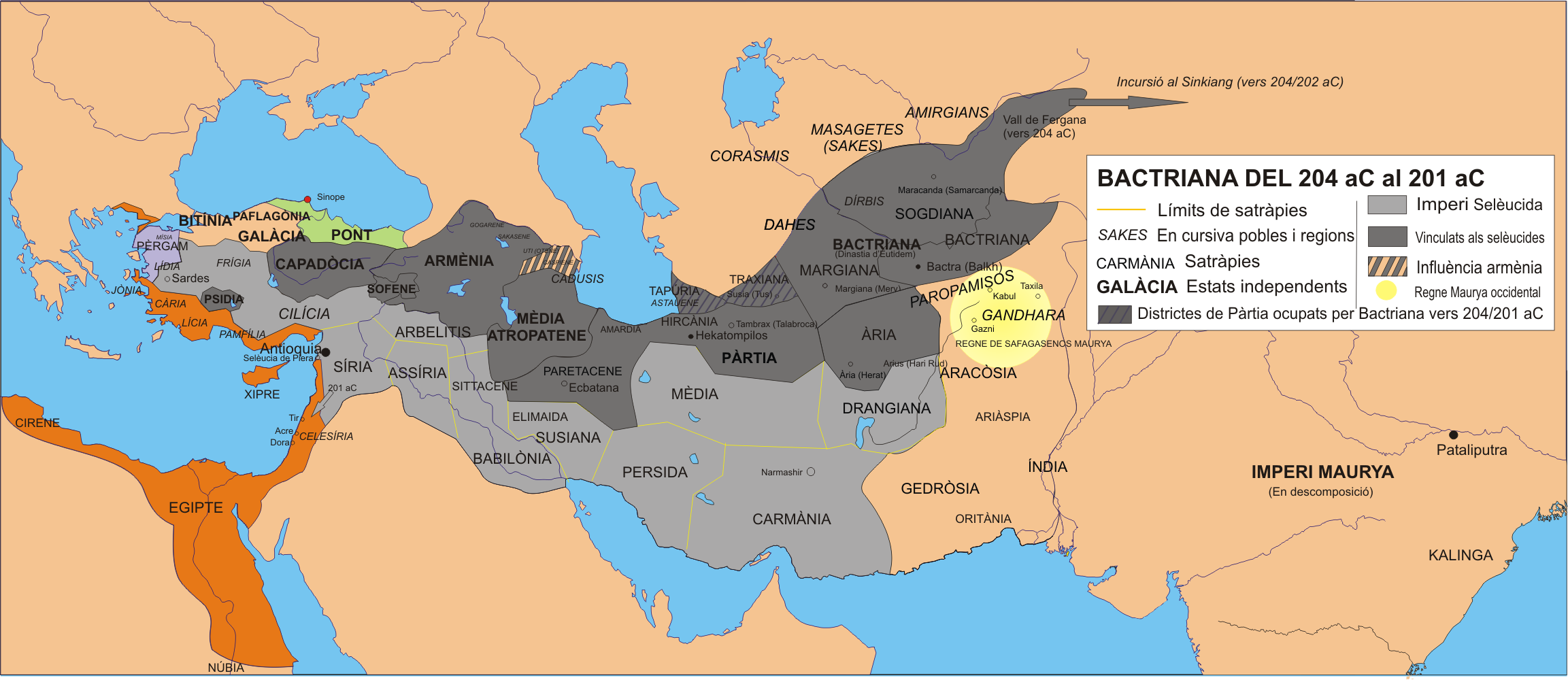
Bactriana 204-201 aC
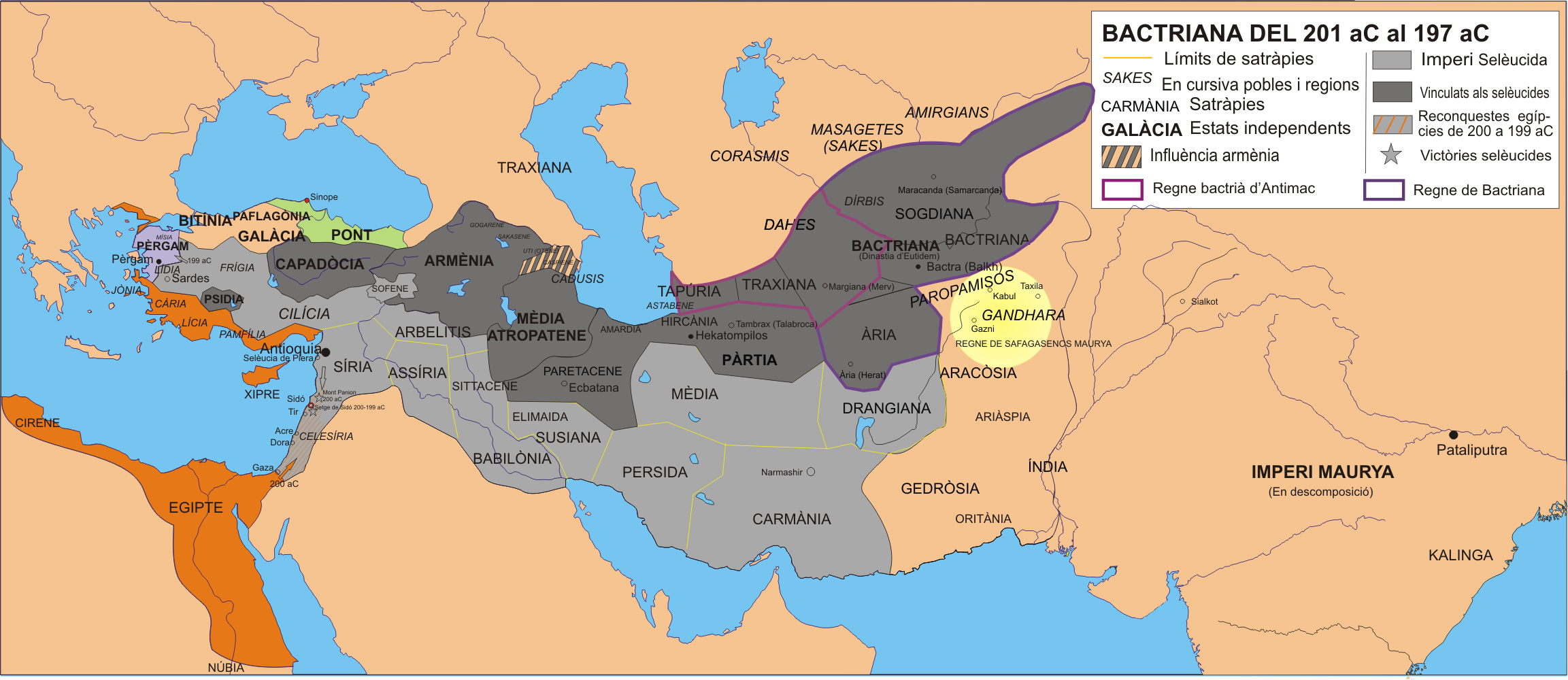
Bactriana 201-197 aC
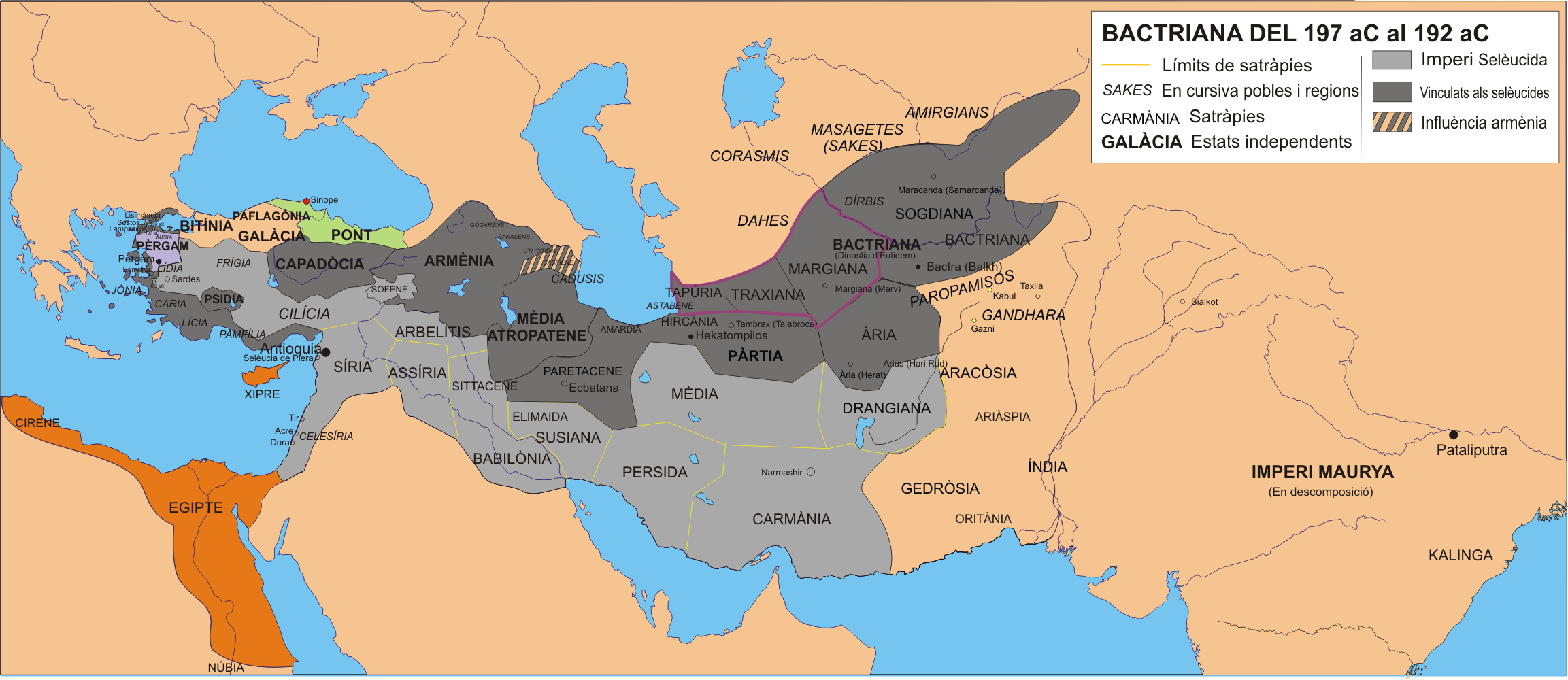
Bactriana 197-192 aC
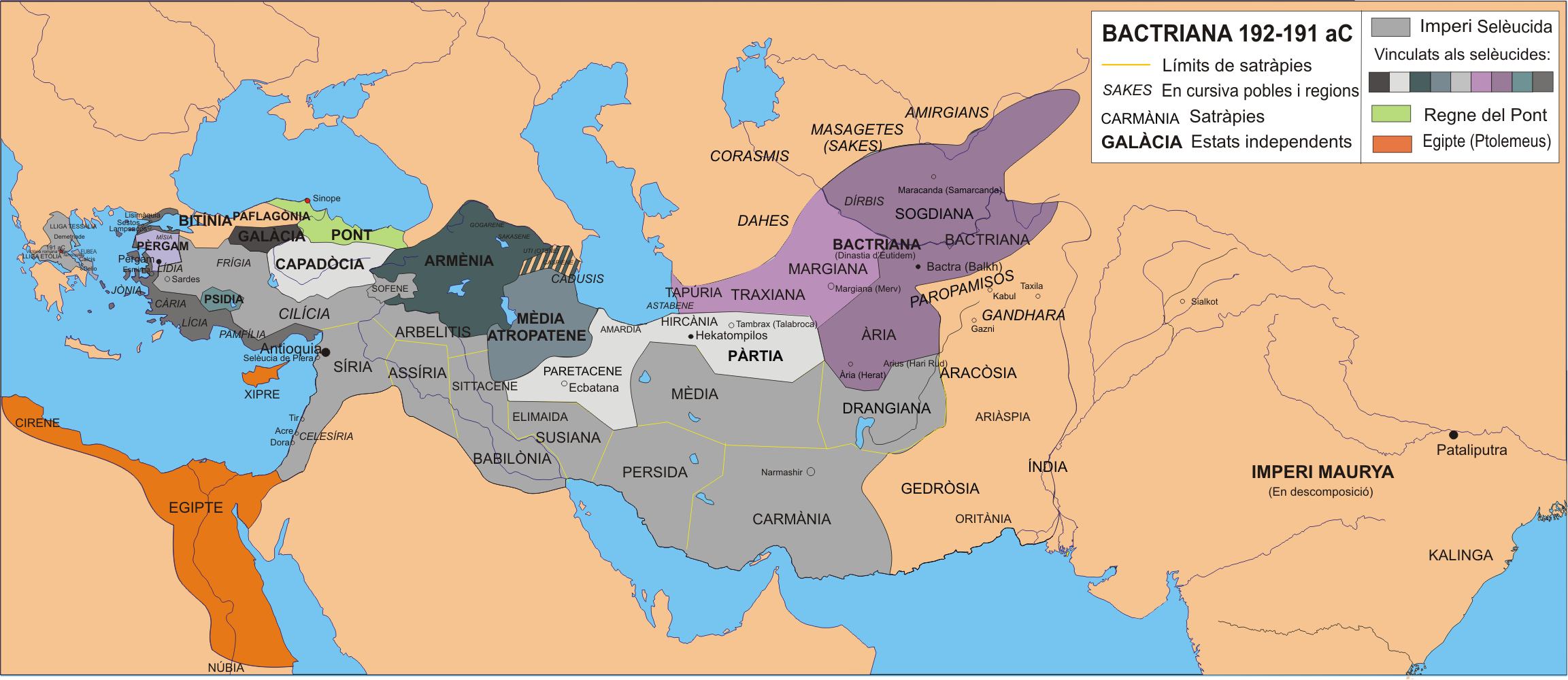
Bactriana 192-191 aC
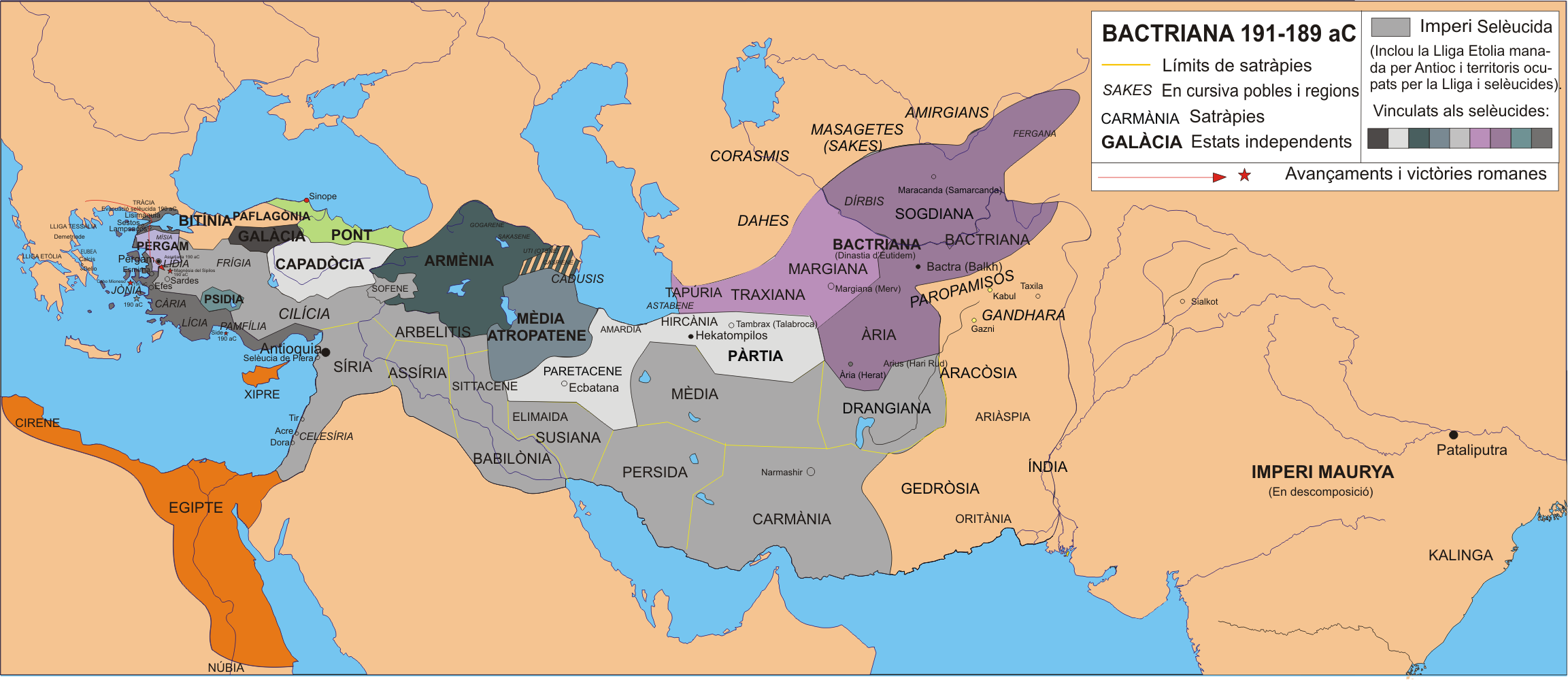
Bactriana 191-189 aC
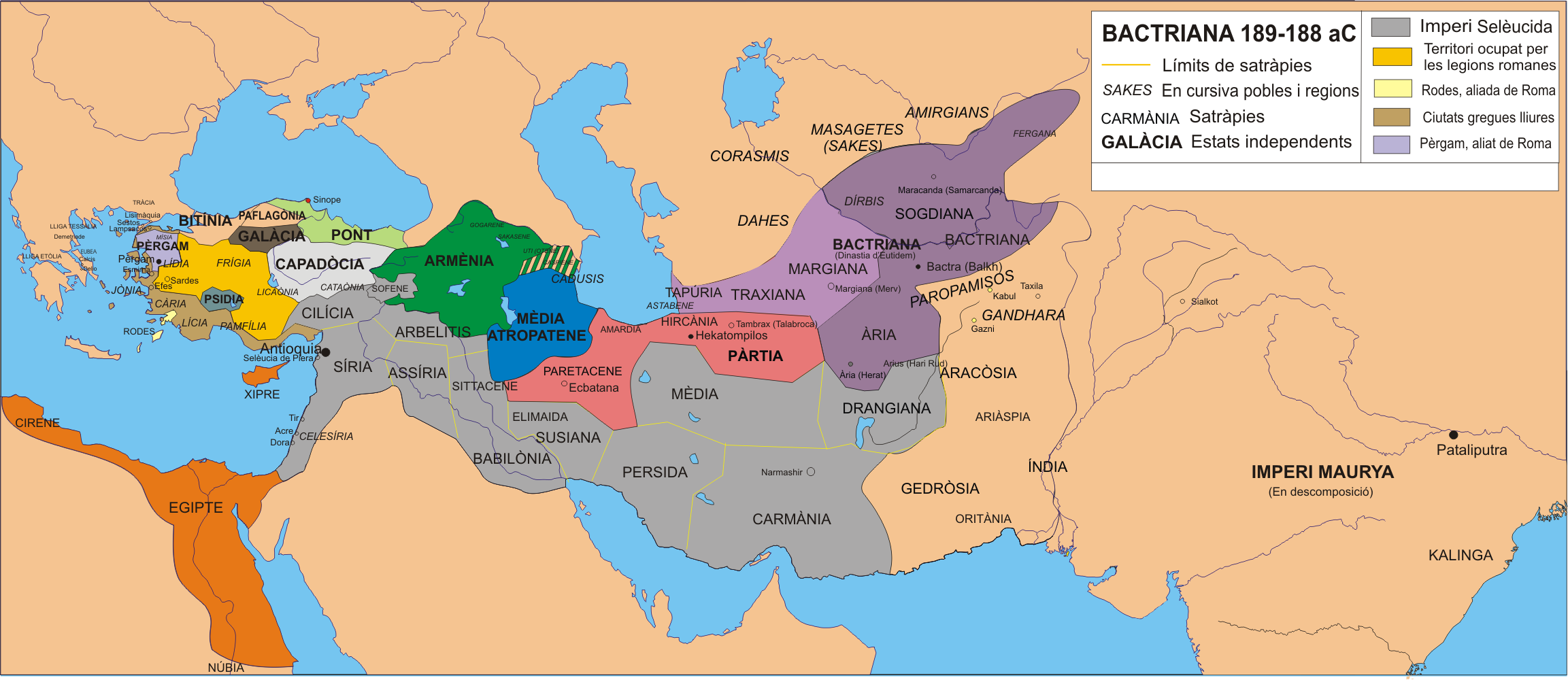
Bactriana 189-188 aC
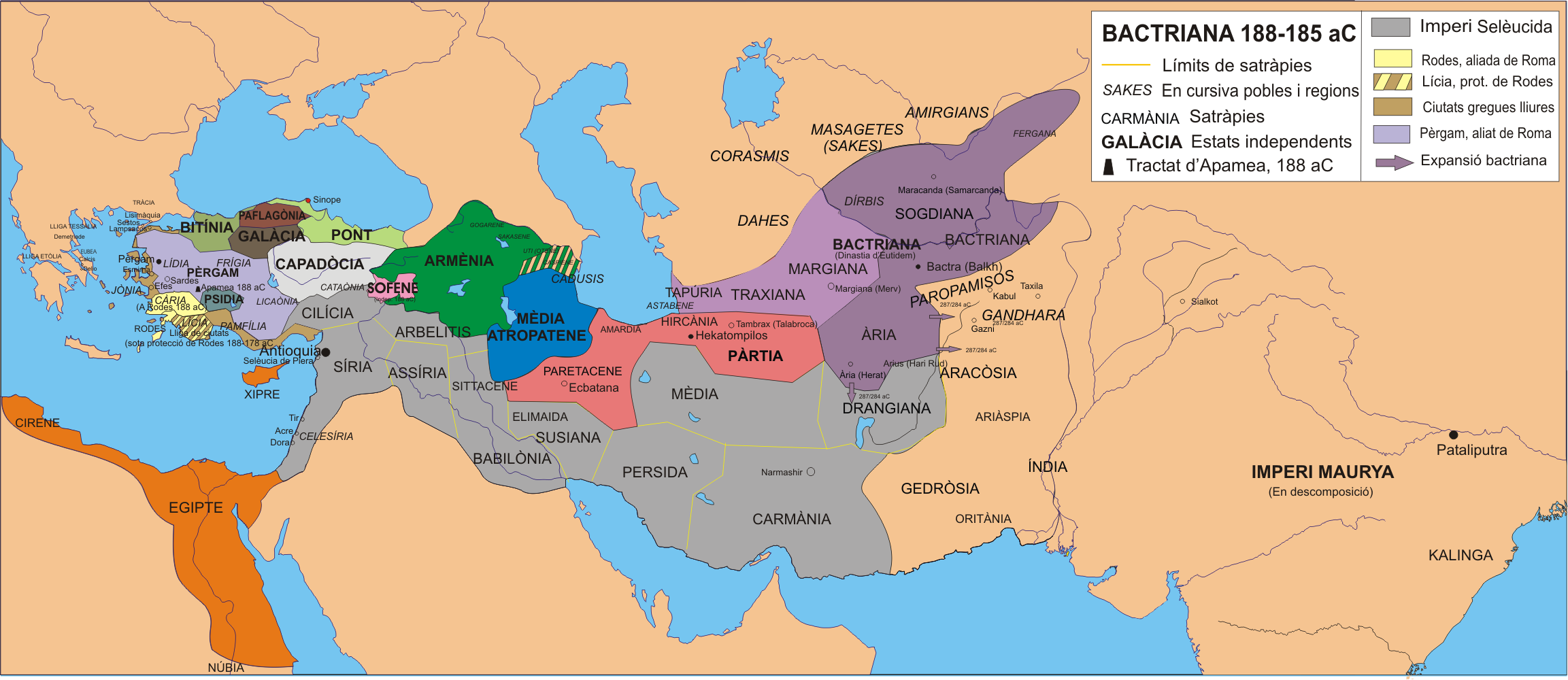
Bactriana 188-185 aC
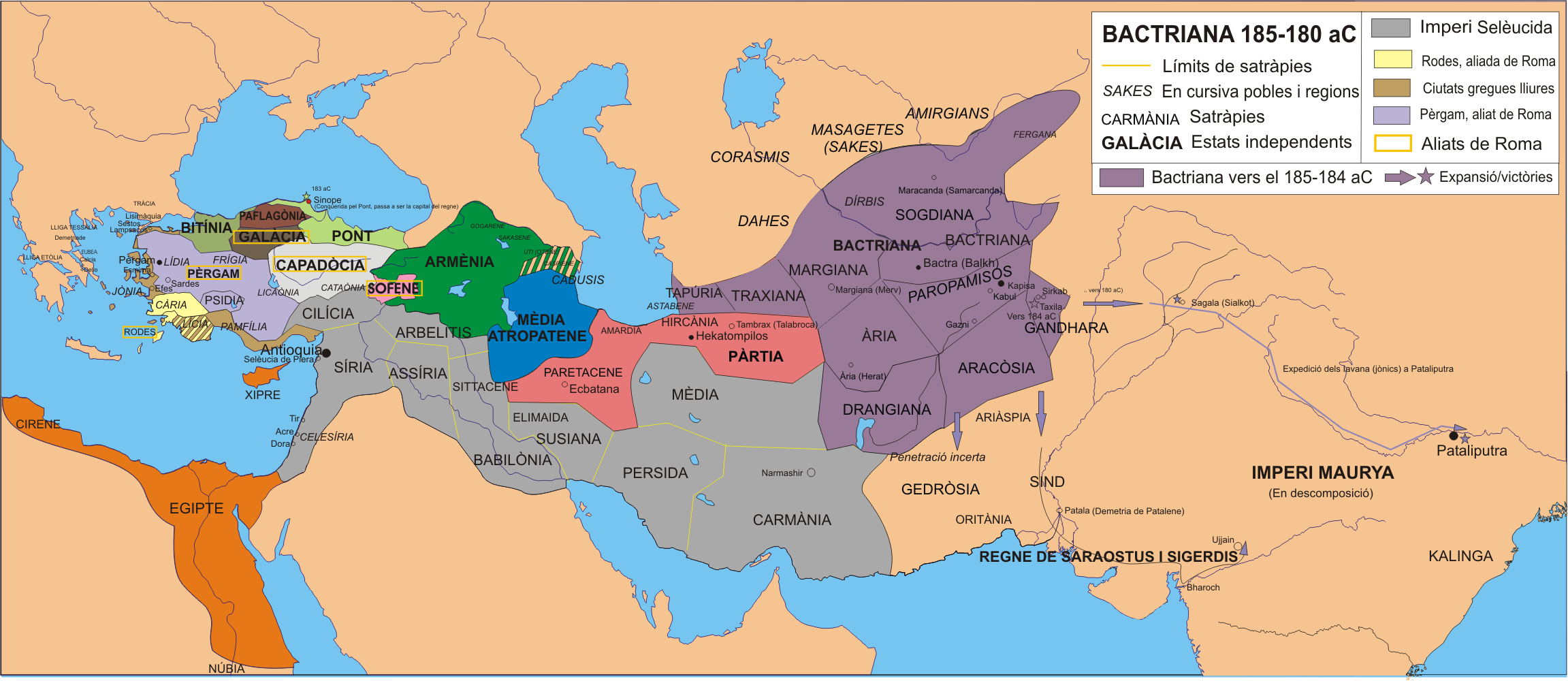
Bactriana 185-180 aC
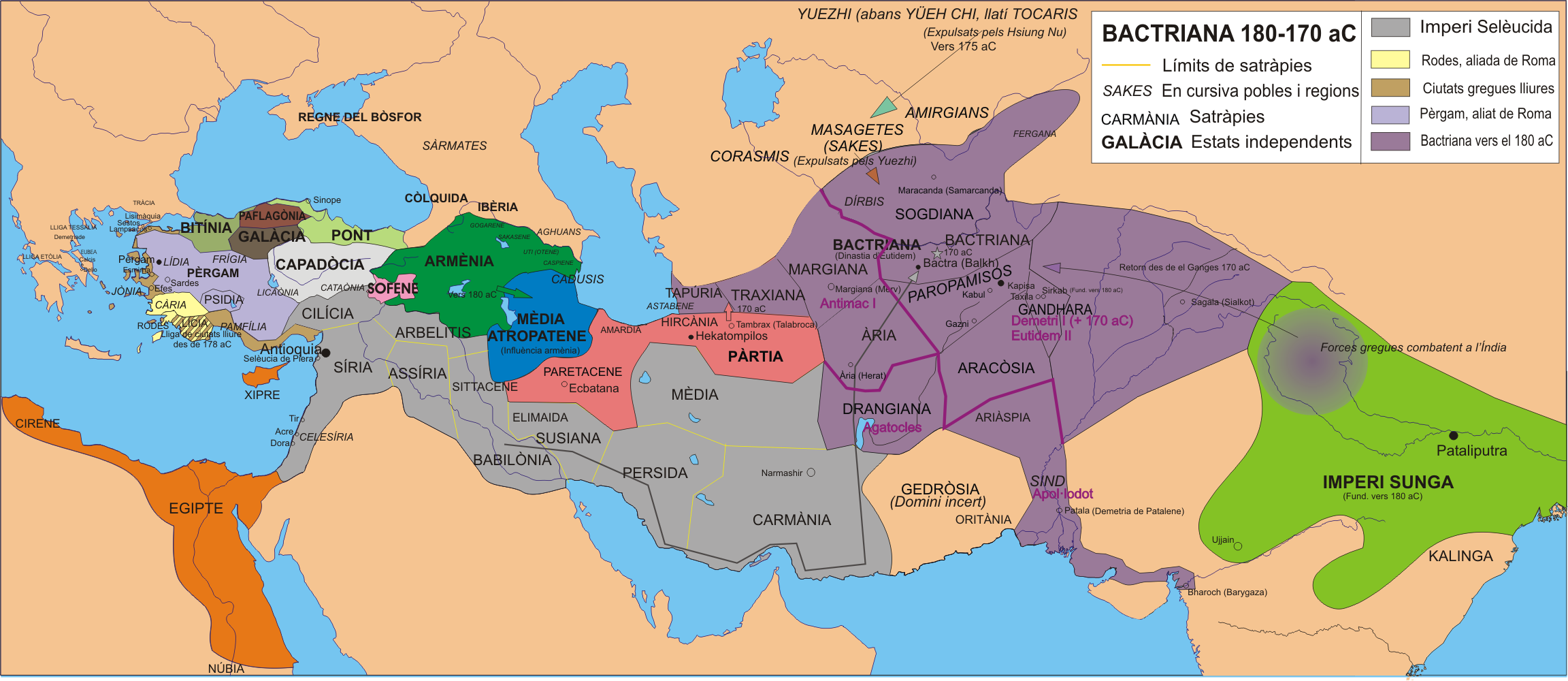
Bactriana 180-170 aC
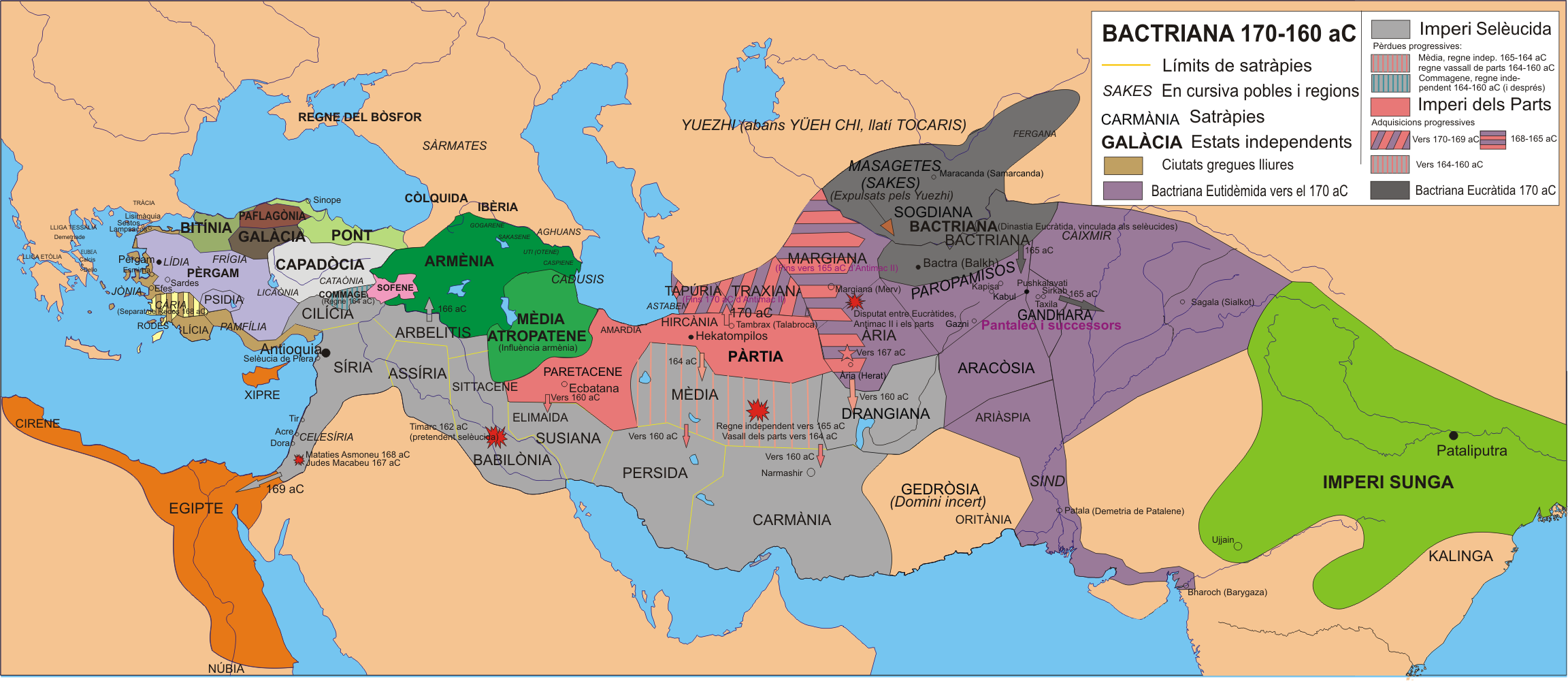
Bactriana 170-160 aC
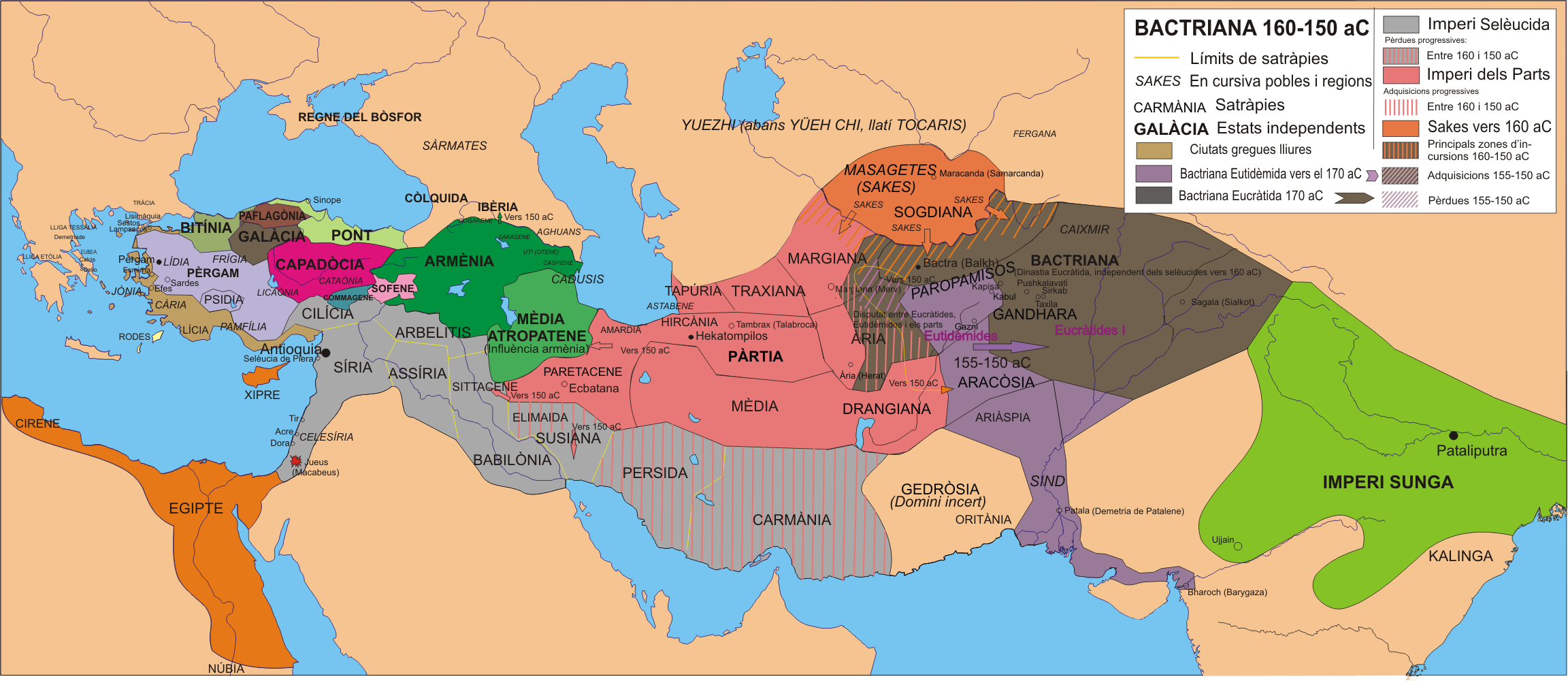
Bactriana 160-150 aC
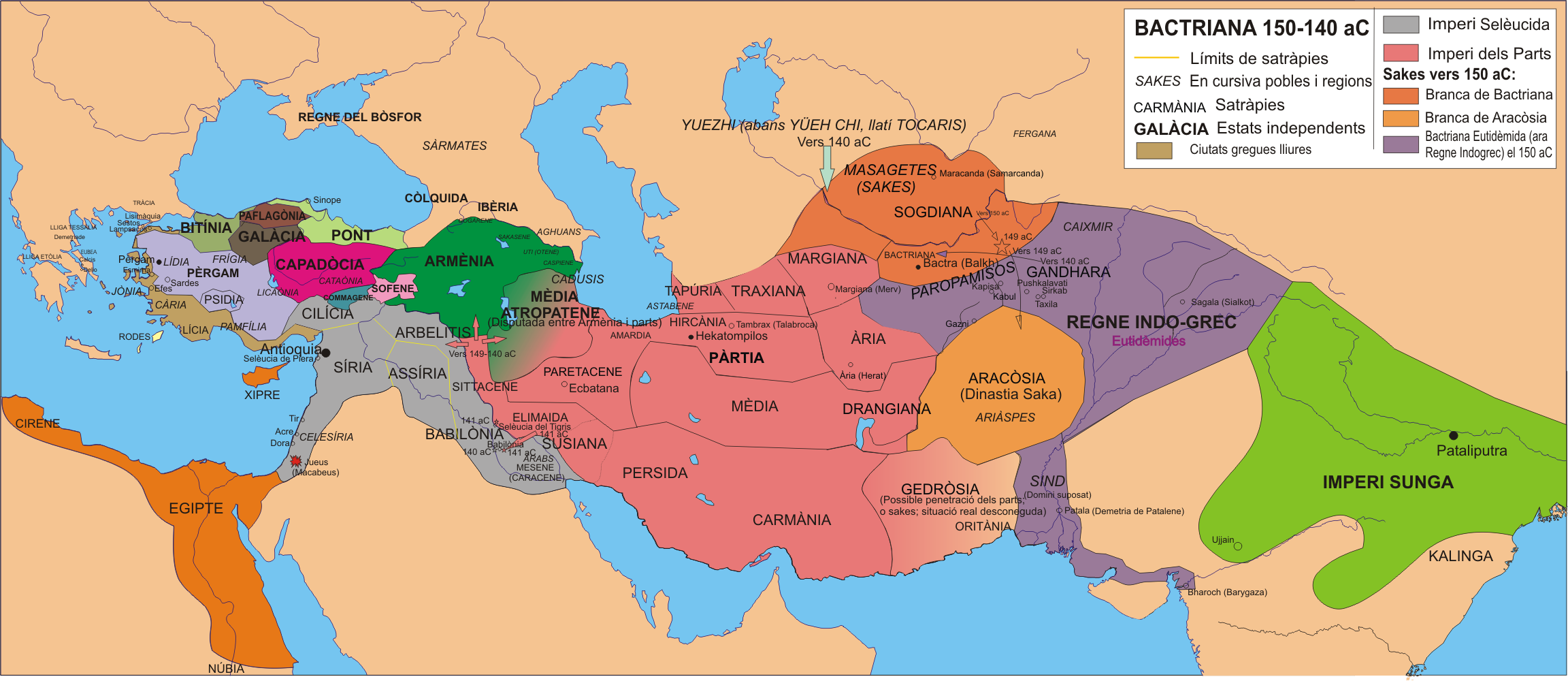
Bactriana 150-140 aC
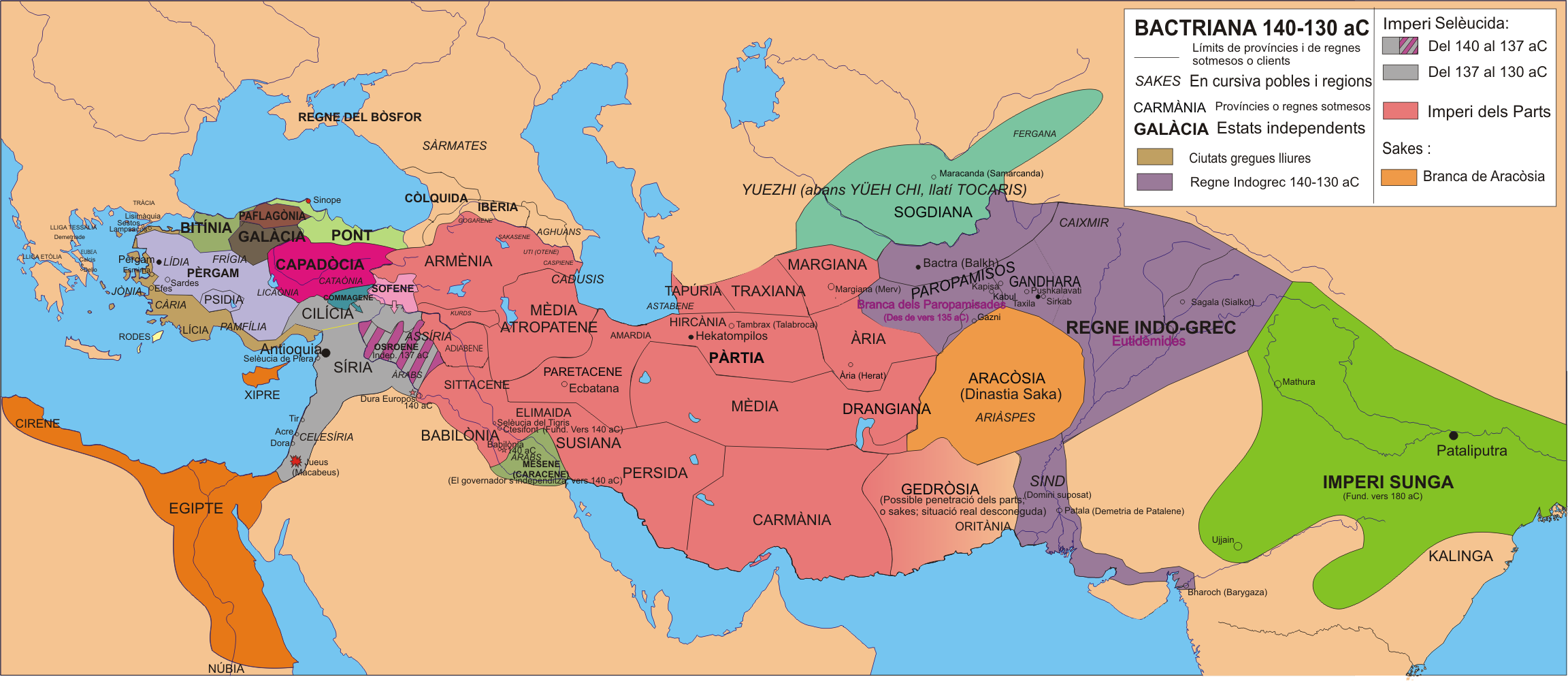
Bactriana 140-130 aC
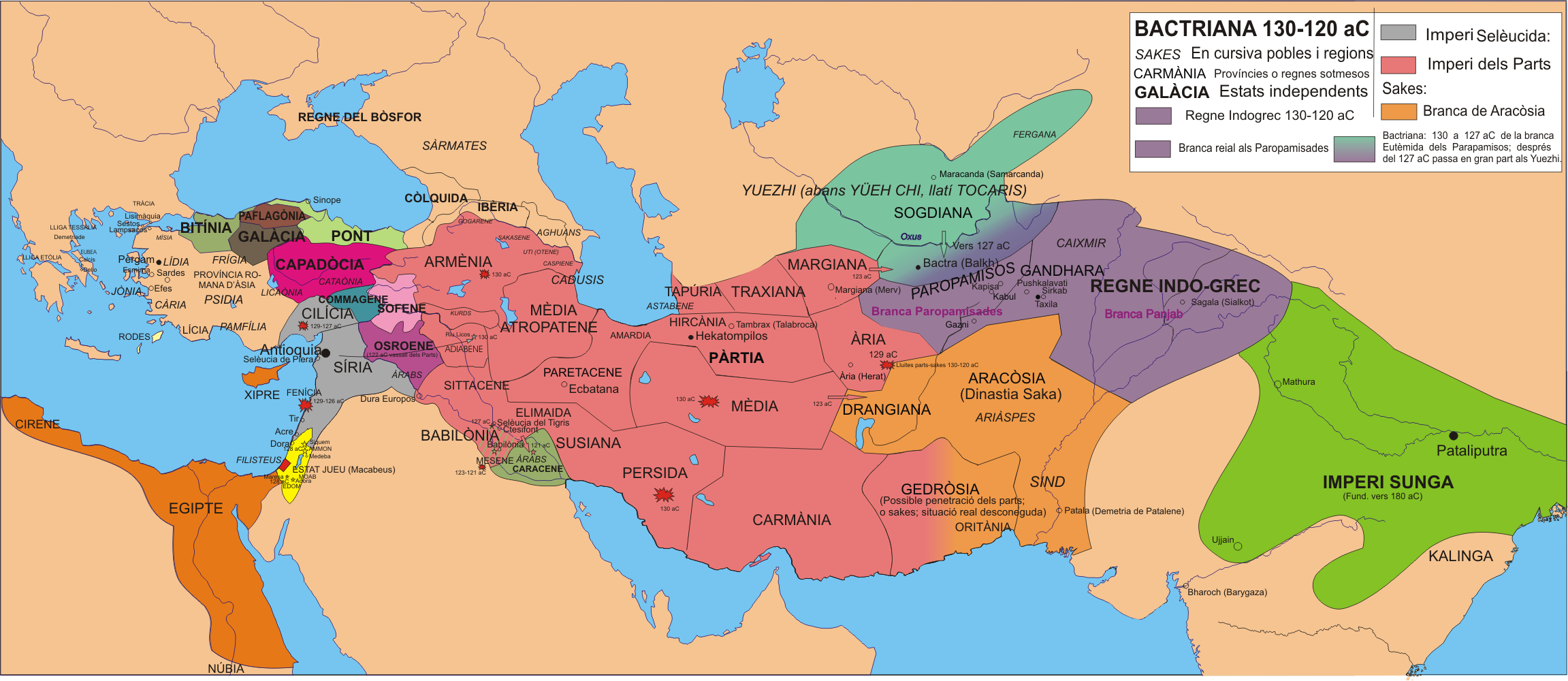
Bactriana 130-120 aC
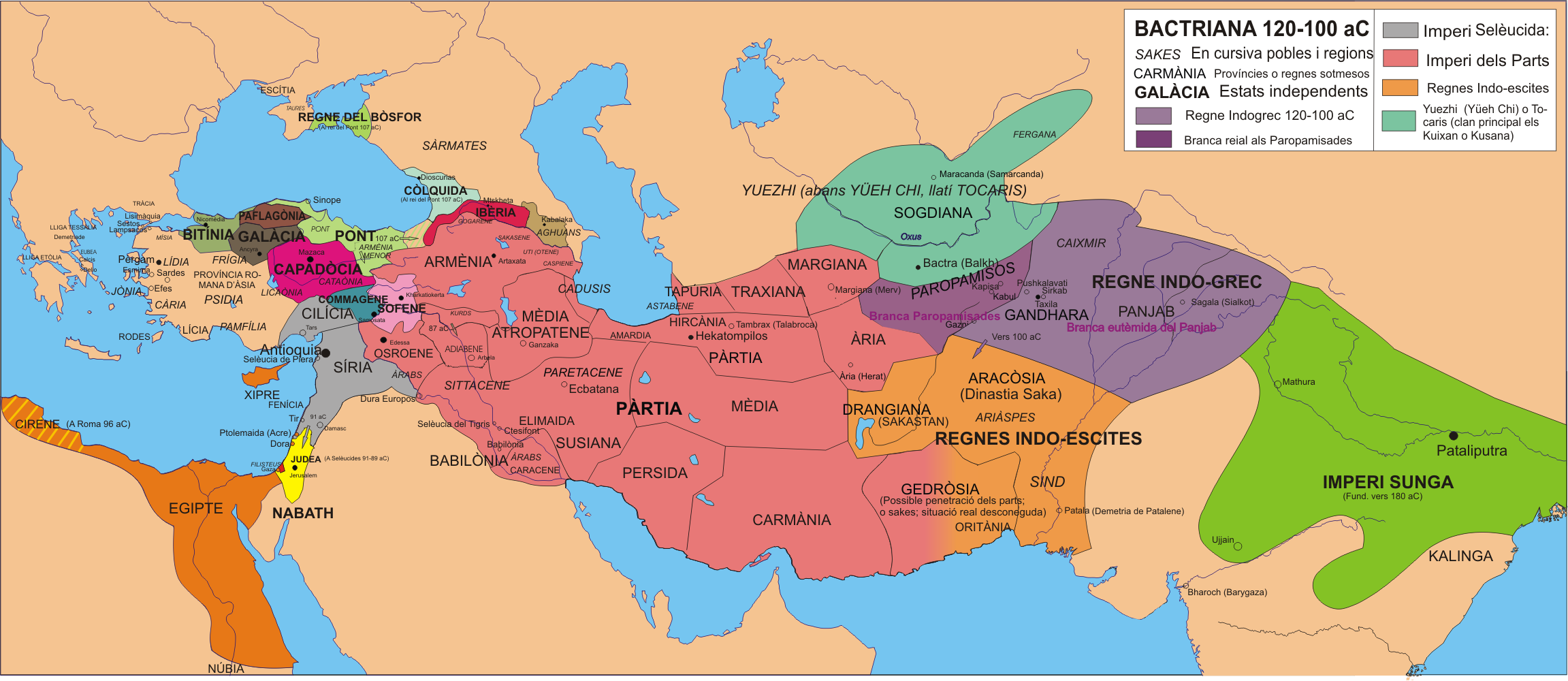
Bactriana 120-100 aC
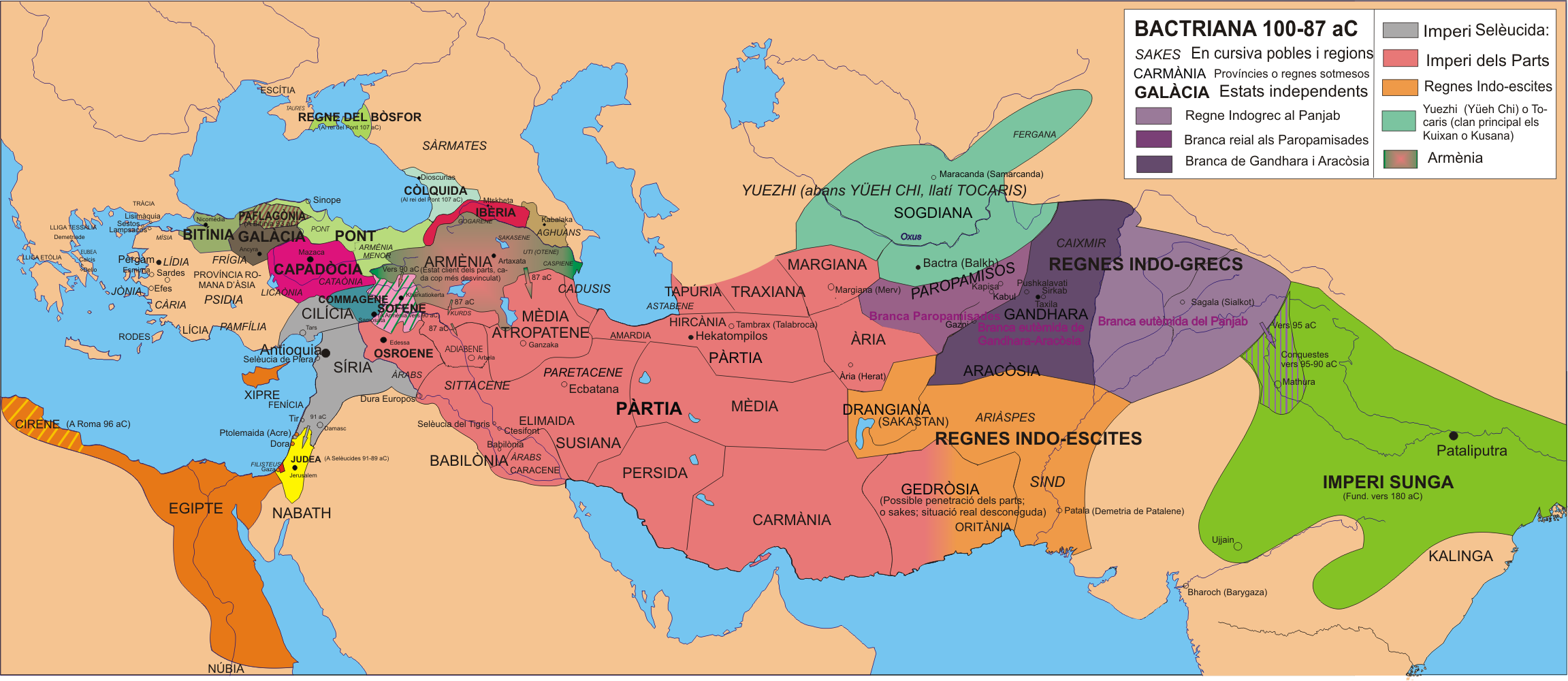
Bactriana 100-87 aC
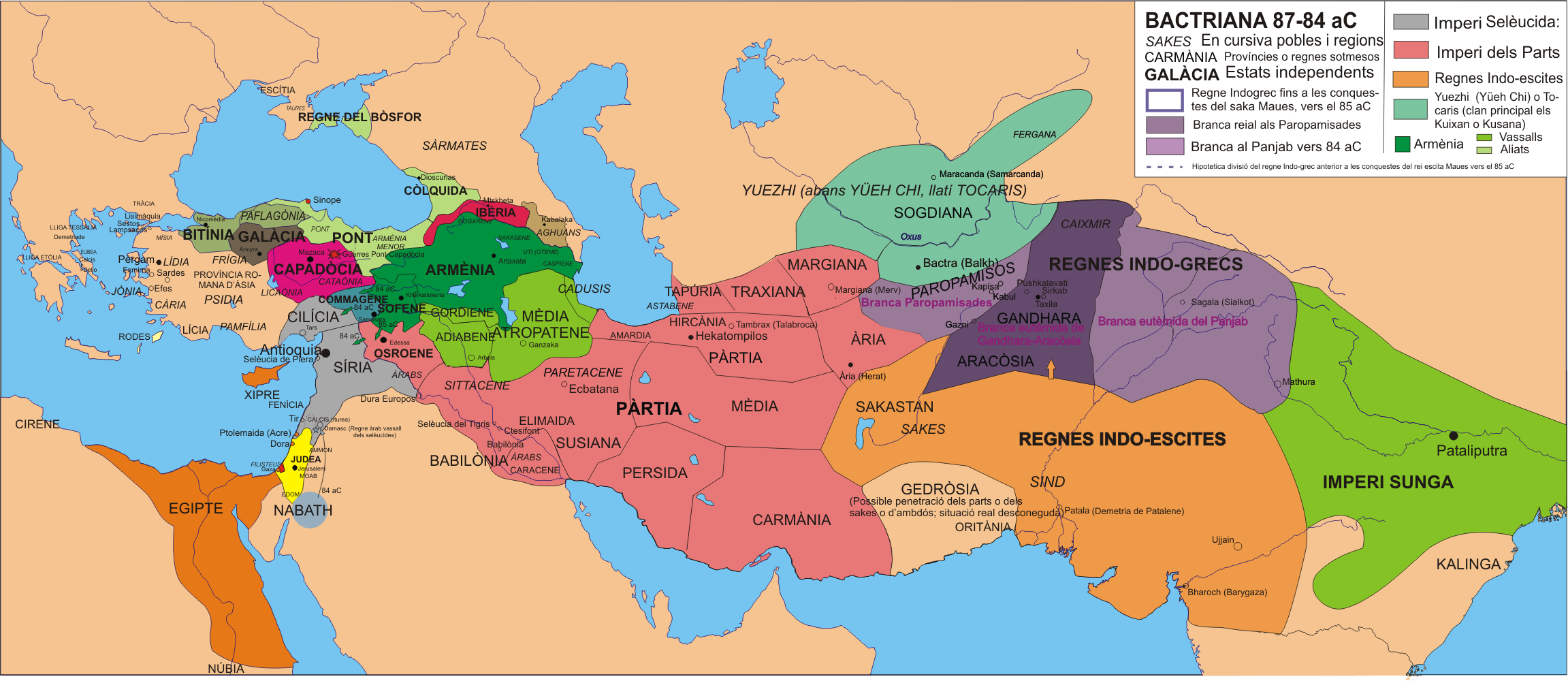
Bactriana 87-84 aC
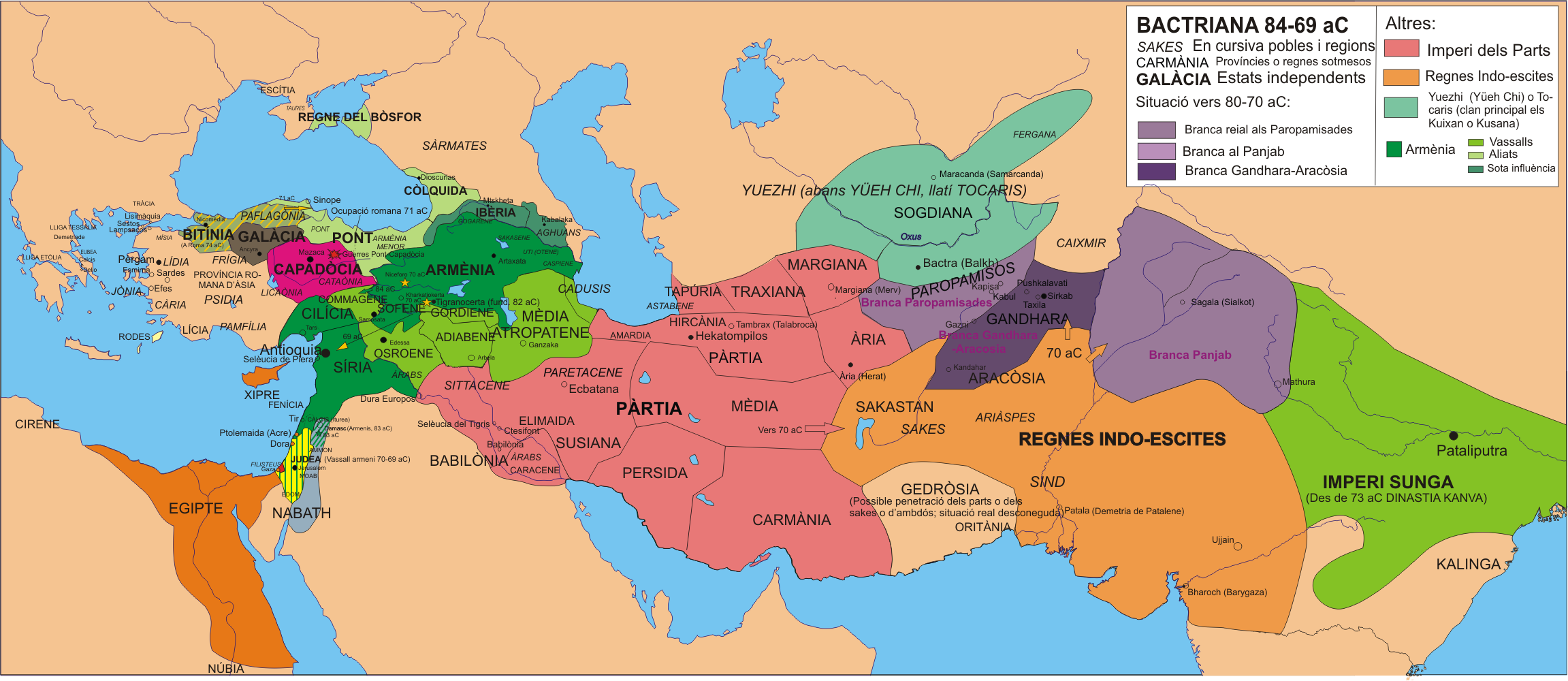
Bactriana 84-69 aC
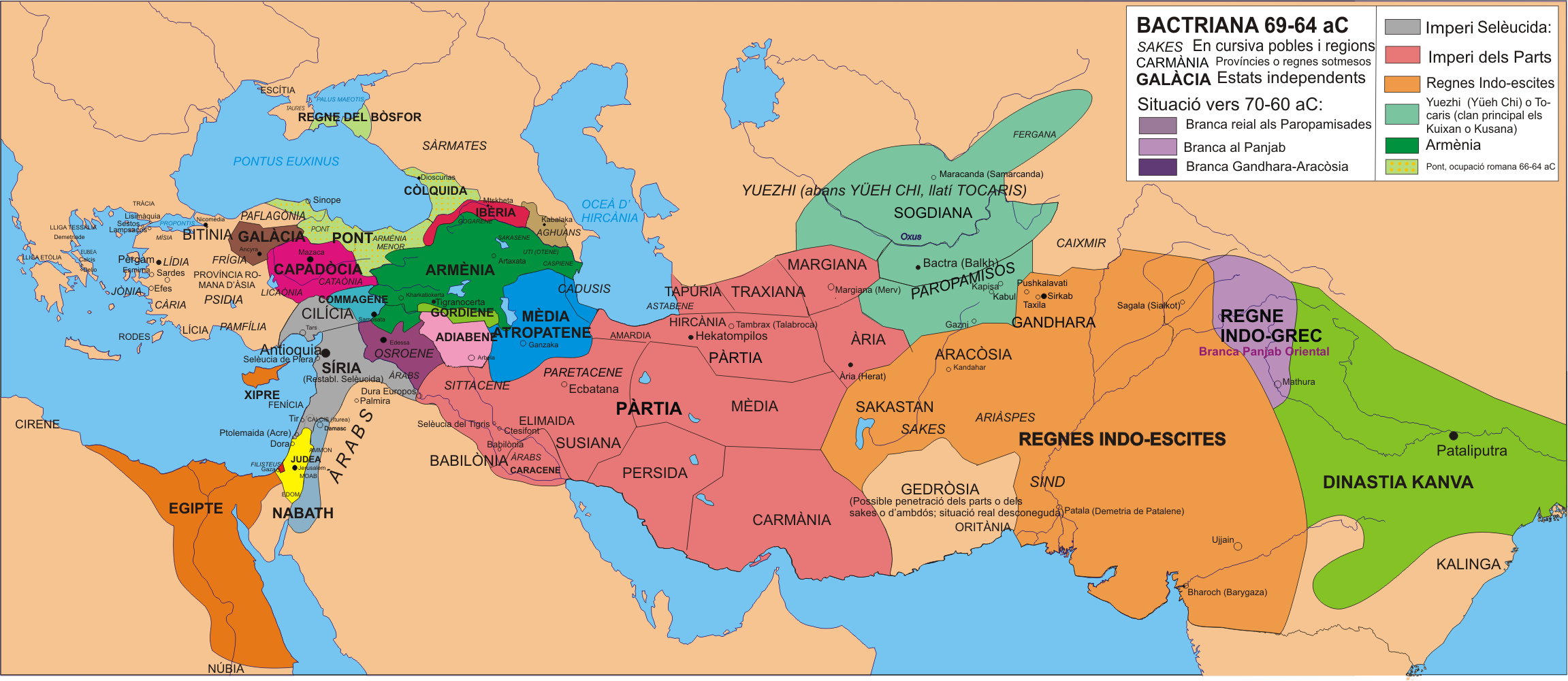
Bactriana 69-64 aC
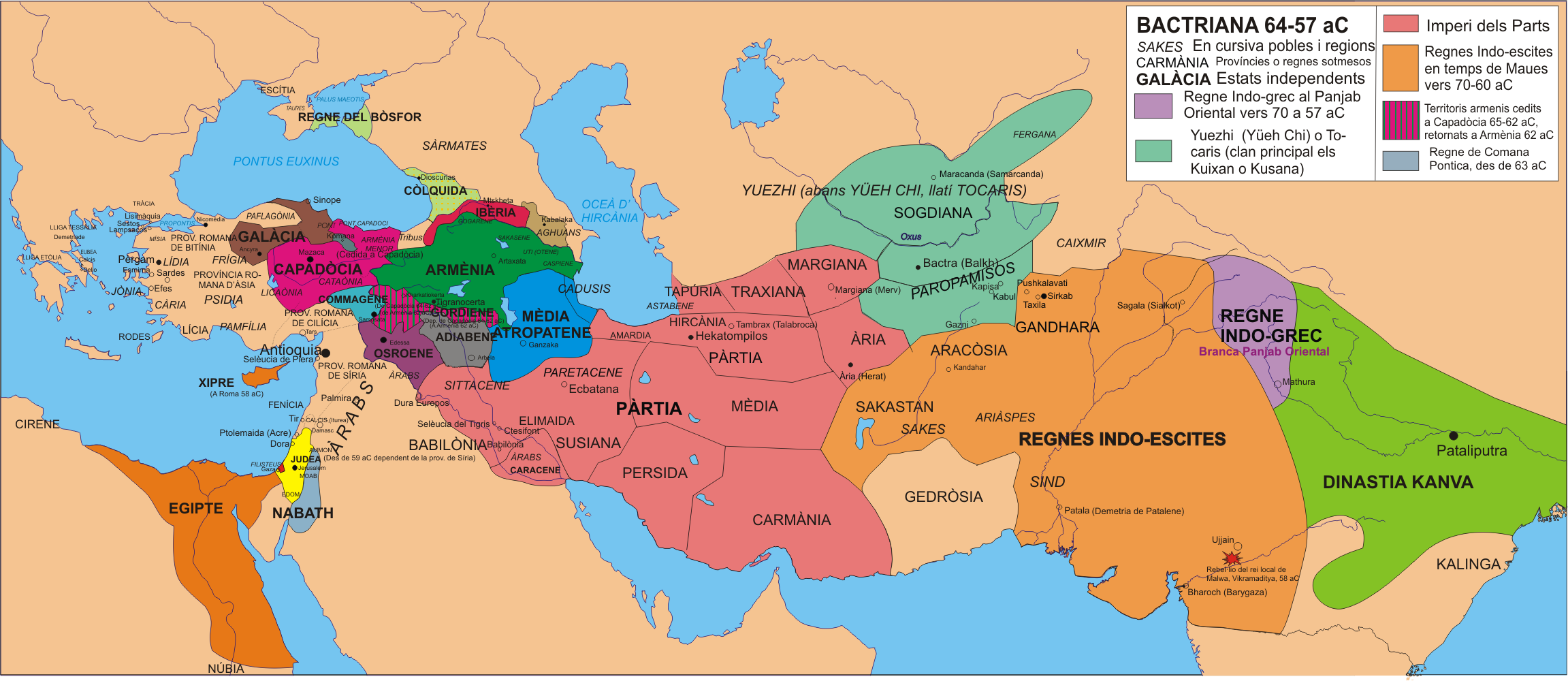
Bactriana 64-57 aC
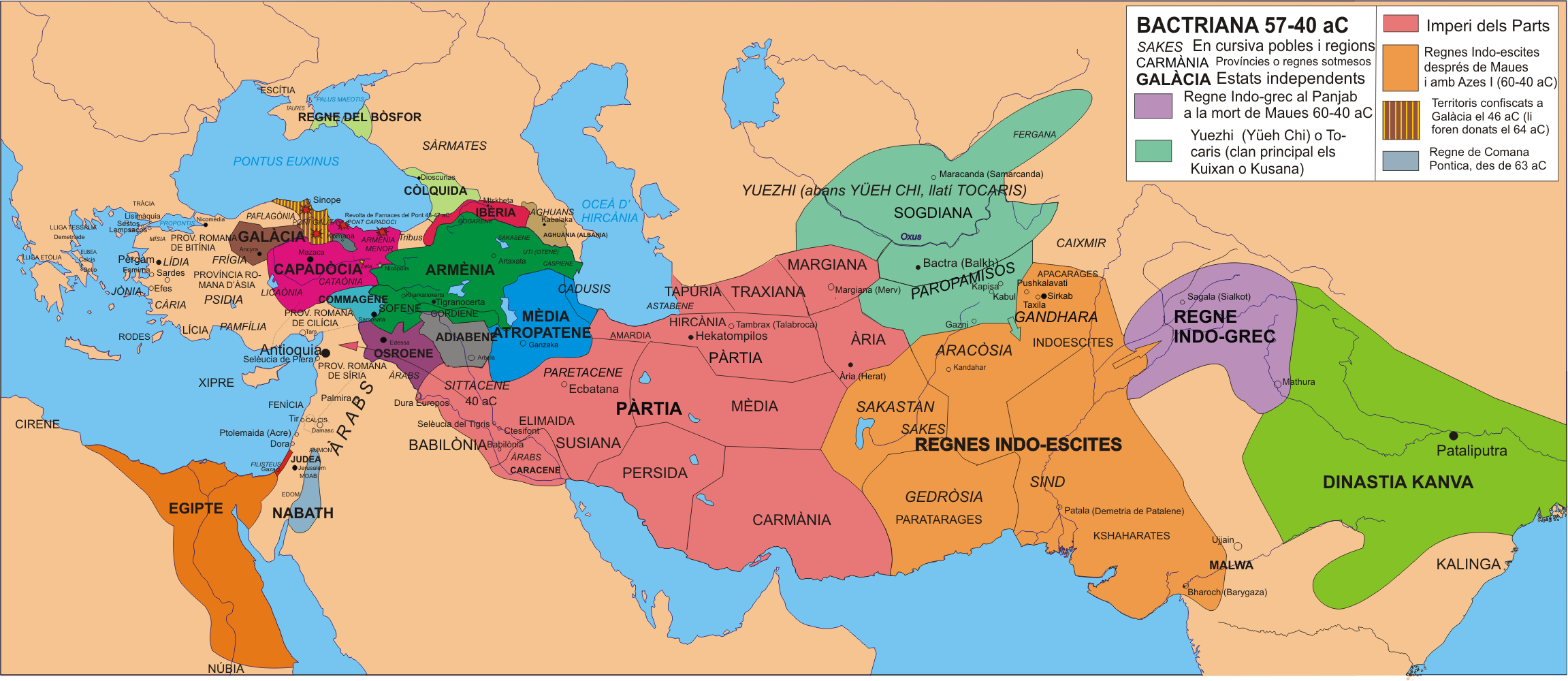
Bactriana 57-40 aC
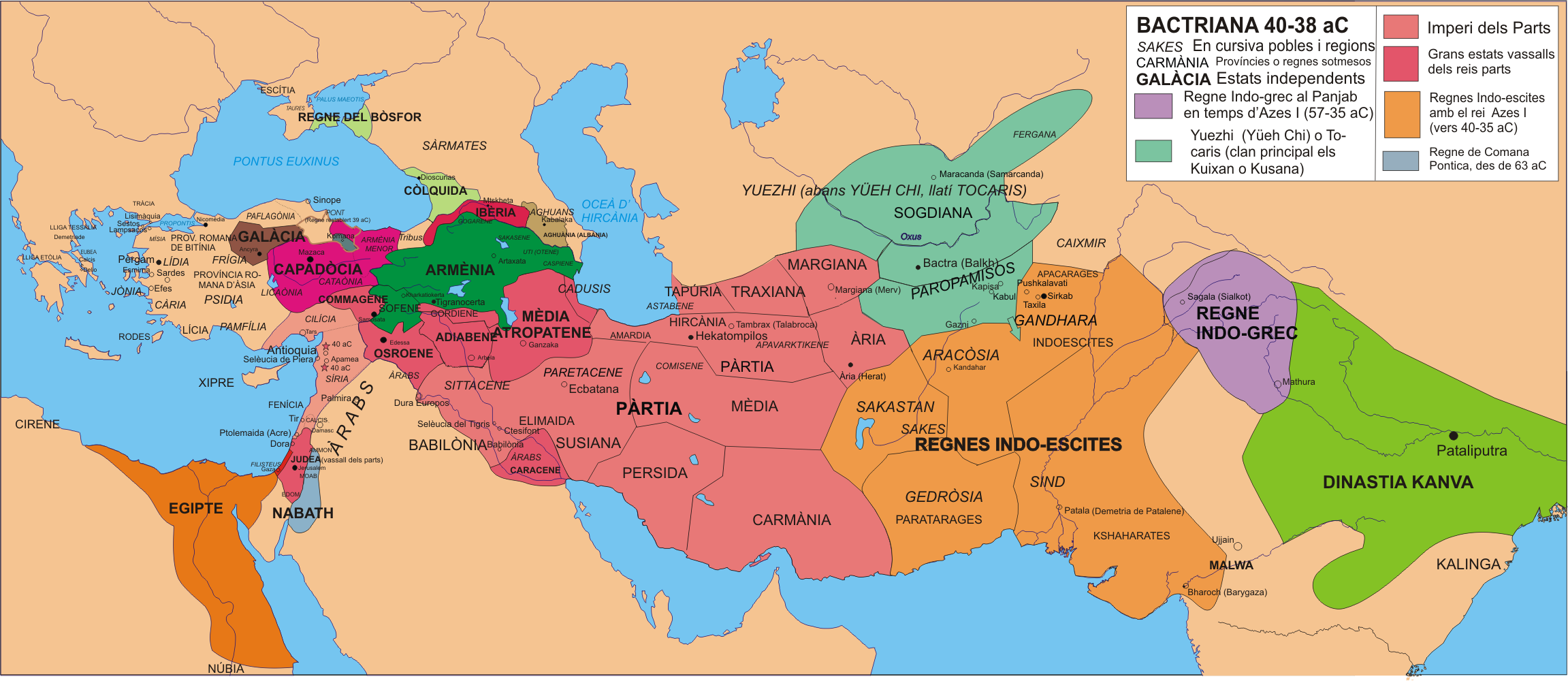
Bactriana 40-38 aC
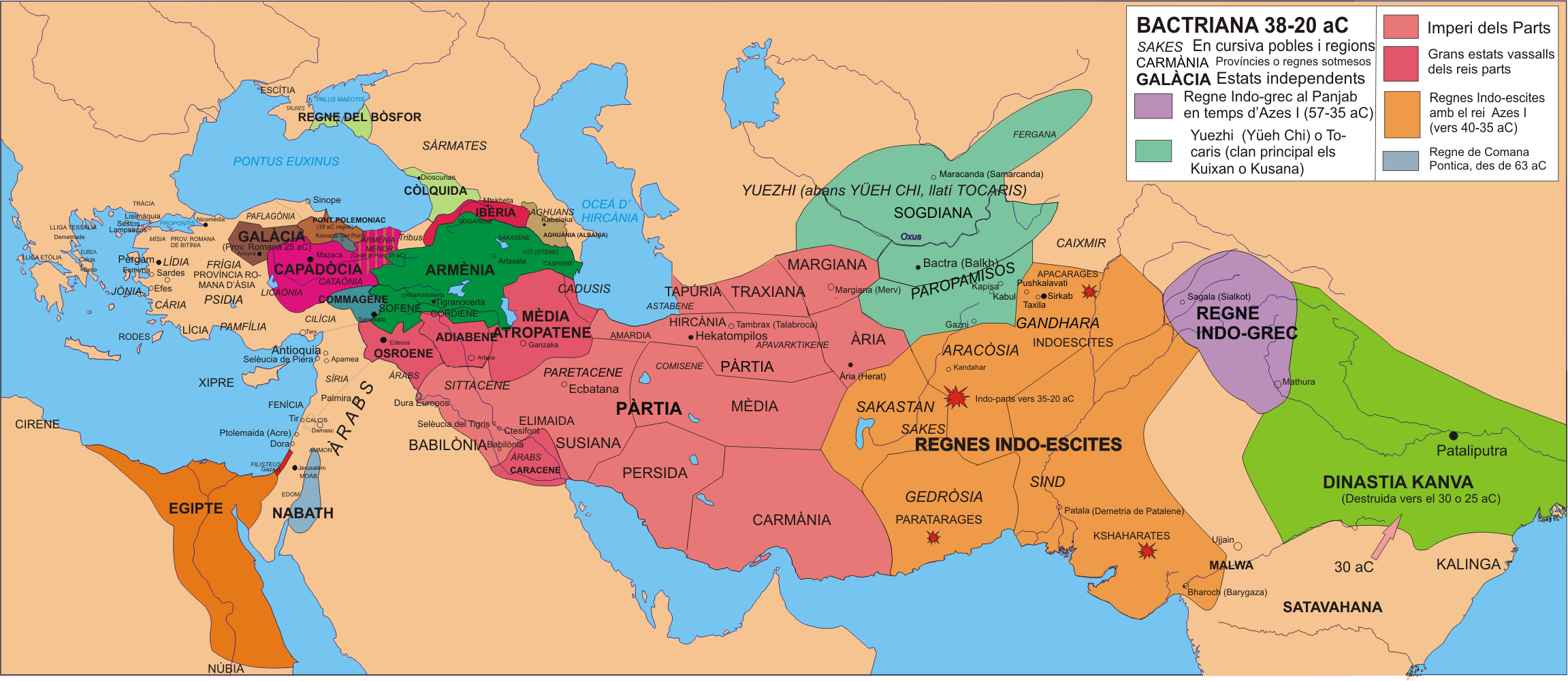
Bactriana 38-20 aC
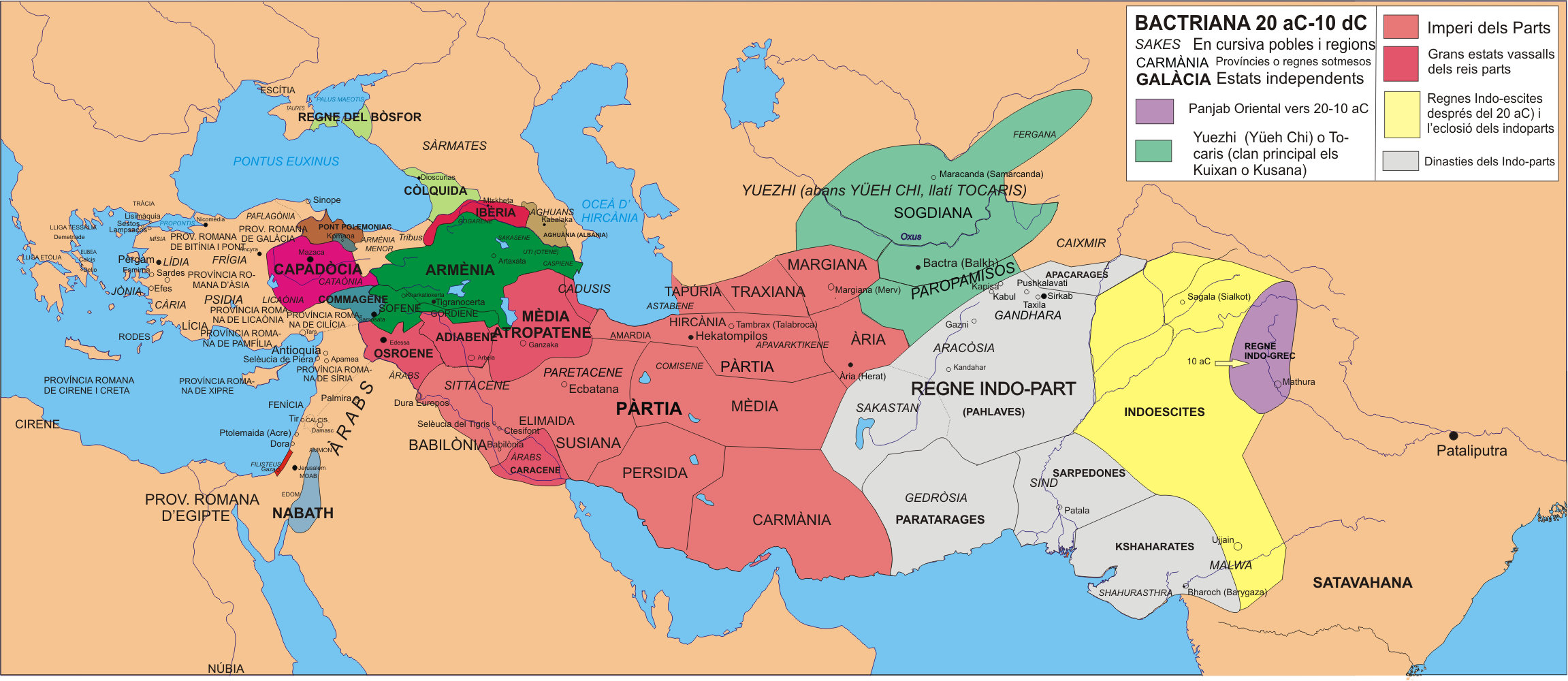
Bactriana 20 aC-10 dC
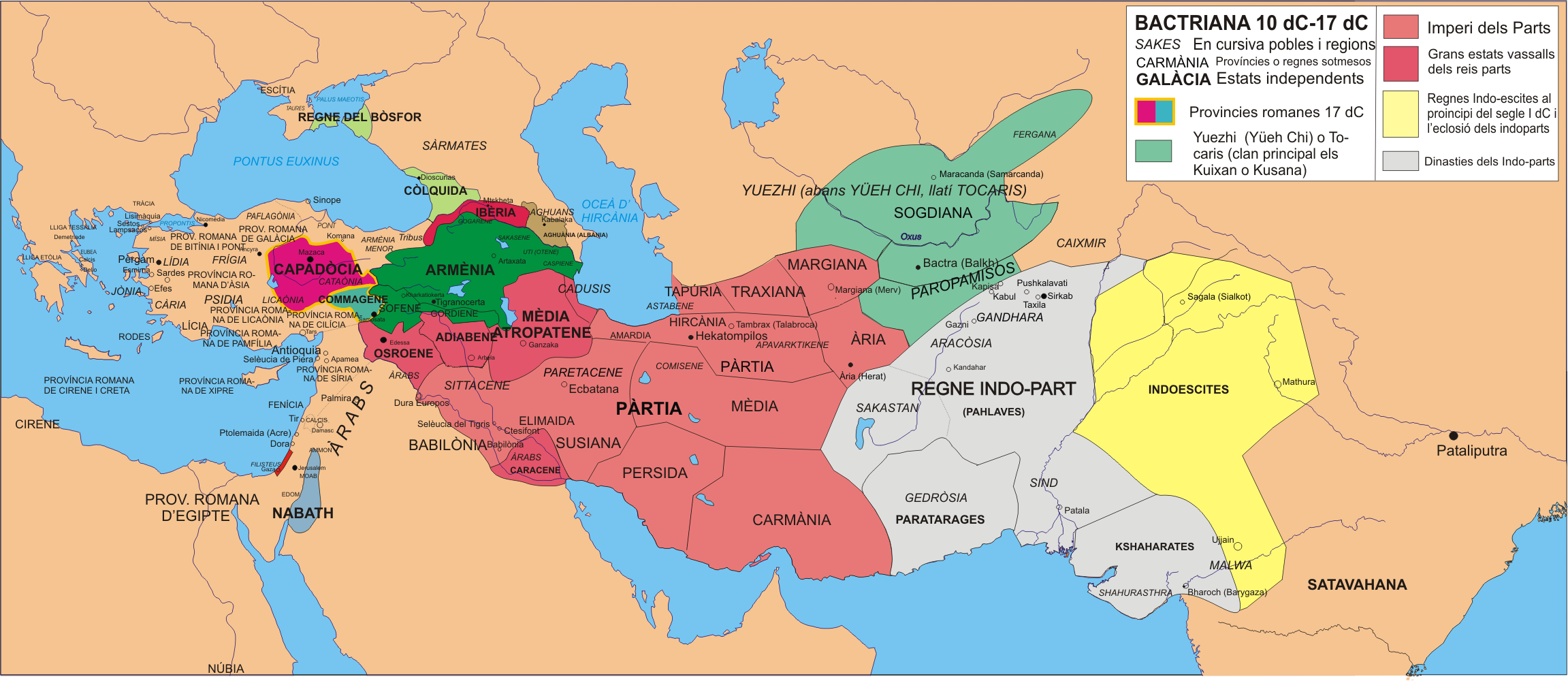
Bactriana 10-17 dC
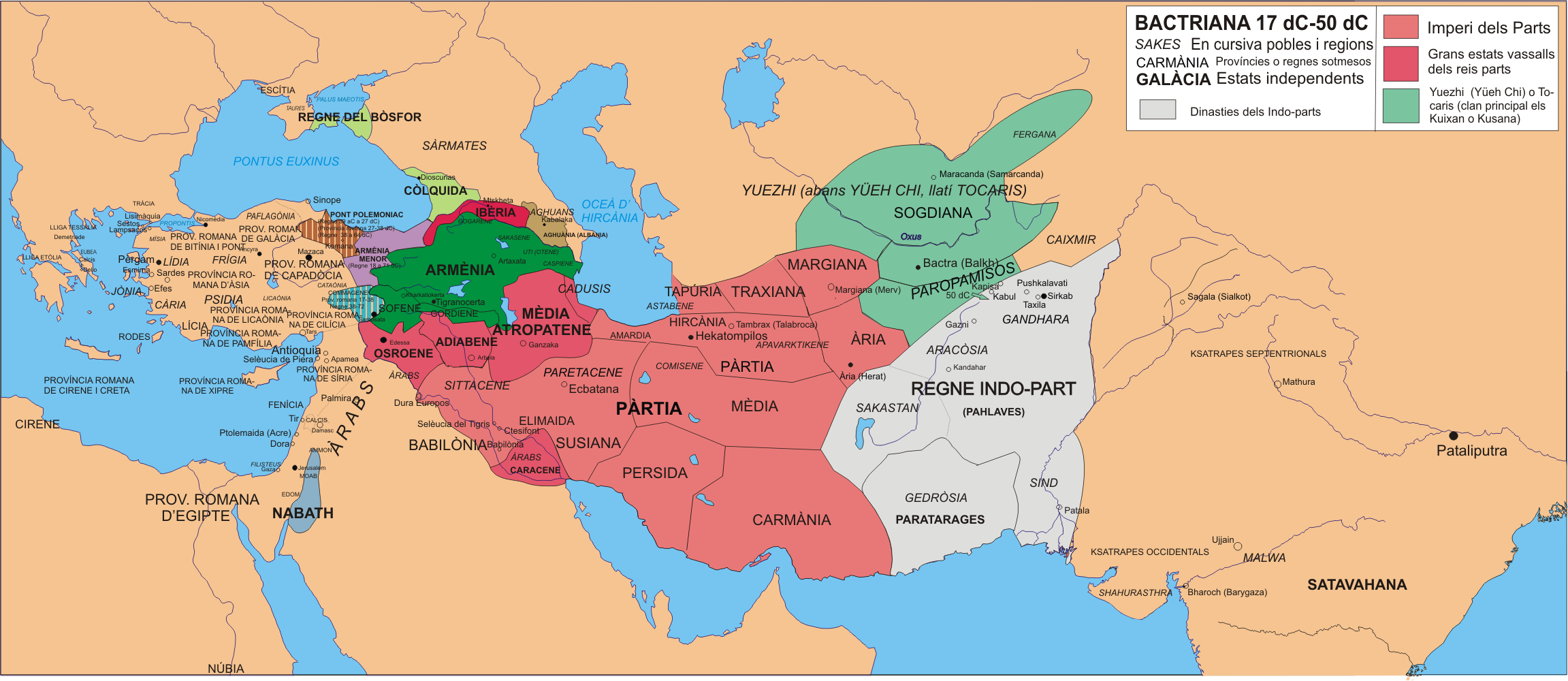
Bactriana 17-50 dC
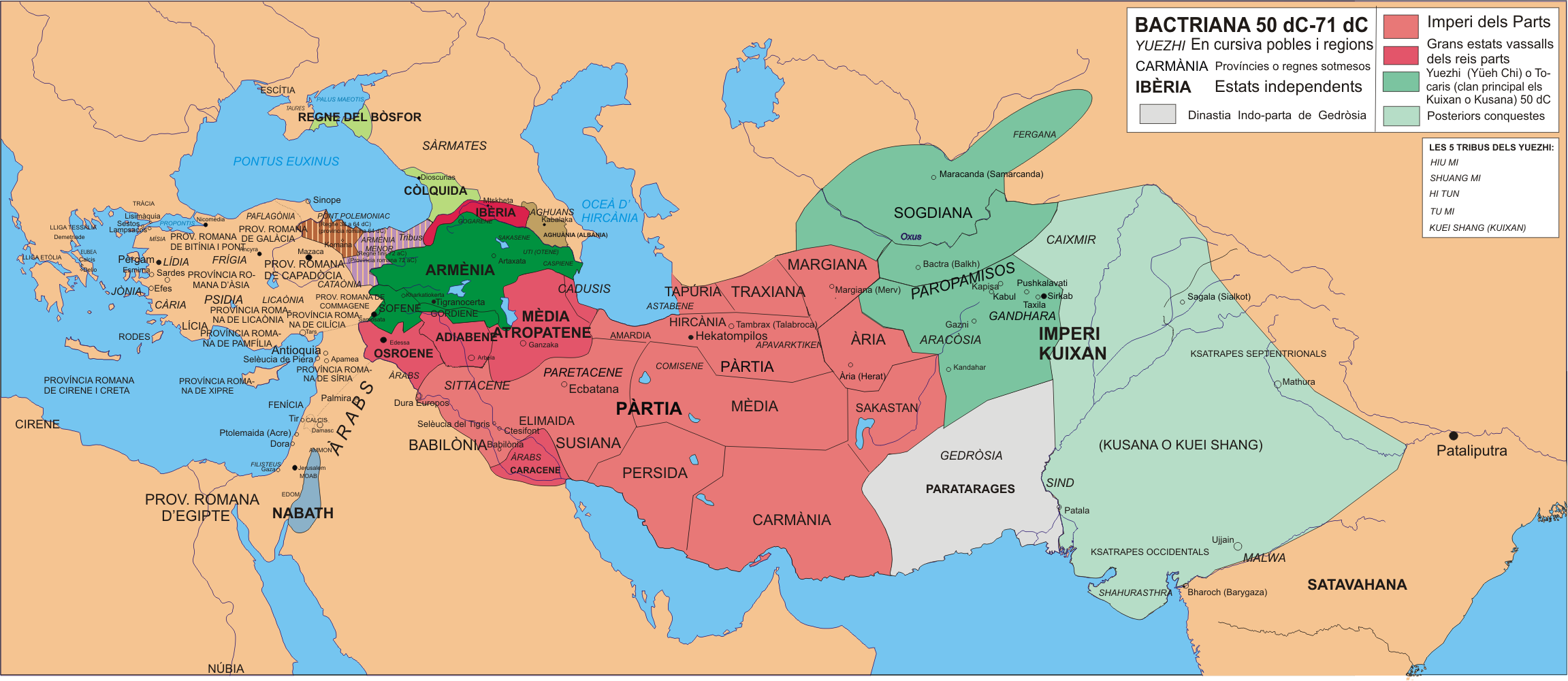
Bactriana 50-71 dC
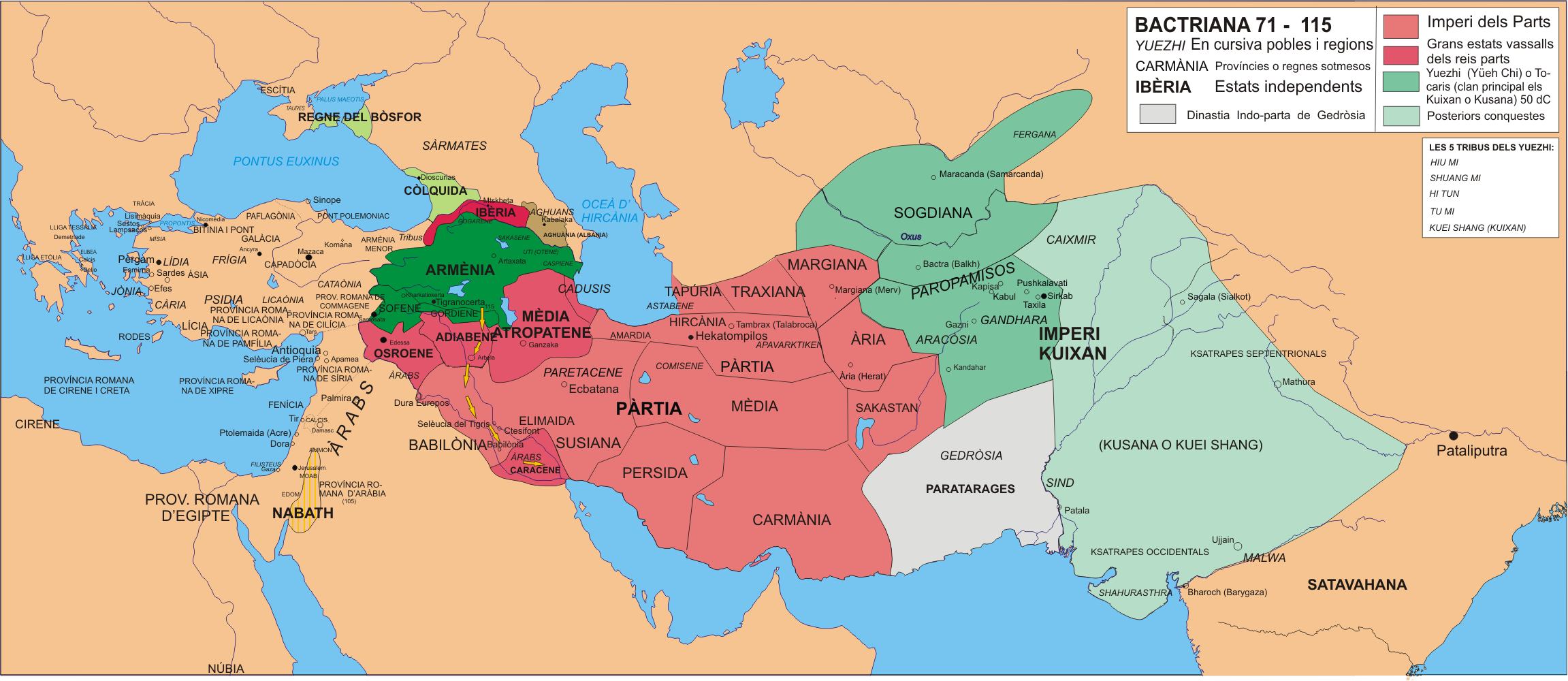
Bactriana 71-115 dC
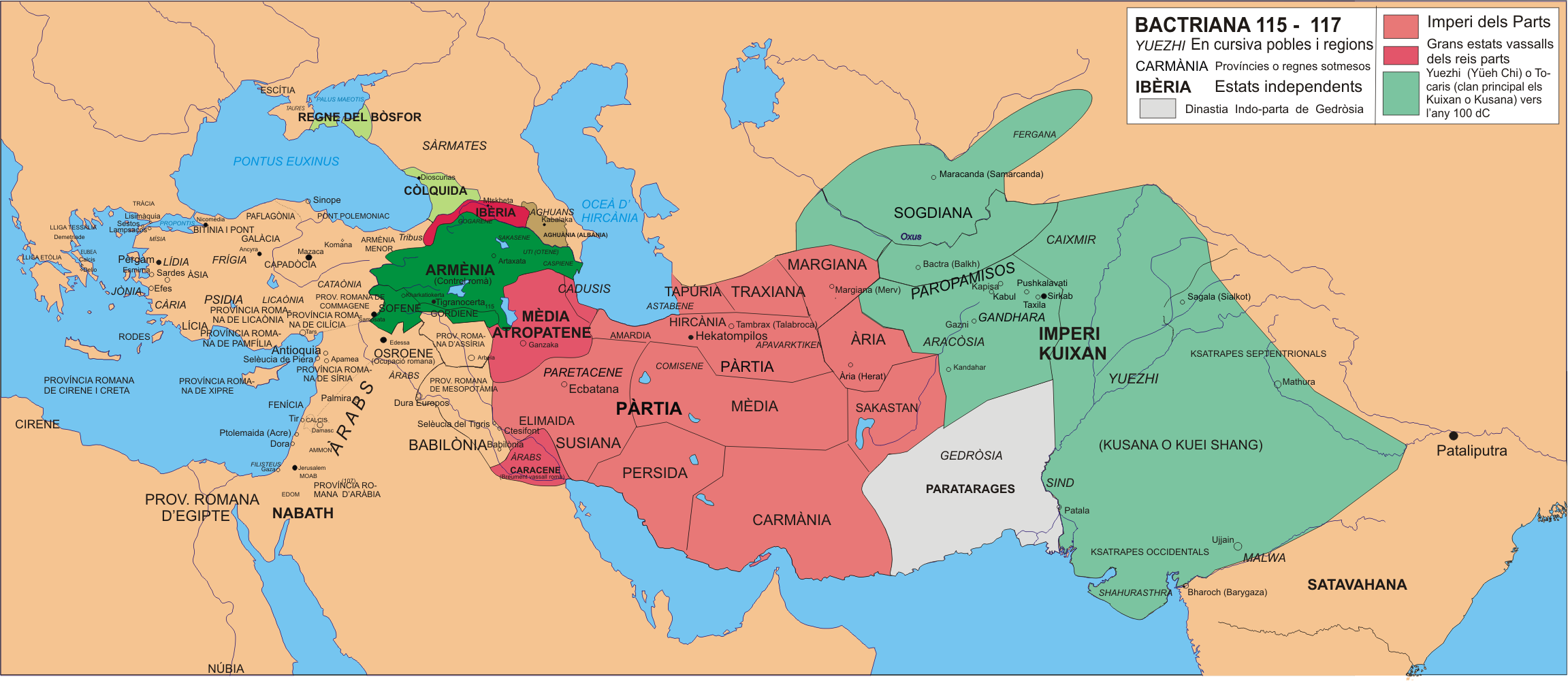
Bactriana 115-117 dC
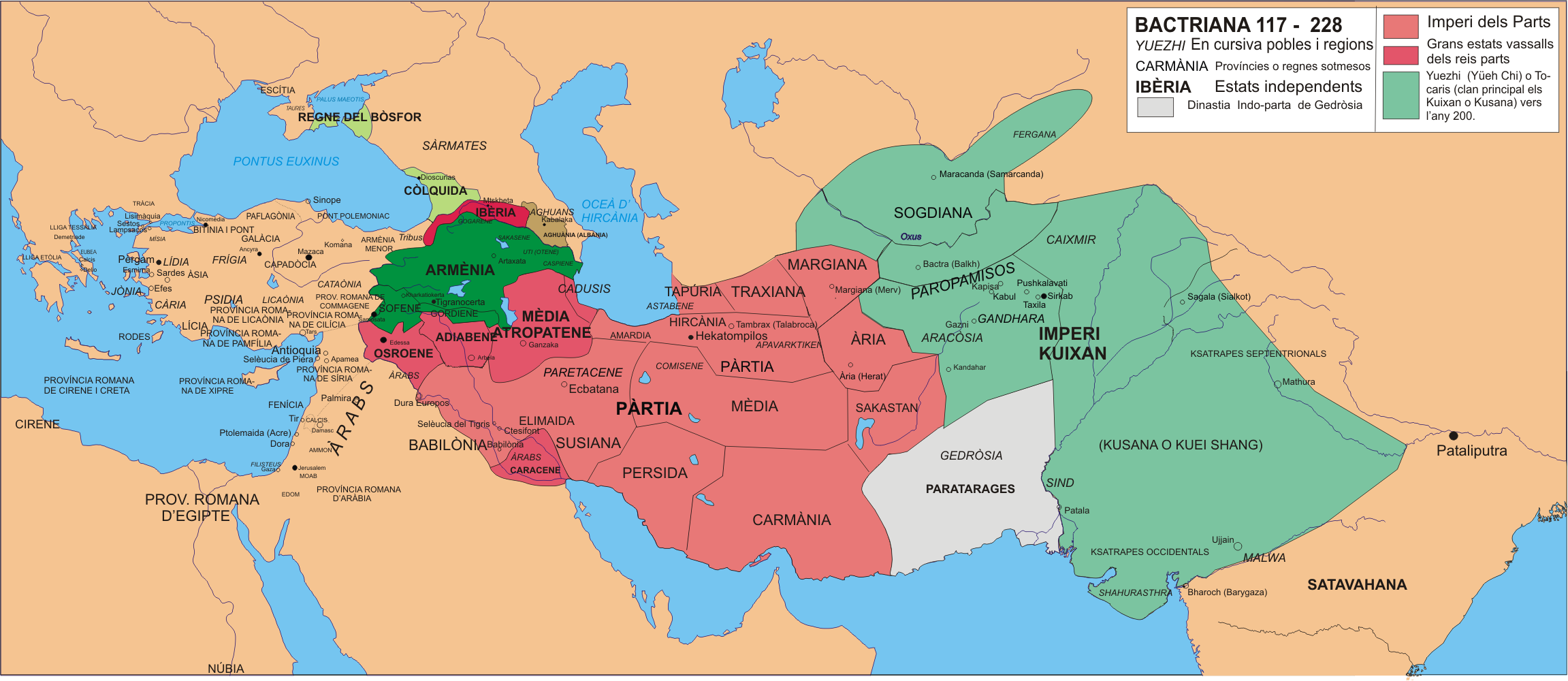
Bactriana 117-228 dC

### Mapes del regne de Bactriana segons A.K. Narain i alguns historiadors moderns

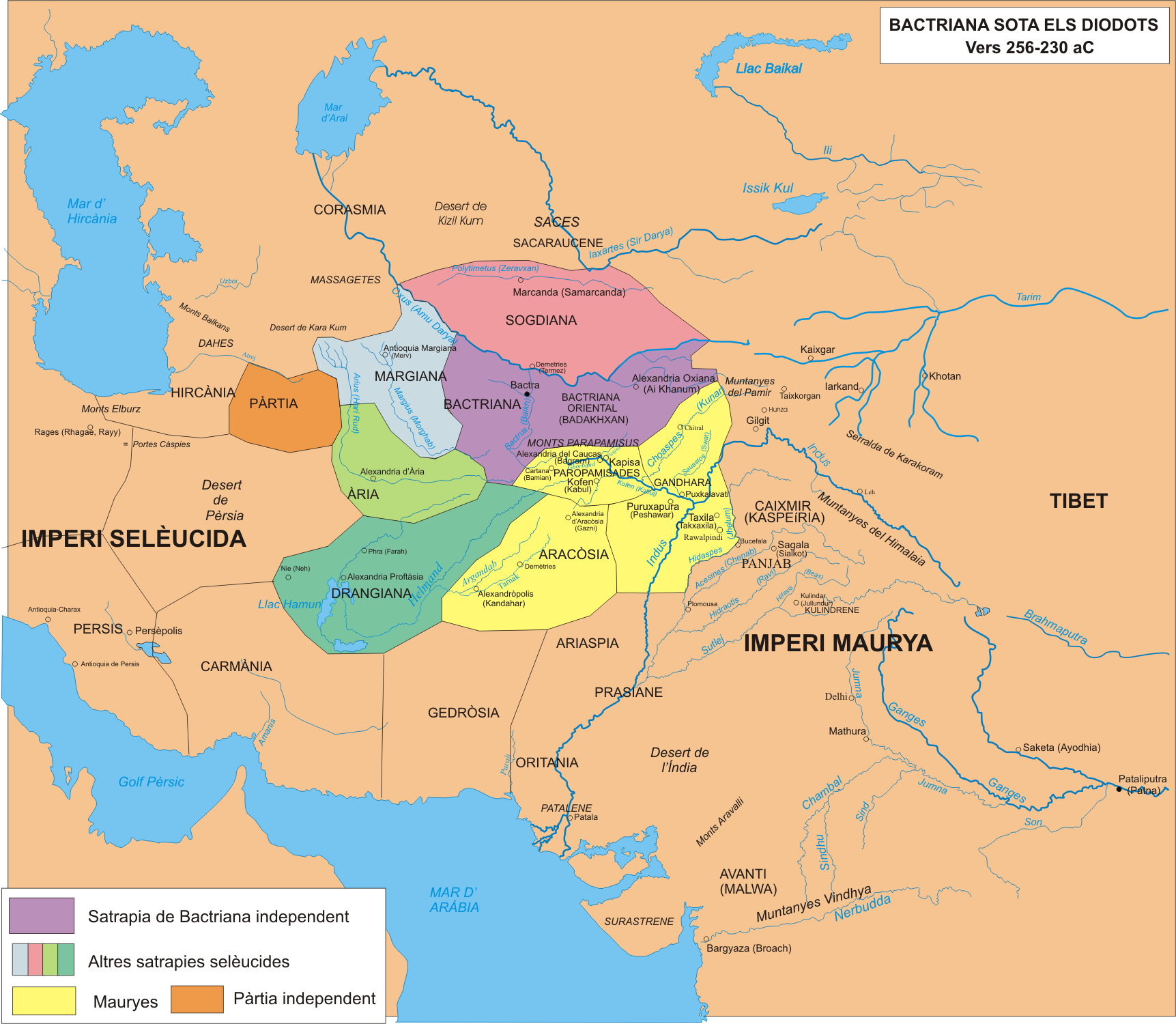
Bactriana 256-230 aC
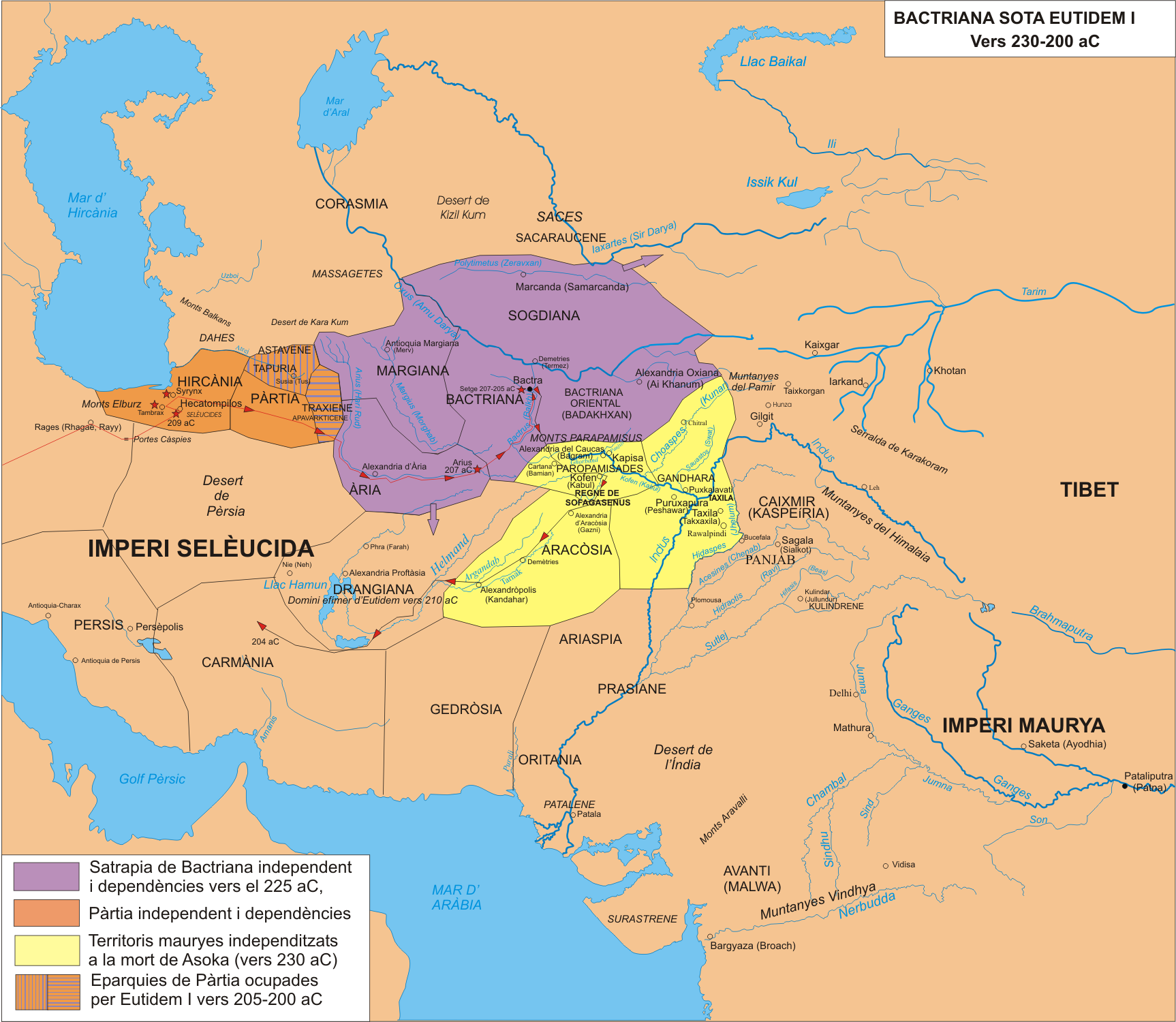
Bactriana 230-200 aC
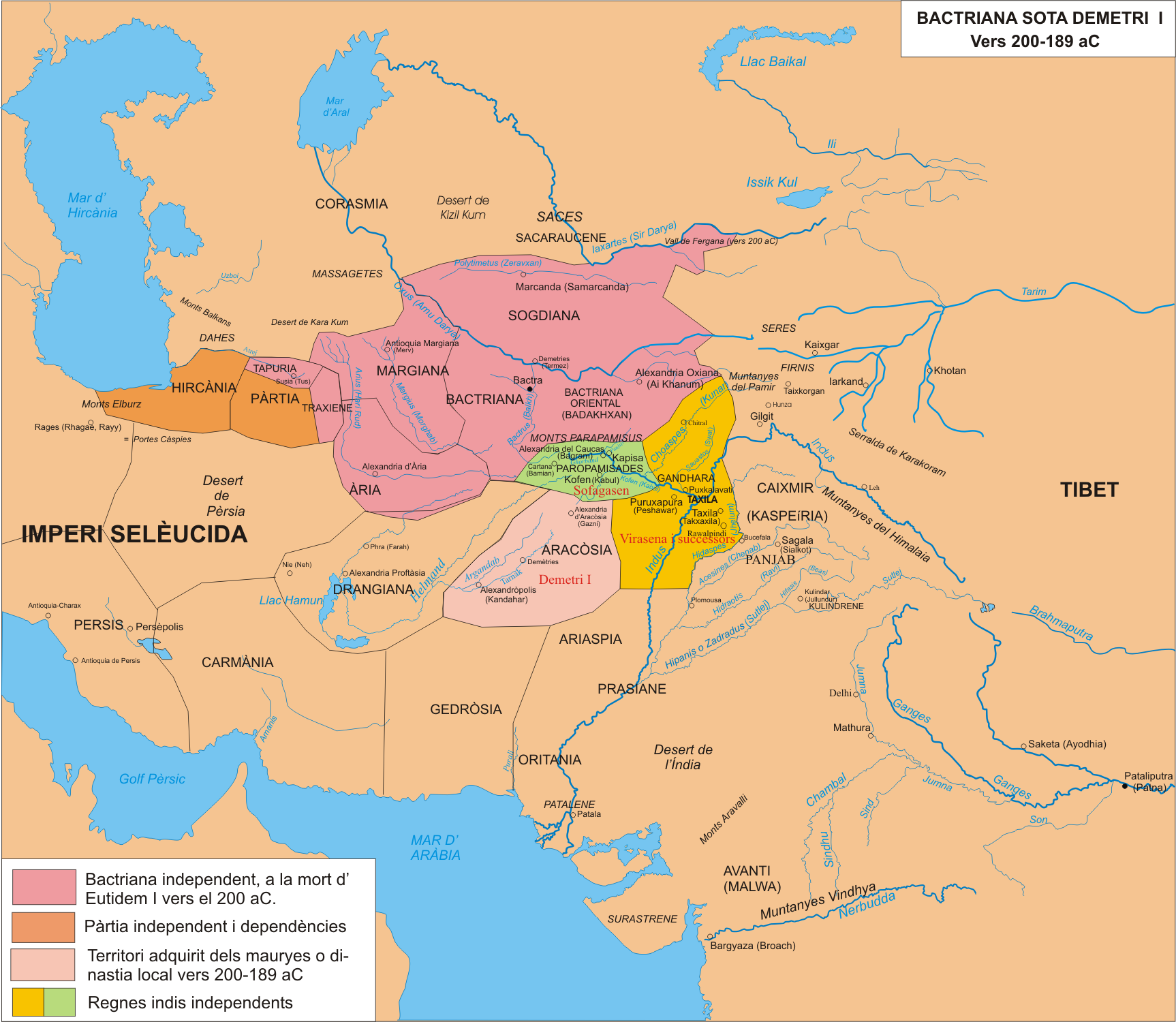
Bactriana 200-189 aC
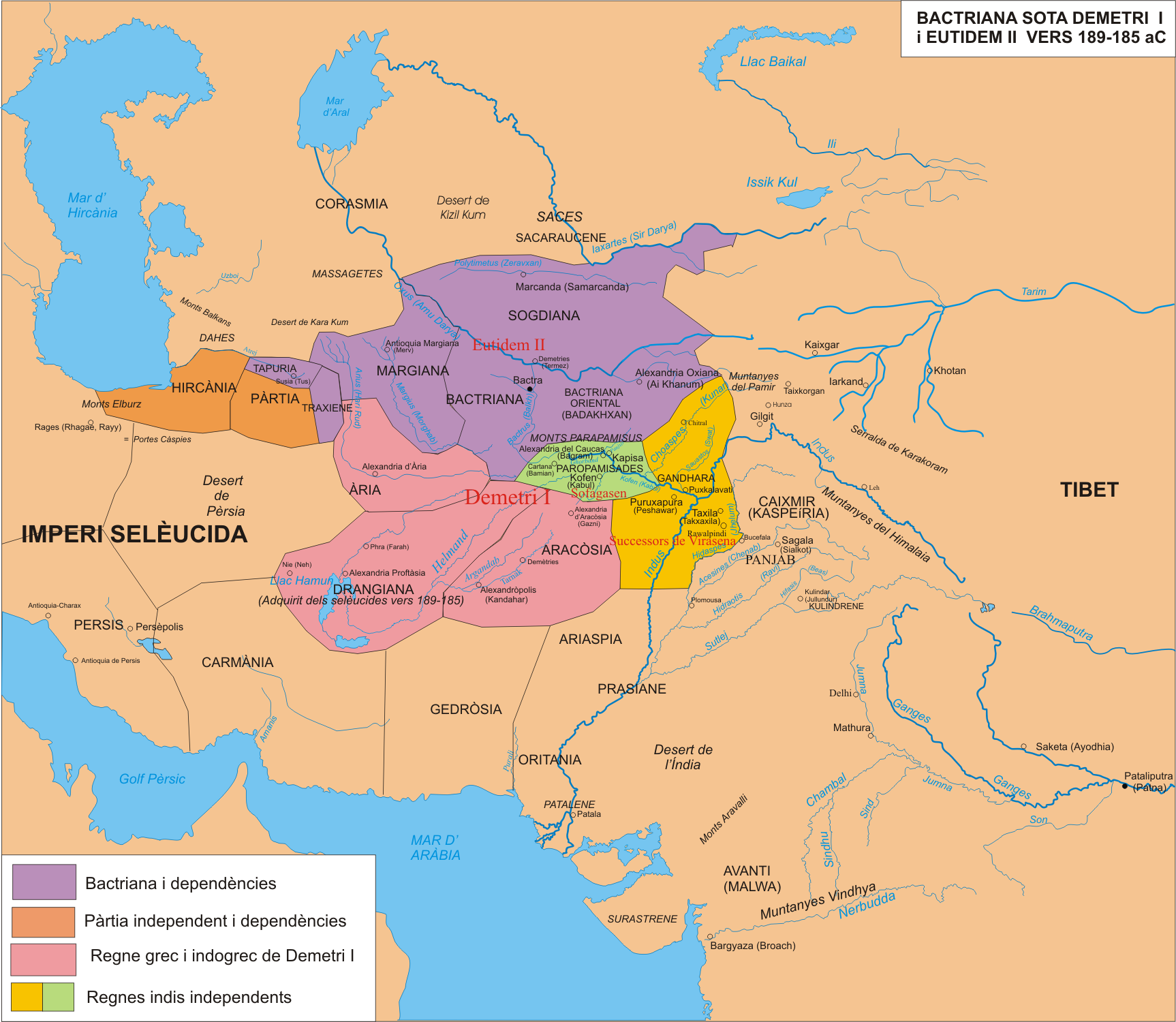
Bactriana 189-185 aC
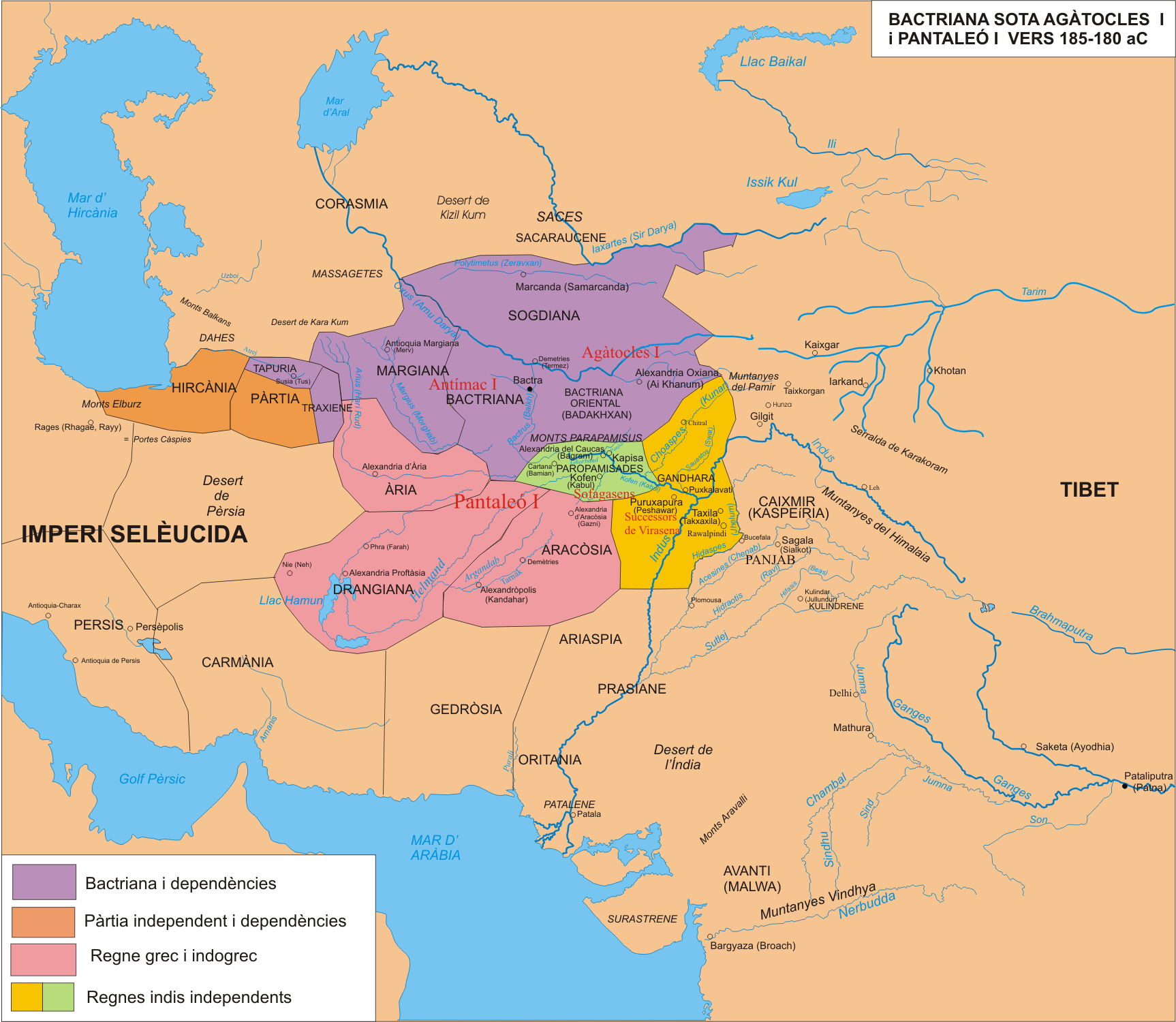
Bactriana 185-180 aC
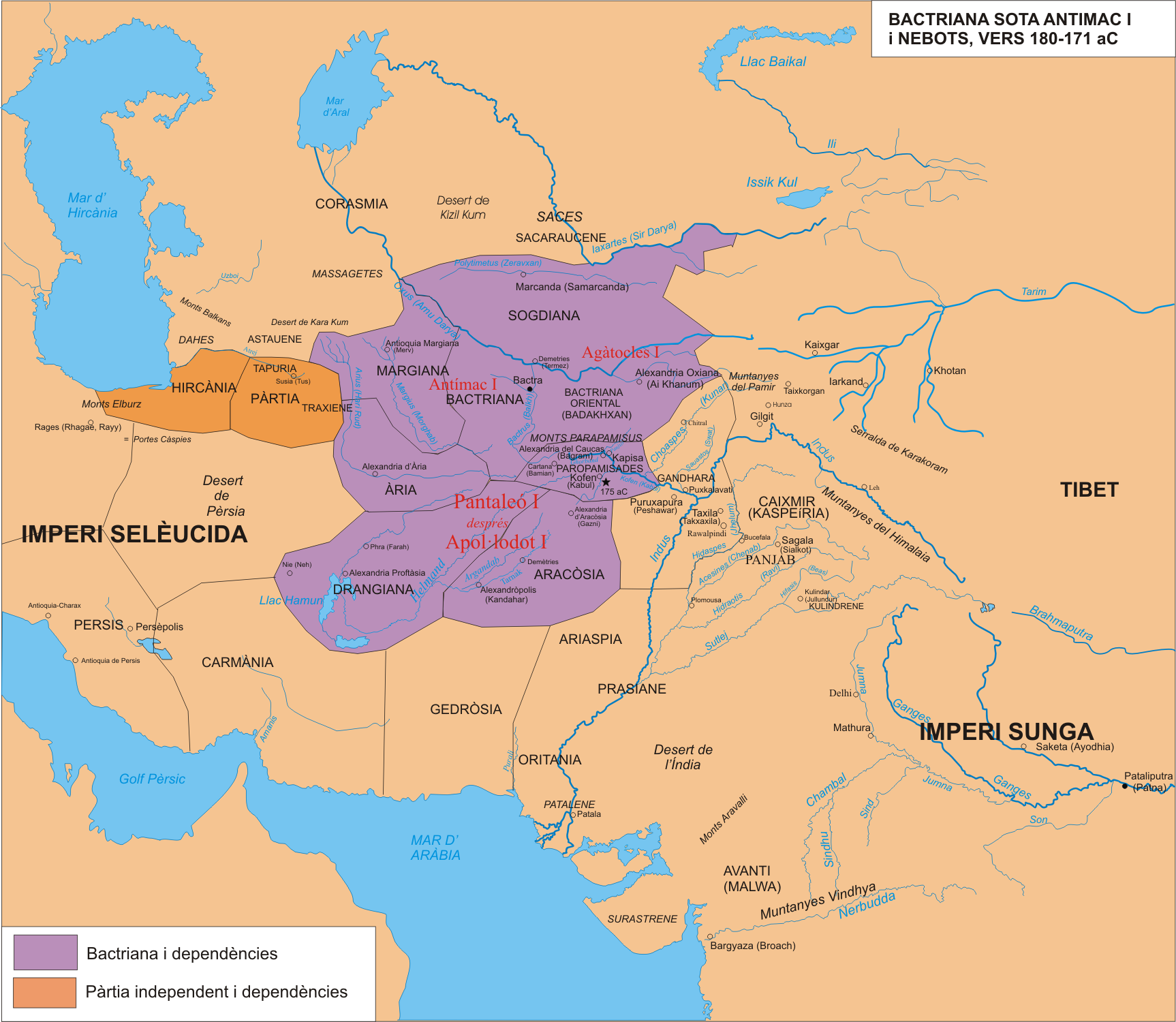
Bactriana 180-171 aC
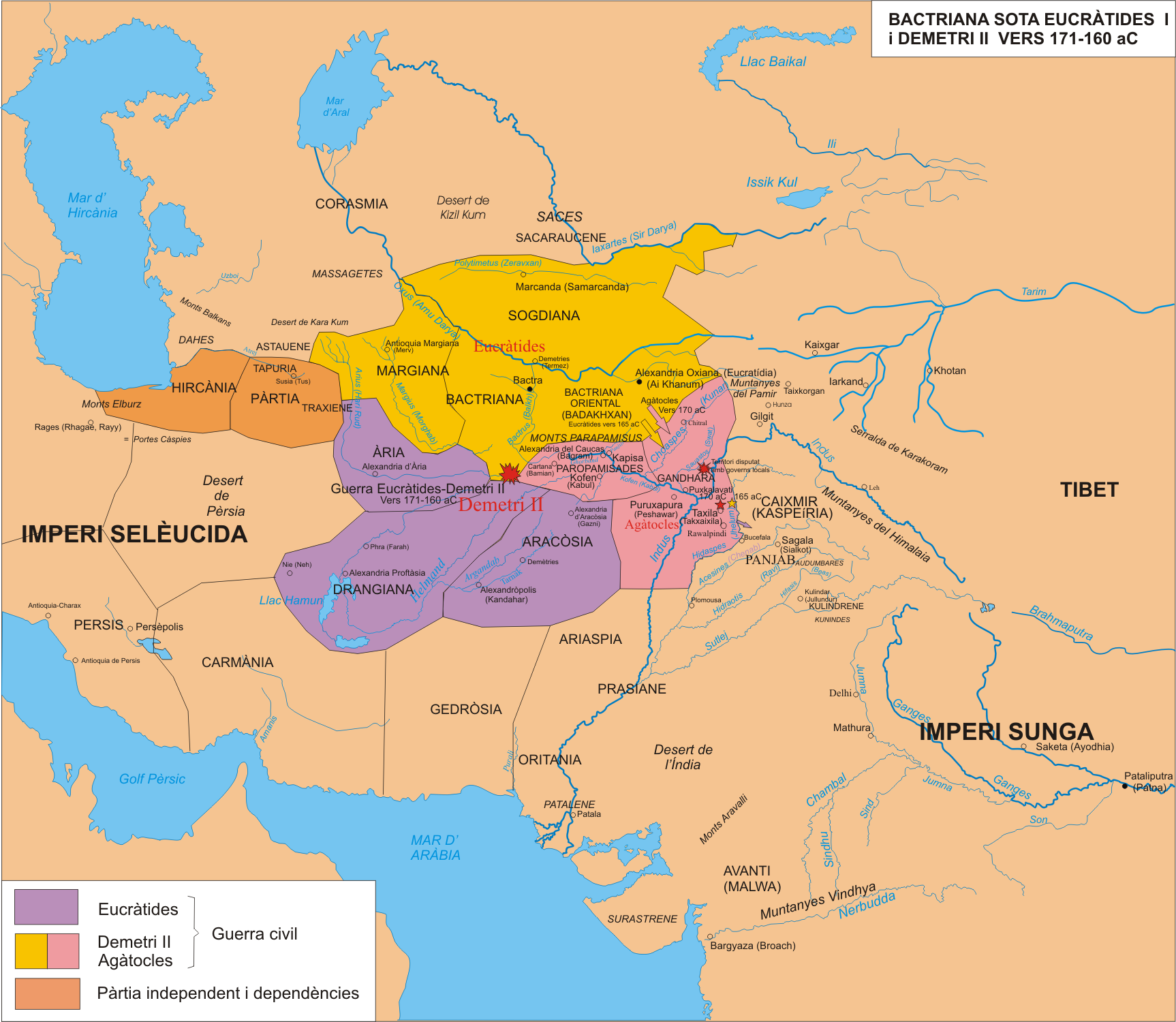
Bactriana 171-160 aC
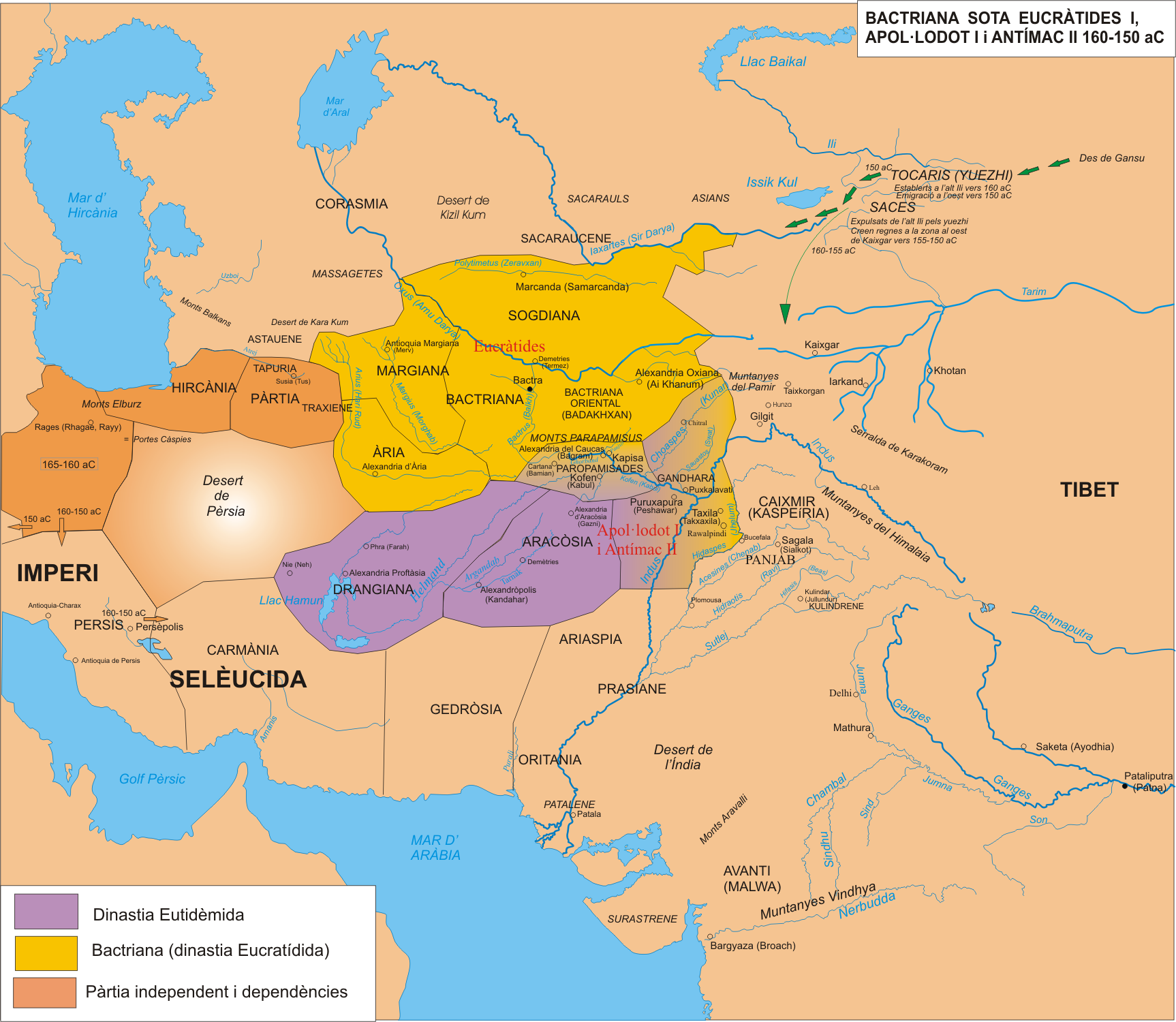
Bactriana 160-150 aC
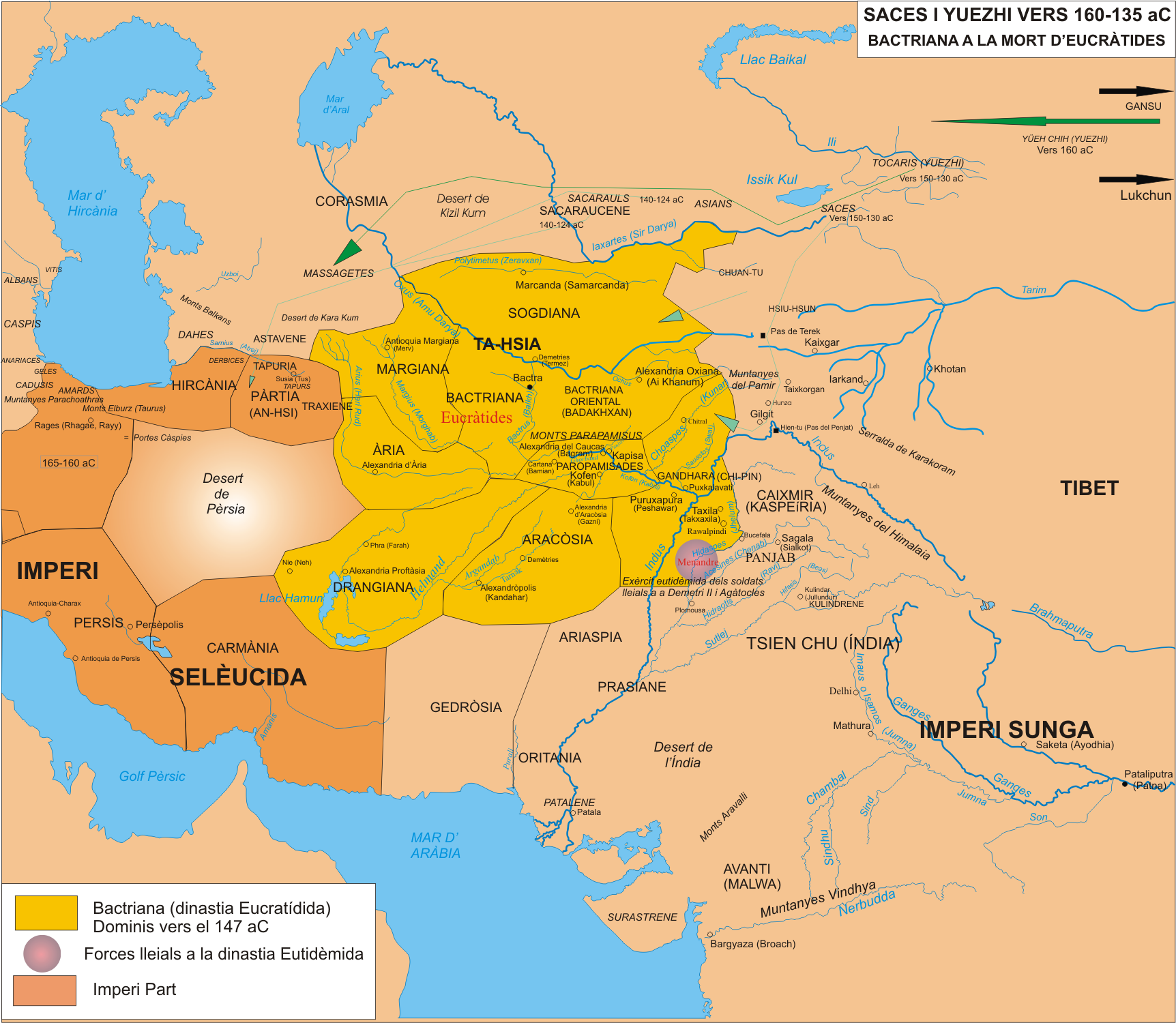
Saces i yuezhi 150-135 aC
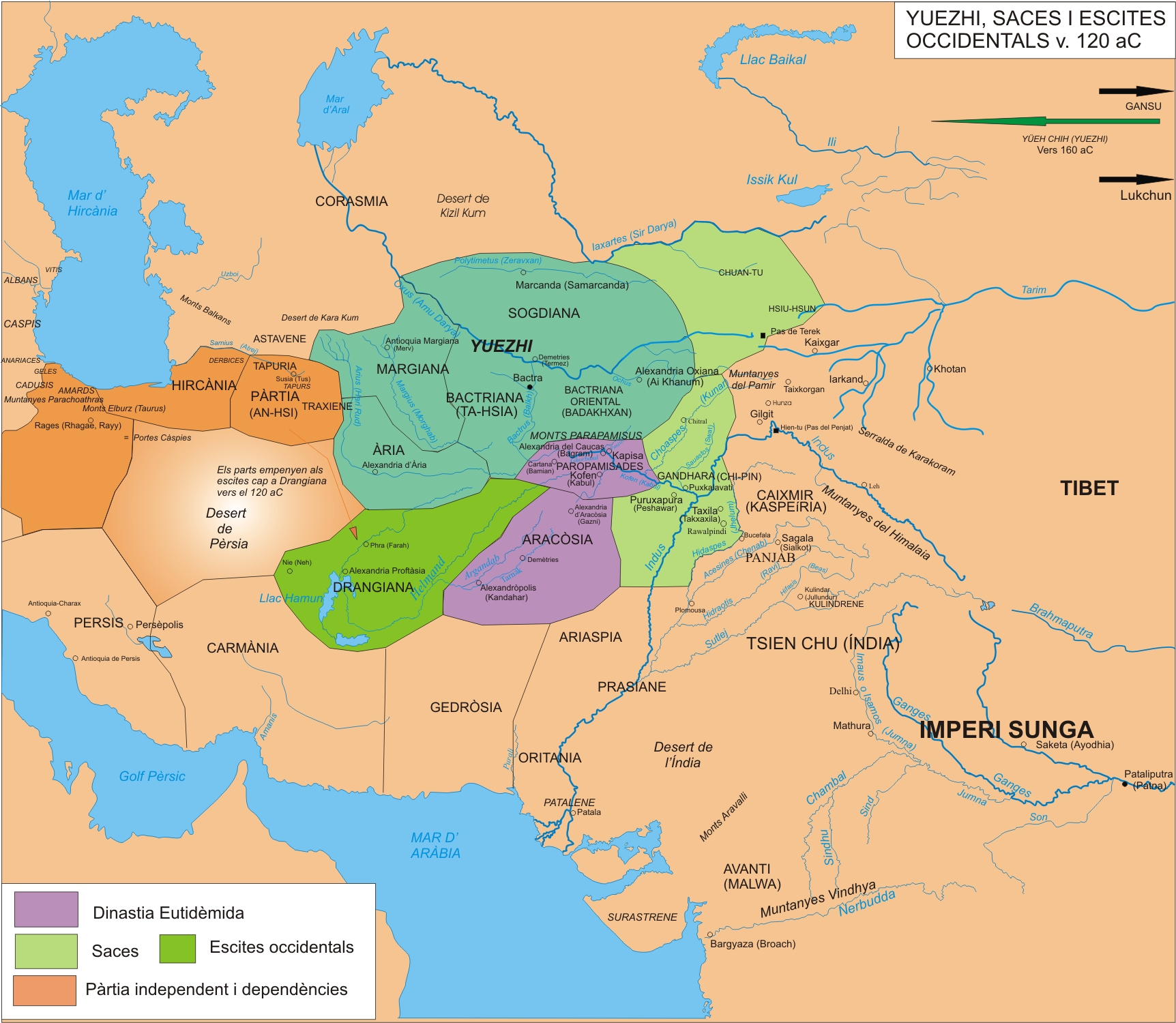
Saces i yuezhi vers 120 aC
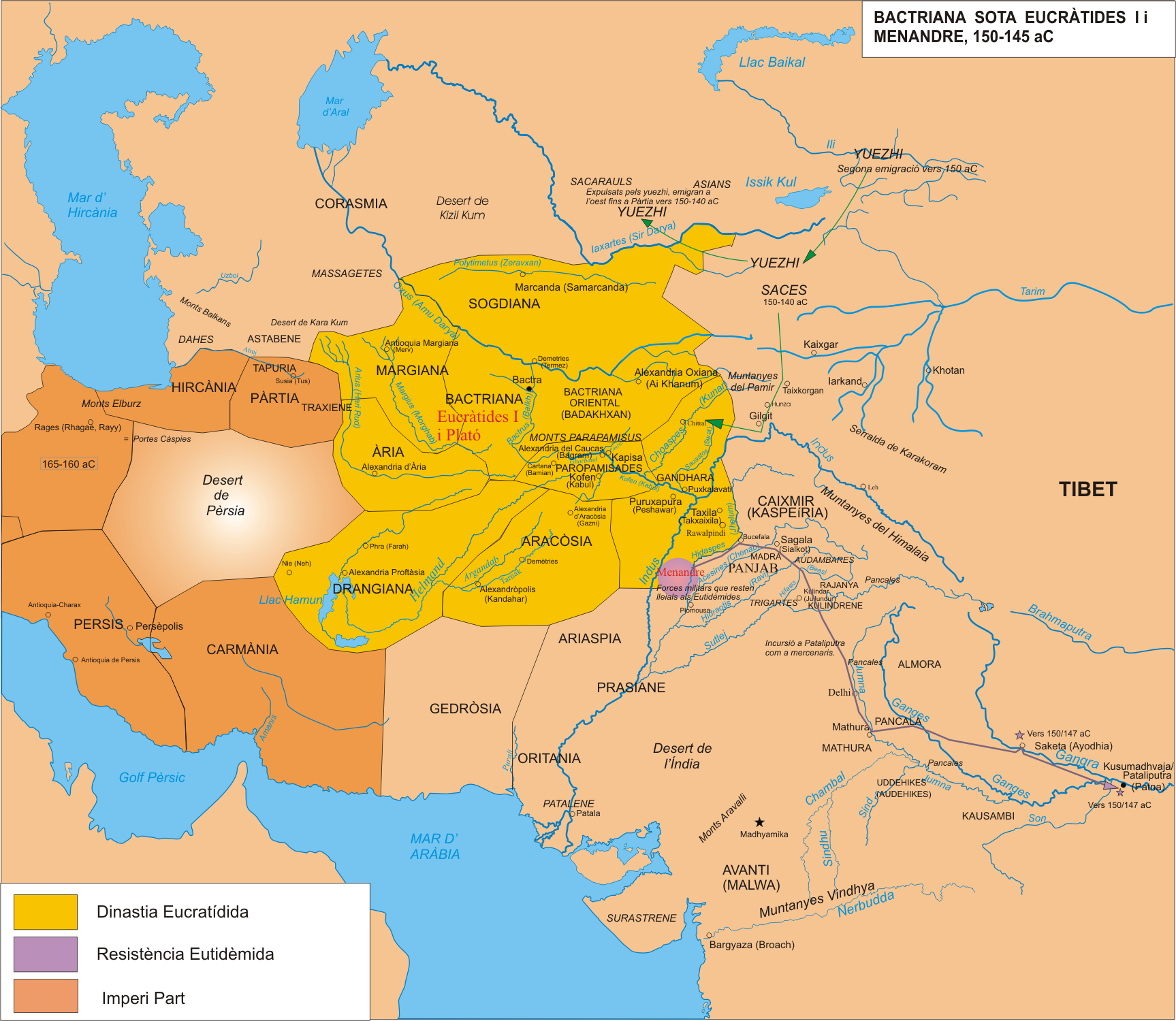
Bactriana 150-145 aC
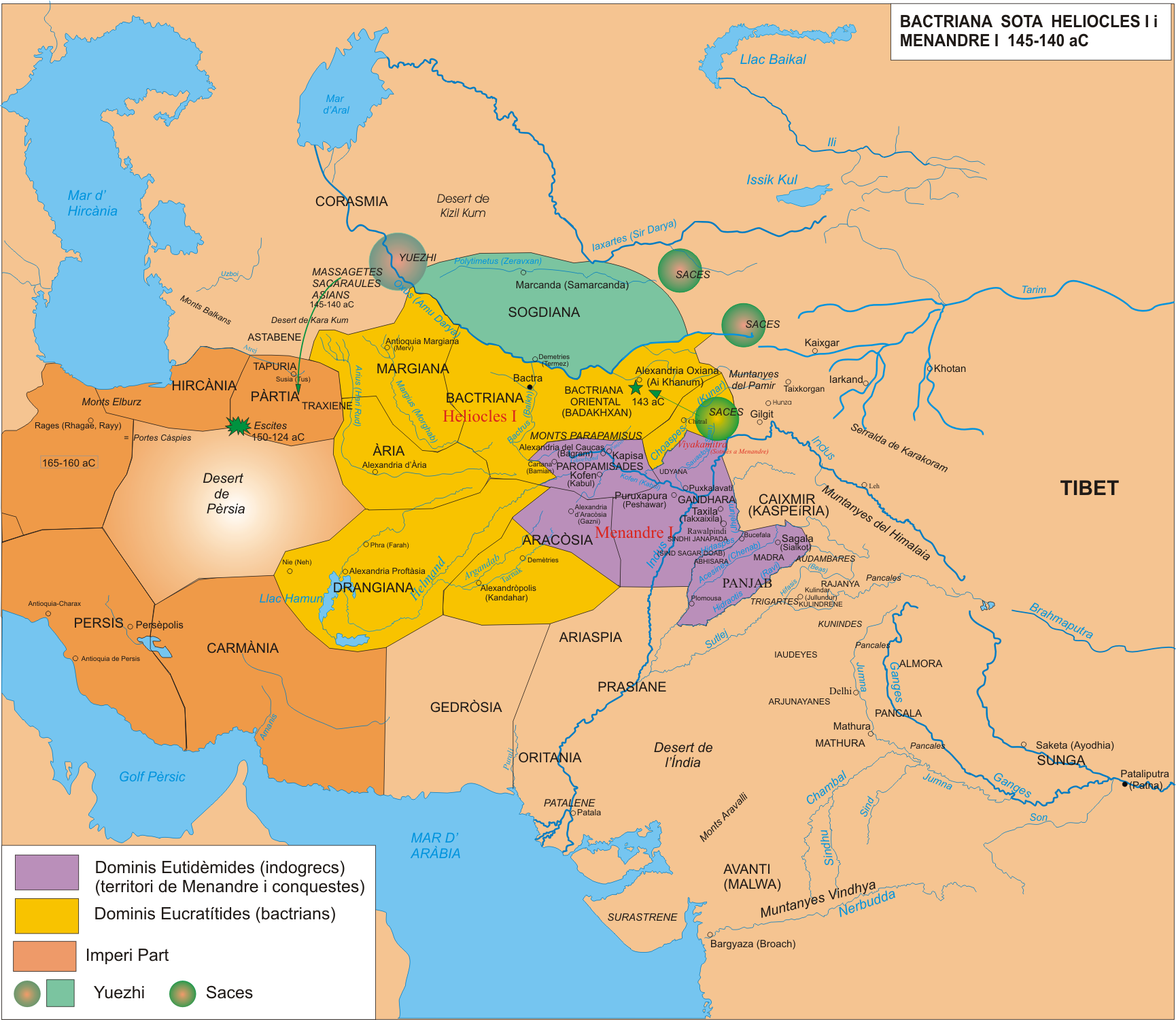
Bactriana 145-140 aC
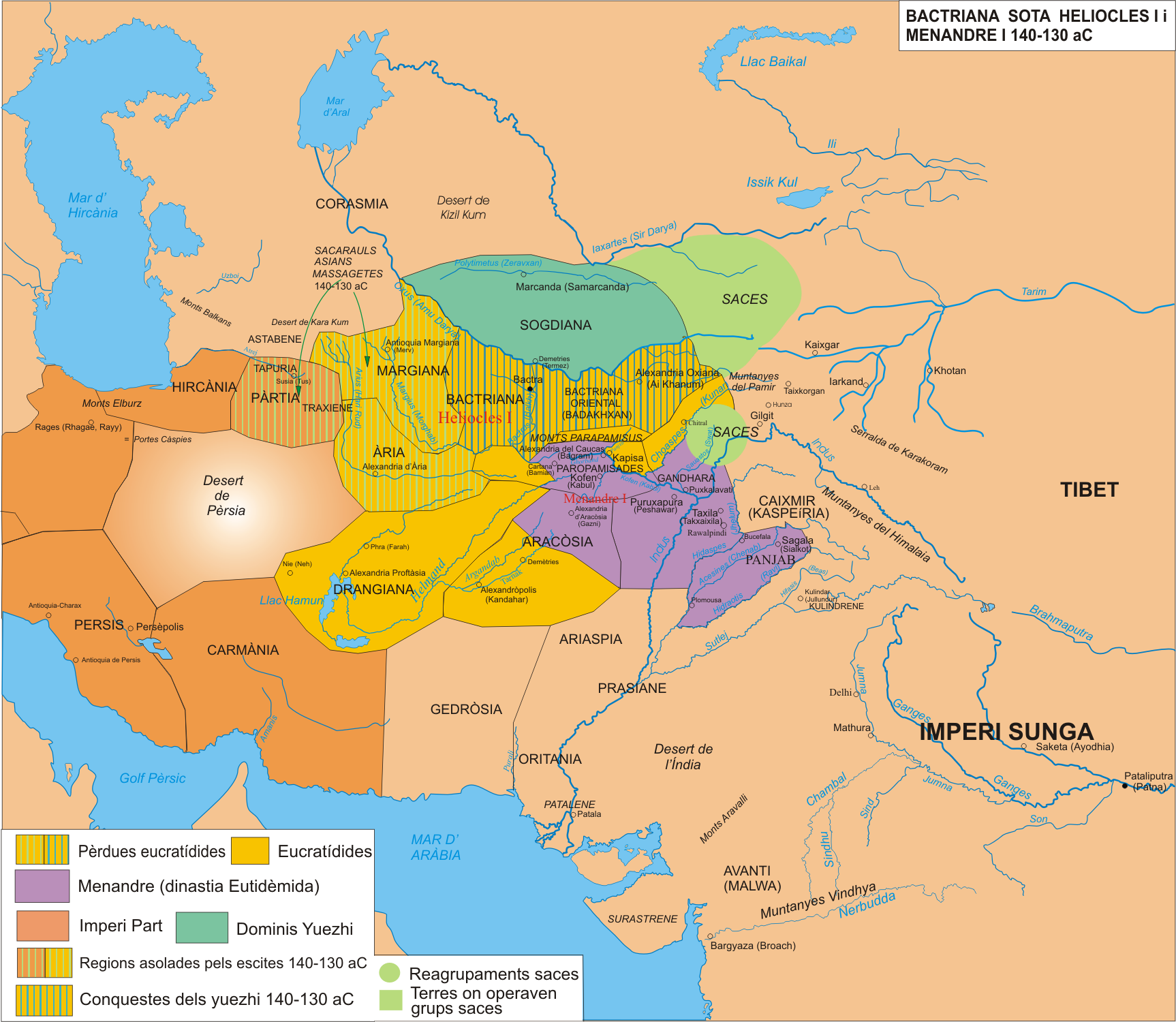
Bactriana 140-130 aC
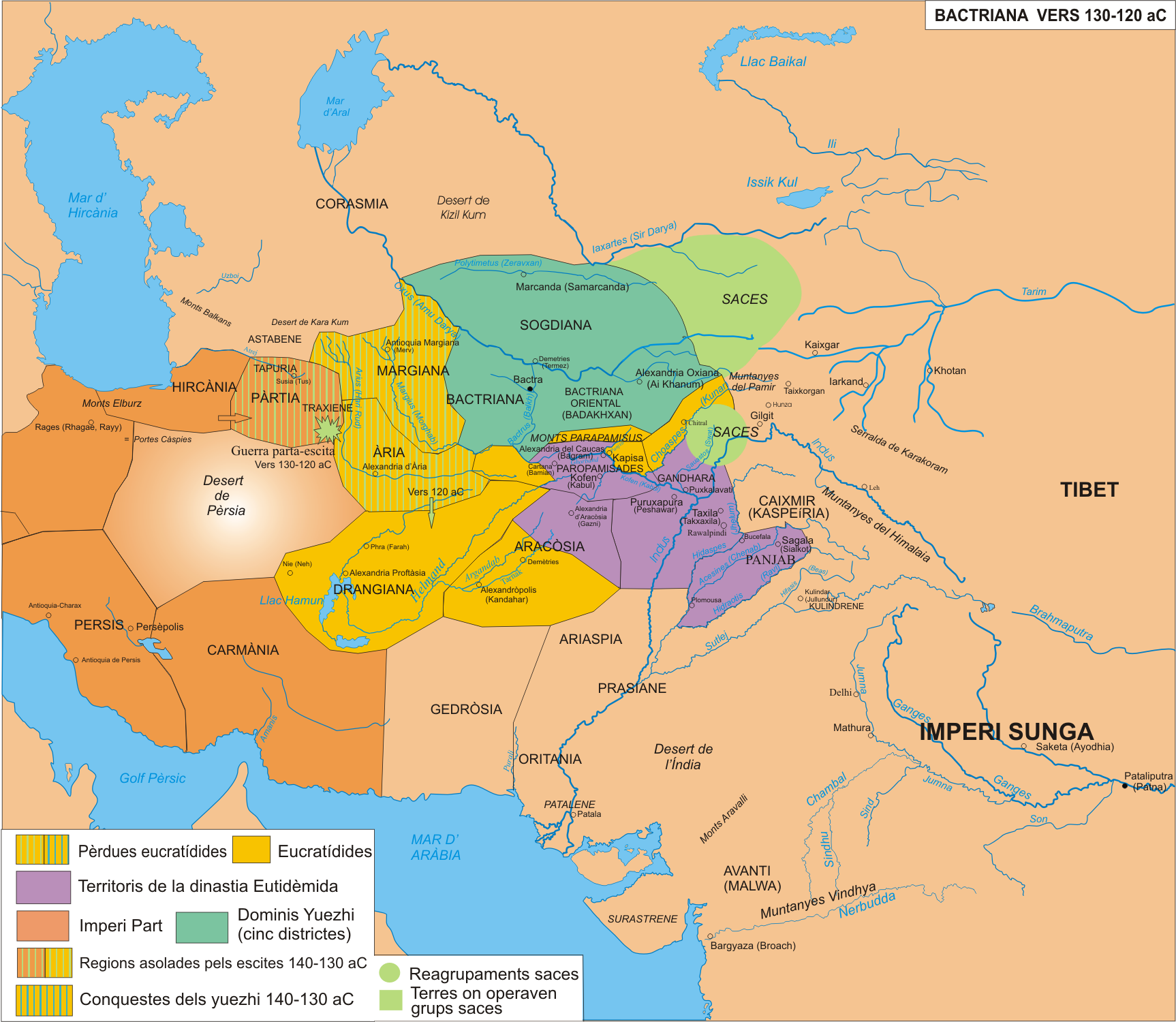
Bactriana 130-120 aC
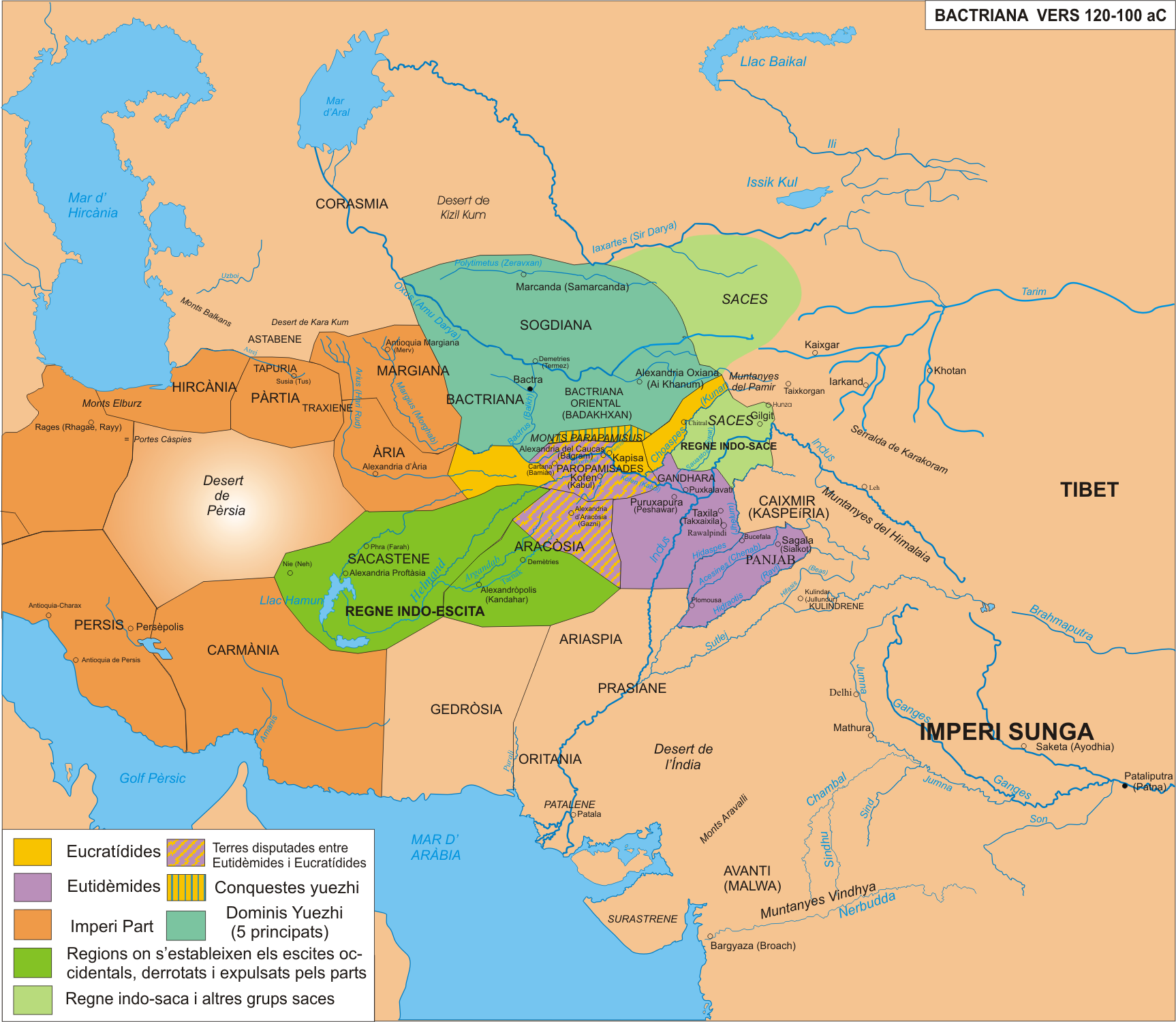
Bactriana 120-100 aC
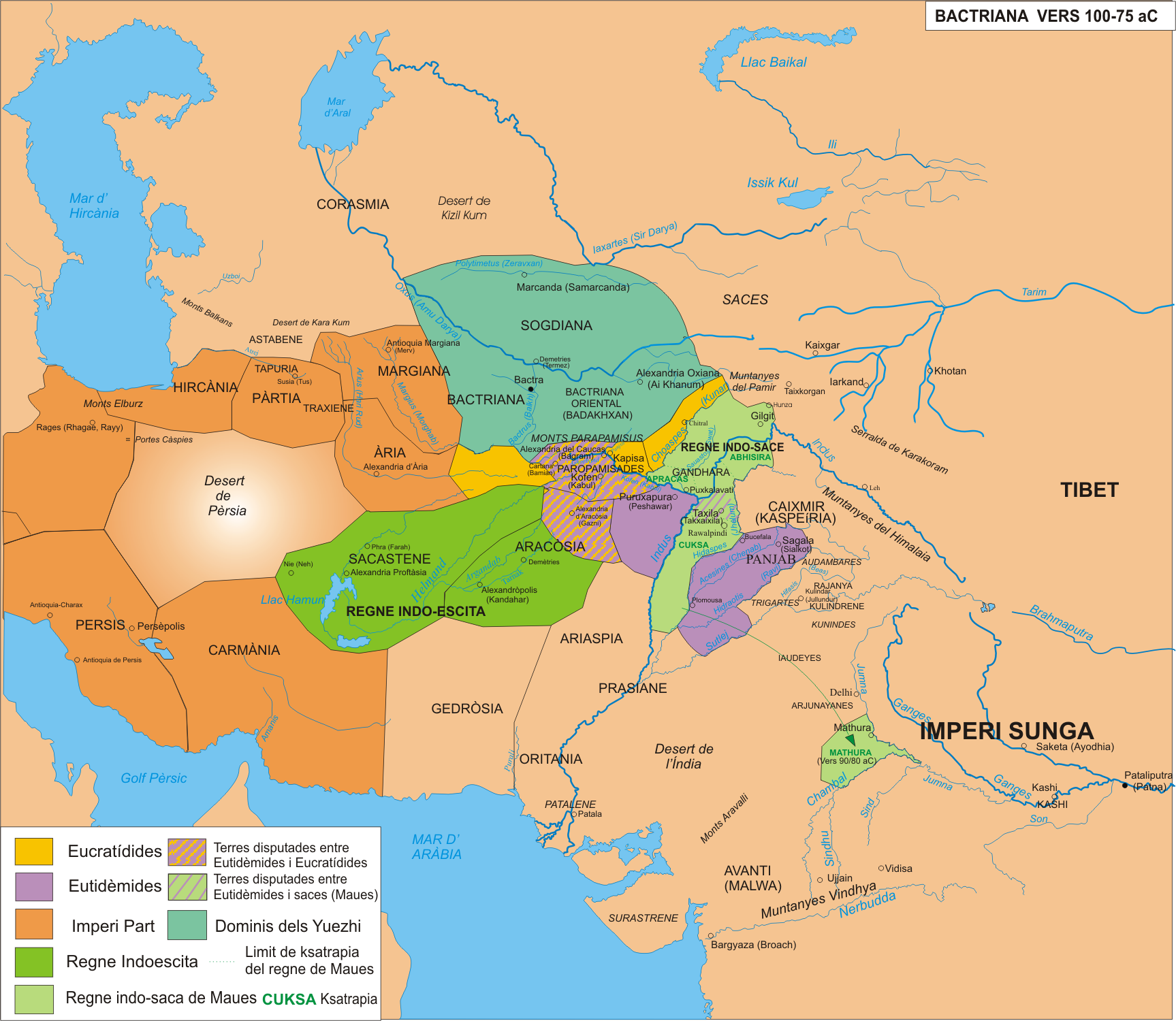
Bactriana 100-75 aC
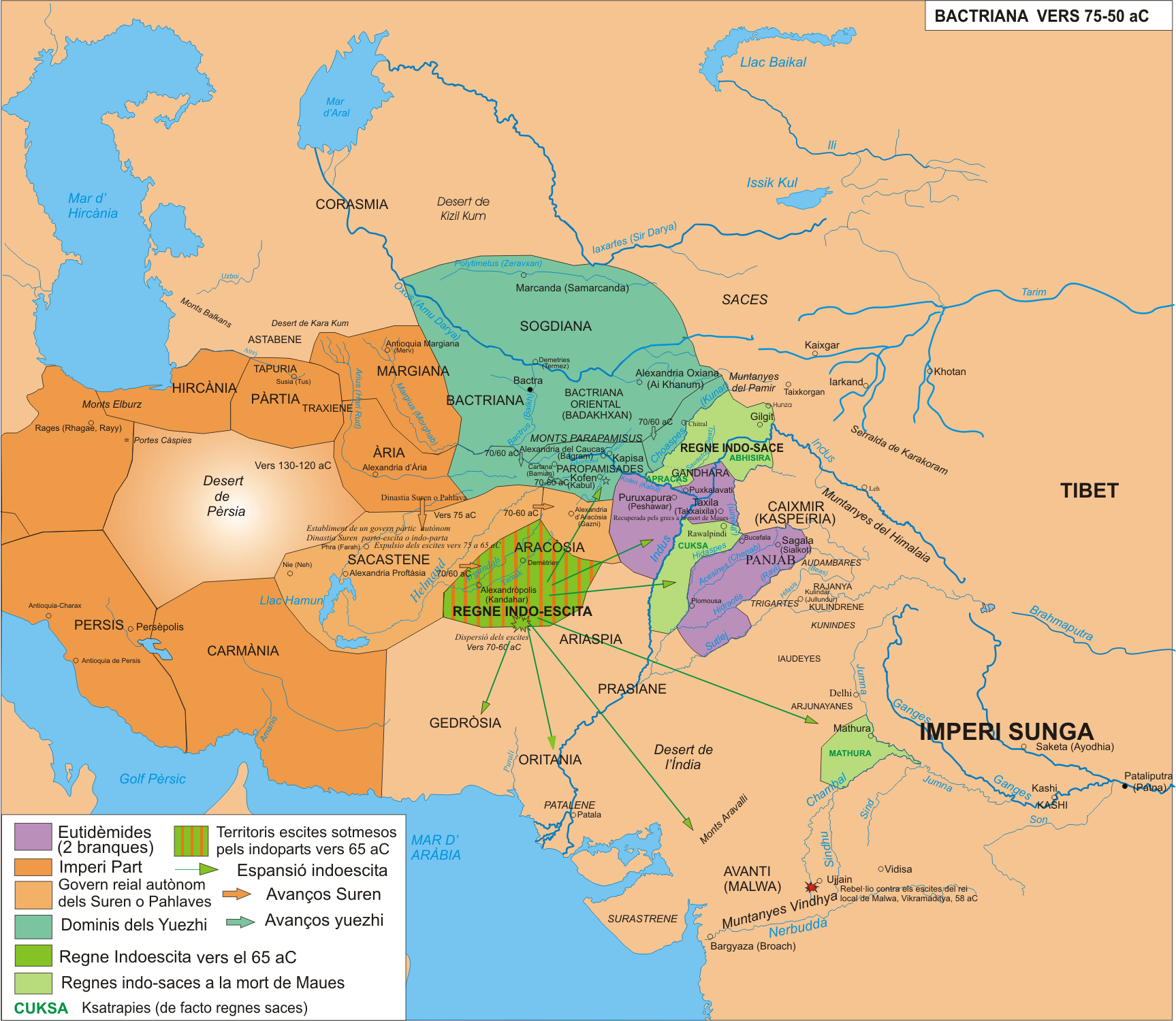
Bactriana 75-50 aC
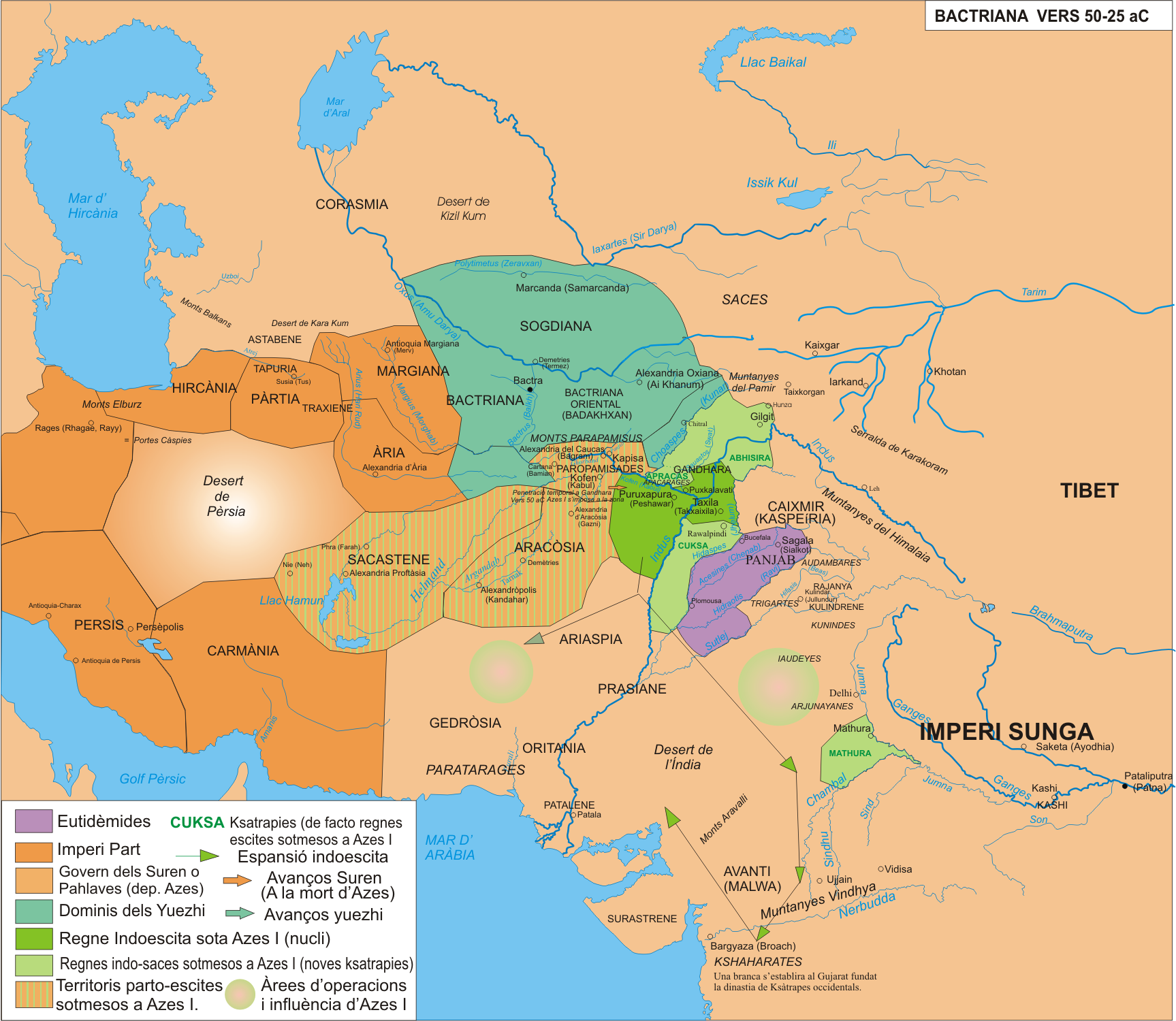
Bactriana 50-25 aC
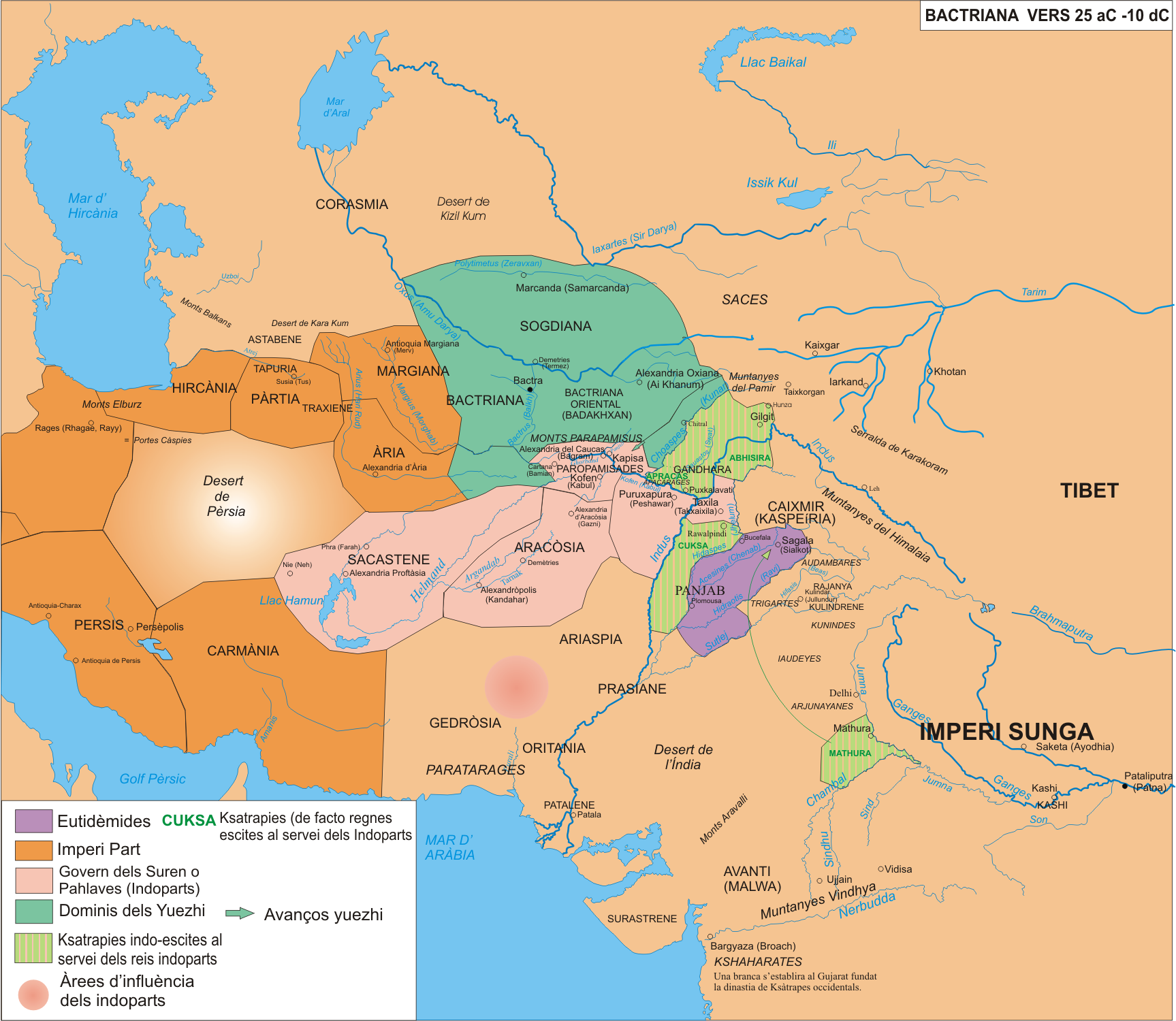
Bactriana 25 aC-10 dC
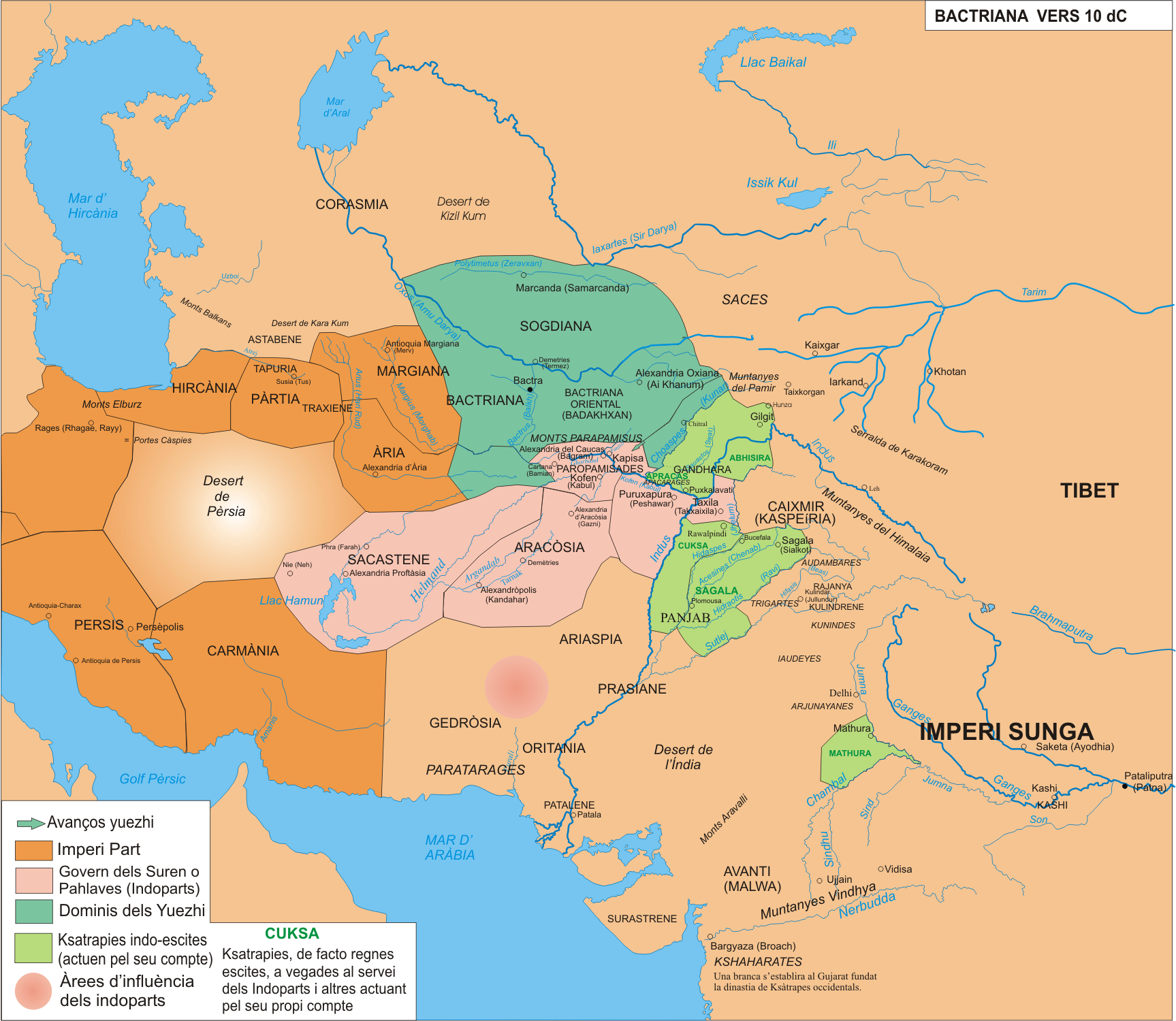
Bactriana vers 10 dC